# Regne d'Itàlia (Sacre Imperi Romanogermànic)
El Regne d'Itàlia (en llatí, Regnum Italiae o Regnum Italicum; en alemany, Reichsitalien) va ser un conjunt territorial circumscrit al nord de la península itàlica, incorporat i vinculat jurídicament al Sacre Imperi Romanogermànic des de la coronació d'Otó I a Roma en 962.

L'Imperi en època d'Otó I (936-973) i Conrad II (1024-1039).

La vinculació del regne d'Itàlia al sistema imperial va suposar que allò que quedava de sistema administratiu d'època carolíngia fos minat tant per l'absència del sobirà, que confiava en els poders feudals locals, com pel desenvolupament comunal, i per les disputes de l'emperador amb el papa, que van polaritzar la vida italiana entre güelfs i gibel·lins.
El Gran Interregne va liquidar el poder efectiu de l'emperador, no només a Itàlia sinó a la mateixa Alemanya, però encara va retenir l'autoritat jurisdiccional per legitimar els governs locals. A causa de les querelles internes, el sistema comunal de les ciutats es va transformar en senyories o en repúbliques, dentre les quals només els règims forts i poderosos, amb capacitat per contractar forces mercenàries, van poder sotmetre a ciutats veïnes creant Estats territorials.
La intervenció francesa que va començar en 1494 va alterar les relacions de poder a la península i va tornar a atreure l'atenció de l'emperador en els assumptes italians. El tractat de Bolònia de 1530 va convertir l'emperador en àrbitre d'Itàlia, però l'hegemonia a Itàlia va recaure en els reis d'Espanya fins que a la Guerra de Successió espanyola l'emperador va recobrar un paper de preponderància. Després d'estabilitzar-se les relacions de poder entre les dinasties rivals d'Habsburg i Borbó, la Revolució francesa i la seva extensió a Itàlia va suposar la liquidació de l'autoritat imperial a Itàlia i pocs anys després al mateix Berlín.

## El regne d'Itàlia a l'Imperi carolingi
Carlemany, el rei dels francs, va incorporar en 774 el regne Longobard als seus dominis. La conquesta carolíngia d'Itàlia no va suposar la migració d'un poble, sinó que es van introduir i distribuir a la regió contingents armats provinents del nord dels Alps, que es van establir principalment a les ciutats i punts estratègics per controlar tant les rutes de comunicació terrestre i fluvial com els nuclis longobards. També es va assentar una classe dirigent franca que va obtenir terres de confiscacions a l'Església i als longobards, o provinents del fisc reial. Això no va suposar una ruptura respecte de l'anterior regne longobard, ja que el regne va mantenir la seva individualitat com Italia o Langobardia, Pavia va continuar sent la capital, i així mateix, es va mantenir durant més temps un poder real amb caràcter i autoritat públics i un sistema administratiu que vinculava Pavia amb les altres ciutats mitjançant l'ús de funcionaris públics. A més es va mantenir un corpus legal format per les lleis longobardes i les capitulars carolíngies; la legislació dels reis longobards va ser confirmada pels carolingis. En aquest sistema, els comtes (comites) eren els agents públics de l'administració central, representants del rei als comtats.
Però el poder públic oferia una protecció insuficient davant les exaccions pels grans propietaris que, armats i beneficiats amb terrenys, pretenien crear un grup territorial més homogeni i compacte. D'aquesta manera, es va desenvolupar la relació de vassallatge, que era una forma de comanda en què un home lliure entrava en obediència i prestava un servei militar a un poderós a canvi de protecció i assistència; així, els guerrers, que eren homes lliures i propietaris de terres, es van transformar en clientela d'un senyor. D'altra banda, l'abús de poder dels funcionaris públics en benefici dels interessos particulars va requerir que el rei els contrarestés amb els seus propis vassalls, els "vassi dominici", encomanats personalment a ell. A més dels vassi dominici, el sobirà utilitzava l'ordre eclesiàstic per supervisar els funcionaris públics, controlar ciutats i rutes de comunicació, i obtenir obediència del poble, i alhora feia servir lleials per al govern d'abadies i bisbats, seleccionats d'entre la mateixa aristocràcia militar i als quals recompensava amb donacions a l'Església i amb immunitats. La necessitat que el rei comptés amb el poder eclesiàstic va produir a la Itàlia carolíngia el desenvolupament de la immunitat ("mundeburdium") de bisbes i abats, de manera que cap funcionari públic podia intervenir per exercir algun tipus de poder militar o jurisdiccional, de manera que el rei privava els seus propis funcionaris d'autoritat a les terres eclesiàstiques, originant l'assumpció de l'autoritat senyorial per bisbes i abats, que gaudien d'autonomia respecte dels funcionaris públics.

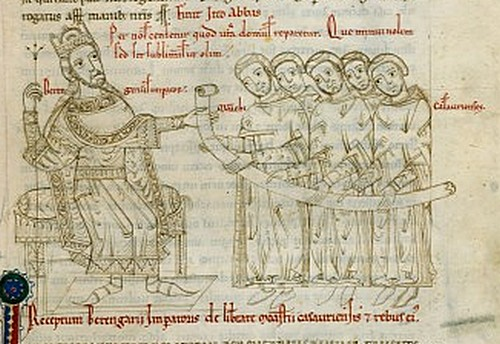
El rei Berenguer I d'Itàlia en el Chronicon Casauriense. Els difícils anys del seu regnat van sentenciar la privatització del poder públic al regne d'Itàlia.

Amb les divisions de l'Imperi carolingi després del Tractat de Verdun de 843, les grans famílies aristocràtiques, que havien rebut dels reis carolingis privilegis, terres i càrrecs a canvi del seu vassallatge, van arrelar regionalment, establint la seva pròpia xarxa clientelar, les seves possibilitats d'acció i influència política queden limitades a una determinada regió de l'Imperi carolingi. I per això, davant l'absència de descendència masculina després de la mort de Lluís II el Jove l'any 875, els magnats van passar a disposar l'elecció dels nous sobirans, no només per assegurar la pervivència del regne , sinó assegurar-se el manteniment del seu poder polític. Per part seva, els papes van establir l'enllaç entre el títol imperial i el regne d'Itàlia, ja que la defensa del papat només es podia dur a terme si l'emperador tenia la seva base a Itàlia.
La deposició de Carles III el Gras en 887 i la seva ràpida mort van donar a l'aristocràcia del regne italià total llibertat per a l'elecció d'un rei que residís a Itàlia. La política bàsica del rei va consistir a emprar la donació com a mitjà de negociar amb els magnats, equilibrar faccions i establir aliances; mitjançant les diplomata es concedien privilegis a l'Església i a la noblesa afí. L'autoritat pública va ser incapaç de garantir la protecció territorial davant les Invasions hongareses d'Europa a la primera meitat del segle X provocant la fortificació dels territoris (incastellamento) per part dels senyors laics, comunitats religioses i ciutats, sense la intervenció reial, que va haver de ser acceptada pel rei i que faccions de l'aristocràcia busquessin reis rivals més competents, provocant conflictes armats entre reis.

## Els principats territorials dels seglesseglexiseglexi
La situació de subordinació política a Alemanya del regnum italicum va mantenir el poder regional dels grans principats territorials i altres comtats més reduïts:
A mitjan segle x, la marca d'Ivrea s'havia reduït en grandària; la resta del seu antic territori havia estat dividit entre noves marques: la de Susa, que comprenia Auriate, Turín, Albenga, Alba i Ventimiglia; la marca aleramica, que abastava Monferrato, Acqui i Savona; i la marca obertenga, que englobava Gènova, Tortona i Bobbio. Aquests principats territorials estaven en mans de les famílies d'Arduí de Torí, d'Aleram de Montferrat —de la descendència del qual es desgajarien petites marques com les de Saluzzo, Savona, Ceva, Clavesana o Incisa—, d'Obert I, comte palatí centrat a Ligúria, i dels comtes de Pombia, que havien adquirit la minvada marca d'Ivrea. Al costat d'aquests principats hi havia el poder creixent de poderosos bisbes. En el segon terç del segle xi, Humbert mans blanques, feudatari al Regne d'Arlés, va ajudar al nou sobirà germànic Conrad II a apoderar-se del regne d'Arlés després de la mort de Rodolf III de Borgonya en 1032, la qual cosa li va valer la investidura de Maurienne i Tarentaise. El seu fill Otó de Savoia va incorporar per matrimoni la marca de Susa; aquestes possessions van permetre als comtes de Savoia dominar els tres passos alpins més importants entre França i Itàlia: el Gran Sant Bernat, el Petit Sant Bernat i el del Mont Cenis.
A Lombardia destacava l'arquebisbe de Milà, però els comtes locals van entrar en conflicte amb els bisbes, com els de Màntua, Como i Cremona. Es va manifestar el declivi dels comtes de Lomello —comtes palatins de Pavia—, ia més, el fet que els margreus de Gènova, de la família d'Otbert de Luni, s'expandissin a la Lunigiana i també a Llombardia els va permetre formar la marca de Milà, que incloïa Milà i Pavia. Mentrestant, la família dels comtes de Canossa va formar la marca attoniana que abastava Mòdena, Reggio, Parma, Piacenza, Cremona, Bèrgam, Màntua, Ferrara i Brescia, i amb posterioritat, la marca de Toscana, però sense anul·lar el poder dels bisbes.
Al centre d'Itàlia es trobaven les riques terres del marquès de Toscana, que s'estenien des de la marca de Verona creuant el riu Po, per Ferrara i Mòdena, fins a les fronteres dels territoris del papat a el riu Ombrone, on destacaven les ciutats de Siena, Florència i Pisa. Més al sud, el Patrimoni de Sant Pere abastava els voltants de Roma —Laci, Sabina— fins a Campània, limitant amb Toscana, amb Romana —controlada per l'arquebisbe de Ravenna—, amb els territoris de la marca d'Espolet —on la intervenció real va evitar crear un llinatge nobiliari—, i amb la marca d'Ancona —també denominada marca de Camerino o marca de Fermo—, sota control alemany a través dels seus bisbes i que seria posterior font de disputes entre papes i emperadors. A l'est italià (Verona, Friuli i Istria) es van produir canvis, ja que aquestes zones van ser alienades del regne italià i vinculades a Alemanya, perquè fossin els feudataris alemanys els que controlessin els passos dels Alps i els deixessin oberts als exèrcits imperials: en 951 Otó I va atorgar al seu germà Enric, duc de Baviera, les marques italianes de Trento i de Friul juntament amb Istria, que van formar la marca de Verona, sancionada a la dieta d'Augsburg l'any següent; es va constituir així un heterogeni bloc territorial que es componia de Baviera, Caríntia i Verona. En 976 Otó II va separar les marques de Verona i de Caríntia del ducat de Baviera, per crear un altre nou ducat, el de Carintia, atorgat a Enric el Jove; des de llavors la marca de Verona va ser annexa al ducat de Carintia. La creació de la Lliga de Verona (1164) contra Frederic I va evidenciar la suspensió de l'exercici d'aquest marquesat, del qual va quedar mera existència en un títol sense cap realitat política, simplement associat als margraus de Baden en 1151. Per distingir el títol de marca de Verona del territori, es va emprar des del segle xii la designació geogràfica de marca trevisana.
La vinculació del regne d'Itàlia al sistema imperial va suposar l'existència d'un monarca absent. El viatge de l'emperador a Itàlia s'anunciava amb una anticipació d'un any i sis setmanes, i en la seva breu estada reunia els feudataris de la Corona celebrava la dieta a Roncaglia, on l'emperador rebia l'homenatge dels feudataris, es promulgaven lleis i s'hi establien els tributs. Però aquesta breu presència imperial no podia proporcionar un govern eficaç; l'absència i la incapacitat dels sobirans per imposar les disposicions imperials i recaptar impostos, que de fet ja era palmària des del 990 aproximadament, els va impel·lir a recolzar-se en els grans senyors laics, com el marquès de Toscana o el duc d'Espolet, el poder del qual van tractar d'equilibrar mitjançant els bisbes. L'època otònida es va caracteritzar per atorgar les funcions administratives a bisbes, molts d'origen alemany, ja que davant de les aspiracions dels senyors laics de sobirania territorial, els bisbes eren forans a la seva seu i sense possibilitat de transmetre el territori a la seva nissaga compartien l'estratègia del rei de combatre les aspiracions disgregadores dels senyors laics. Però això va estendre la feudalització dels bisbes, en concedir-los els emperadors poders comitals, com va ser el cas amb els de Parma, Asti, Lodi, Tortona, Piacenza, Ravenna o Brescia. El control imperial sobre l'Església es va estendre al nomenament del mateix papa alliberant el papat de la subordinació a la noblesa local romana.
Els bisbes van mantenir la immunitat dins de les ciutats i els seus voltants, és a dir, fora de la jurisdicció comtal, de manera que l'alta noblesa de comtes, ducs i marquesos, a excepció de poques ciutats com Milà, Pavia, Torí, Màntua, Verona o Treviso, va passar a residir al camp, mentre que els bisbes romanien a les ciutats. És en aquest àmbit urbà on sorgirien les comunes.
Així mateix, va prosseguir el deteriorament del poder públic, doncs els grans senyors (seniores), fossin tant els llinatges comtals —al camp—, com els bisbes —a les ciutats i rodalia—, van requerir un seguici de vassalls, els "capitanei", que van intervenir en l'administració del territori i de les ciutats. La cavalleria de l'exèrcit feudal estava liderada per la baixa noblesa dels capitanei, sota els quals estaven els valvassores seguits dels valvassini, i, ja al nivell més baix de cavalleria, estaven els scutiferi; mentrestant, la infanteria corresponia a homes lliures, tant reclutats com mercenaris, i també a serfs. Es van configurar així dos grups dins de la baixa noblesa, els capitanei i els valvasors, la diferència essencial dels quals era que l'emperador s'encarregava de jutjar els primers, mentre que un senyor feudal o un emissari regi s'encarregava de jutjar els segons.

## Dinastia saxona: Renovatio Imperii Romanorum
Després de la mort del rei Lotari II d'Itàlia el 950, el títol real va ser assumit pel marquès d'Ivrea, que havia estat el summus consiliarius, i el nou rei Berenguer II va associar al tron al seu fill Adalbert. Berenguer va témer que Adelaida de Borgonya, la vídua i germanastra del rei Lotari, pogués casar-se de nou amb un noble i d'aquesta manera amenaçar la seva posició règia, de manera que va tractar de casar-la amb Adalbert; davant la negativa d'ella, va ser tancada. Això va generar oposició al rei, especialment dels bisbes, que ja havien suportat les exaccions de Berenguer. Per la seva banda, el rei Conrad III de Borgonya, germà d'Adelaida, va demanar la intervenció del rei germà.

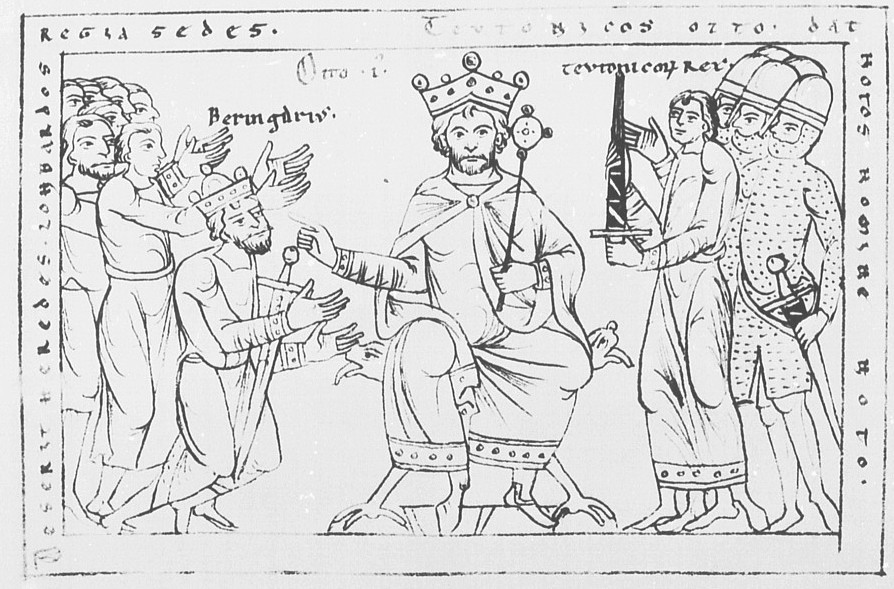
Otó I rep la submissió de Berenguer II.

Adelaida va escapar del seu tancament i va demandar ajuda al rei Otó I d'Alemanya (936-973), que va aprofitar la conjuntura i va intervenir a la península. Es va fer coronar rei d'Itàlia en 951 i es va casar amb Adelaida, però no va aconseguir la corona imperial perquè Alberic II, Senator i Princeps Romanorum, no tenia intenció de introduir un poder estranger a Roma que limités el seu propi. Otó va tornar a Alemanya el febrer de 952, deixant al seu gendre Conrad el Roig la prossecució de la guerra contra Berenguer i Adalbert, però aquests de seguida van arribar a un acord, i a l'agost tots dos van anar a Augsburg a la presència del rei alemany, que els va reconèixer reis d'Itàlia en qualitat de vassalls, si bé van haver de cedir les marques de Trento i Friul (o Verona) al duc de Baviera.
De tornada a Itàlia, Berenguer II va emprendre la venjança contra magnats i especialment contra els bisbes; el bisbe Bruning d'Asti va ser rellevat com a archicanciller pel bisbe Guido de Mòdena i, aprofitant la revolta de Liudolf de Suàbia, va recuperar Verona. Però la revolta va ser sotmesa, els magiars van ser detinguts definitivament a la batalla de Lechfeld l'agost de 955 i els eslaus obotrites sotmesos a la batalla de Recknitz l'octubre de 955, de manera que el rei germànic va poder intervenir de nou a Itàlia. L'estiu de 956, va enviar a Itàlia el seu fill Luidolf i encara que la campanya va ser victoriosa, Luidolf va morir de malària mesos després, el setembre de 957, de manera que Berenguer va recuperar el seu poder. Amb les mans lliures a Itàlia, va intentar crear, com abans el rei Hug d'Arles, un poderós domini regi i una xarxa vasallàtica lleial. Va prendre possessió d'Espoleto i va amenaçar el ducat de Roma, on governava el papa Joan XII (955-964) com a successor del seu pare Alberic II. El papa va demanar la intervenció del sobirà alemany, i Otó va iniciar una segona campanya per Itàlia (961-965). Davant la defecció de bisbes i magnats i una feble resistència, Berenguer II va fugir de Pavia cremant el palau reial; Otó I i el seu fill Otó II van ser reconeguts reis corregents d'Itàlia al setembre de 961. El rei alemany va seguir ruta a Roma i va ser coronat emperador el 2 de febrer de 962 pel papa, a qui va imposar el Diploma Ottonianum, que confirmava el Pactum Ludovicianum (817) i la Constitutio romana (824). Però el papa, temorós del poder de l'emperador Otó, va ordir una lliga contra ell entaulant contactes amb bizantins i va obrir les portes de Roma al seu antic enemic Adalbert d'Ivrea. Otó va deposar el papa en un sínode de bisbes el novembre de 963 i va capturar el assetjat Berenguer d'Ivrea, mentre que el fill d'aquest, Adalbert, va fugir a Còrsega. Encara Otó va haver d'intervenir diverses vegades a Roma per imposar els seus candidats davant de la noblesa romana, que no es resignava a perdre el control sobre el papat. A la tercera campanya italiana (967-972), va acabar per resoldre la qüestió romana i el seu fill Otó II va ser coronat coemperador el 967. D'aquesta manera, la corona d'Itàlia va quedar unida a l'alemanya, i els successors d'Otó I van ser també reis d'Itàlia.
Un cop assegurat el títol imperial, Otó I i Otó II van dirigir les seves mires al sud de la península. A instàncies del príncep Pandulf I de Benevento, Otó I va dur a terme una campanya en 967 contra els bizantins, i en 972 va acordar la pau amb l'emperador romà d'Orient Joan I Tsimiscés. Aquest estava interessat a fer campanya contra els hamdànides i va preferir pactar amb Otó, al qual va reconèixer el títol imperial i al fill del qual li va concedir la mà de la princesa Teòfana. Otó va morir mesos després d'haver tornat a Alemanya, al maig de 973. No obstant això, va ser en la campanya italiana d'Otó II (980-983), amb la derrota a la batalla de Capo Colonna el juliol de 982 enfront de l'emirat sicilià, quan es va ratificar el fracàs d'aquests esforços al sud d'Itàlia tot i que l'emir Ali ibn Hasan al-Kalbi morí en el combat. L'emperador Otó II va convocar una dieta a Verona el 983 en què el seu fill i successor va ser reconegut rei pels magnats alemanys i també pels italians, però va morir set mesos després.
La situació a Itàlia durant la minoria d'Otó III va ser mantinguda pels bisbes i especialment el marquès Hug I de Toscana, però Roma va caure sota l'autoritat de la facció dels Crescencis. En 994 Otó ja era major d'edat i dos anys després va emprendre la seva primera campanya italiana a petició del papa Joan XV (985-996), qui va morir poc després. Va arribar a Roma, va sotmetre a l'aristocràcia de la ciutat dirigida pel patrici Crescenci II i va triar papa al seu cosí Gregori V, que el va coronar emperador en maig de 996, abans de tornar a Alemanya. L'aristocràcia romana no estava disposada a sotmetre's a un papa estranger i la facció de Crescenci va fer triar Joan XVI el 997 provocant que l'emperador tornés a Itàlia el 998. A Roma, Joan XVI va acabar mutilat i Crescenci II executat i el seu cos llançat pels murs del Castell de Sant'Angelo. Quan el 999 Gregori V va morir, Otó va designar Silvestre II i va fixar la seva residència a Roma per emprendre la Renovatio imperii Romanorum, és a dir, la tasca de recuperar l'esplendor existent a l'antic Imperi romà de Constantí I el Gran però, els seus súbdits no compartien aquests desigs i el 1001, després de tornar de pelegrinar a Polònia i a Aquisgrà, una rebel·lió a Roma el va expulsar i es va haver de refugiar a Ràvena. Va morir l'any següent i el papa va córrer la mateixa sort disset mesos després. A Roma, les famílies dels Crescencis i els Tusculans es van disputar el poder, ia Itàlia es va desencadenar una altra guerra.

La península italiana cap a l'any 1000.

A la mort d'Otó III, els senyors alemanys van triar a Enric II (1002-1024); no obstant això, a Itàlia, una dieta a Pavia va triar per sobirà el marquès Arduí d'Ivrea, que va ser coronat rei d'Itàlia de mans del bisbe de la ciutat el febrer de 1002. Però el nou rei alemany no va acceptar la separació dels regnes alemany i italià, i després d'una assemblea de magnats italians convocada a Roncaglia per l'arquebisbe Arnulf II de Milà que va oferir el seu suport a Enric II, aquest va enviar a Otó, duc de Carintia i marquès de Verona, per enfrontar-se a Arduí. Tot i la victòria d'aquest a Campo di Fabbrica, Enric II va entrar a Itàlia a l'abril de 1004, centralitzant l'oposició al seu rival que, abandonat fins i tot pels seus partidaris, es va retirar a les seves possessions patrimonials. Enric va entrar triomfalment a Verona i Milà i després va marxar a Pavia per rebre la corona italiana el maig de 1004 de mans de l'arquebisbe de Milà; la mateixa tarda del dia de la coronació, una baralla entre soldats alemanys i ciutadans de Pavia va originar una rebel·lió; el rei va ser assetjat al seu palau i salvat a costa de la destrucció de la ciutat. El rei Enric va tornar a Alemanya i durant uns anys la cancelleria de Pavia va deixar de funcionar; el rei rebia els bisbes italians i els oferia concessions a través de la seva cancelleria italiana a Bamberg, i comptava amb el ferm suport de Milà, Ràvena, Piacenza, Cremona, i Llombardia oriental; però a Itàlia, Arduí va tornar a Pavia i va prendre venjança dels seus enemics. Mentrestant, grans àrees van deixar d'estar sota cap control de poder central. El 1012 una querella entre els Crescencis i Tusculans sobre els seus respectius papes va fer que Enric II descendís a Itàlia a finals de 1013. va reforçar la seva autoritat amb els bisbes i va nomenar marquès de Toscana a Ranier, que ja era marquès d'Espolet. De tornada a Alemanya, Arduí va reprendre les hostilitats, però l'arquebisbe Arnulf II de Milà va aconseguir sotmetre'l el 1015; es va retirar a un monestir i va morir poc després. Les seves possessions i les dels seus partidaris van ser redistribuïdes, especialment entre els bisbats de Pavia, Como, Novara i Vercelli. La situació a Itàlia estava prou controlada perquè Enric pogués fer una campanya al sud italià entre 1021-1022.

## L'origen de les comunes urbanes
Des de la segona meitat del segle ix, els bisbes havien assumit no només funcions religioses, sinó també funcions administratives com a delegats reals a la civitas i els seus territoris voltants, en una àrea que es podia estendre uns 10 quilòmetres, incloent la petita noblesa. La reactivació del comerç a Itàlia va fer aparèixer nous emplaçaments a extramurs (forisburgus) de les ciutats en un suburbi construït per motius econòmics. Allí es va atreure més població com a artesans especialitzats, comerciants, forners, carnissers o portadors, i es va desenvolupar la indústria com la tèxtil o la metal·lúrgica, als quals s'afegien els mercaders, però per conveniència, ja que els mercaders eren també propietaris de terres i, per tant, tenien una preeminència dins de la societat urbana, de manera que amb les seves riqueses i terres van poder introduir-se i emparentar amb l'aristocràcia feudal.
Contra la concepció feudal, els mercaders vinculats entre si per societats, es van adonar que l'exercici de les activitats professionals exigia que els poders dominants reconeguessin no només les llibertats i els privilegis econòmics, sinó també una jurisdicció especial, lliure de la servitud senyorial i amb poder polític per a la seva salvaguarda, de manera que van procurar a partir del segle xi el canvi jurisdiccional i la limitació de l'acció episcopal. Als senyors laics els interessava afavorir els nous grups urbans, bé per trobar-hi suport contra els seus adversaris, bé per obtenir mitjançant imposició d'impostos, taxes i peatges, beneficis substancials a partir de les activitats econòmiques a què es dedicaven els ciutadans; d'aquesta manera, els reis van atorgar des del segle x els primers privilegis municipals, el primer d'ells a Gènova l'any de 958 pels reis Berenguer II i Adalbert. Els habitants del burg es van beneficiar de les diferències d'interessos i de fins entre l'aristocràcia i el clergat, diferències que es van ampliar amb la reforma gregoriana contra la simonia i la ingerència dels laics en l'ordre eclesiàstic —com el nomenament de bisbes per l'emperador—, així, a les ciutats on el bisbe ostentava el poder polític, la petita noblesa dels voltants, es va aliar amb els nous ciutadans per sacsejar-se de l'autoritat episcopal i arrencar concessions al bisbe.

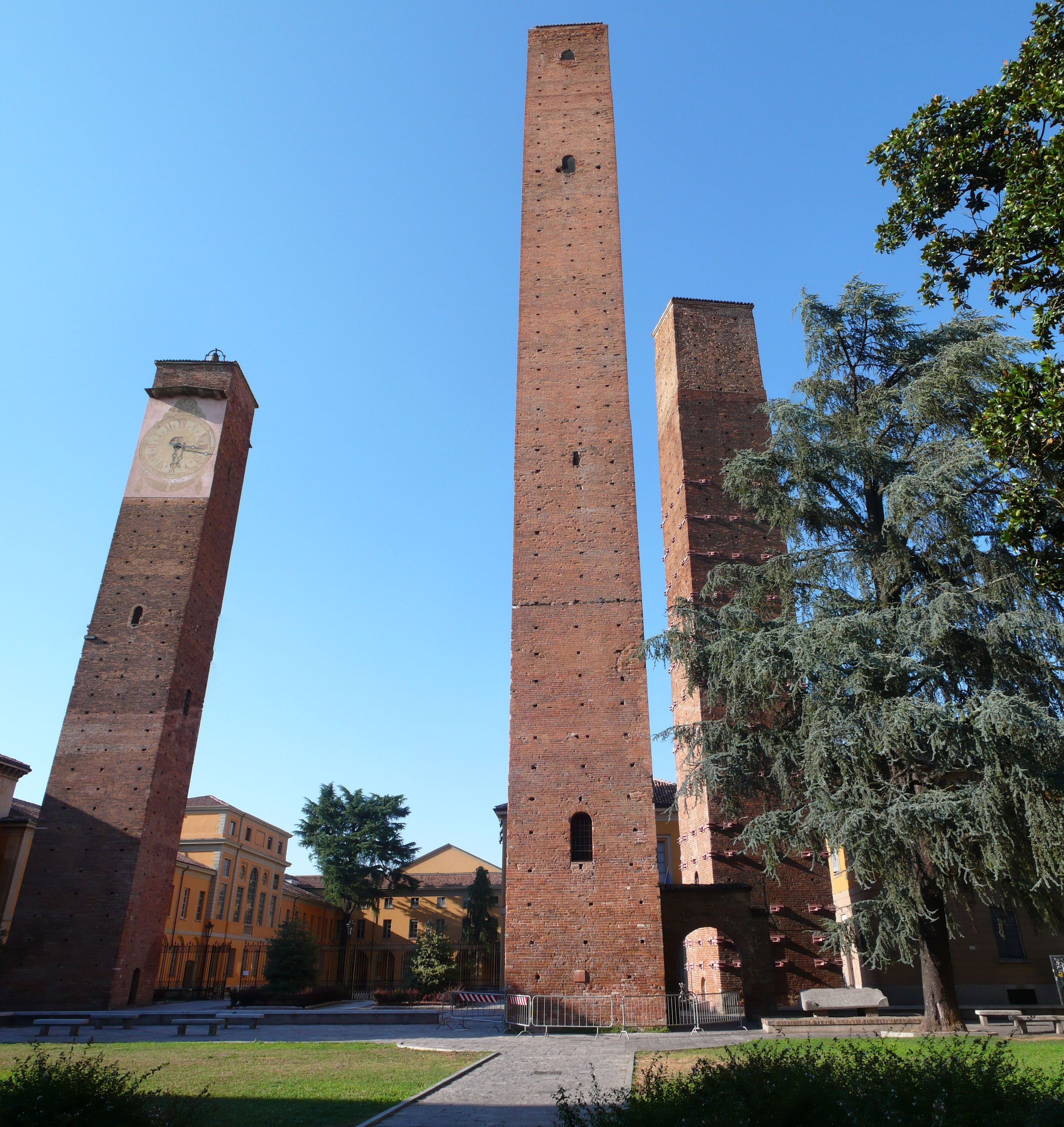
Les tres torres de Pavia.

Tot i això, no tots els bisbes tenien facultats comitals, i l'origen de la comuna urbana ha de trobar-se també en la dispersió de drets feudals fruit de repartiments successoris derivats del dret de successió pro quota (more longobardico) entre diversos successors. Davant d'aquesta situació de repartiments d'herències i reducció d'ingressos pels seus béns arrels, els senyors laics també es van involucrar en activitats comercials, però malgrat els beneficis del comerç, encara la riquesa procedia preferentment de la terra. A la revolta de Milà de 1035, la petita noblesa dels valvasores es va aixecar contra els seus senyors els capitanei, fruit de la qual l'emperador Conrad II va promulgar el Edictum de beneficiis o Constitutio de feudis de maig de 1037, que regulava les relacions entre els grans senyors (seniores), i la petita noblesa de feudataris (milites) dels capitanei i valvasors, als quals se'ls garantia la successió en el feu, impedint al senyor recuperar el feu el que va permetre convertir els feus en hereditaris. Conrad II, d'aquesta manera, intentava reprimir el poder dels bisbes i dels capitanei de Milà guanyant-se la fidelitat d'un grup de subvasalls, que eren els valvasors. Aquests, com a propietaris amb la seguretat de no ser desposseïts pel seu senyor, es van associar in consortium dins de la ciutat, amb la burgesia urbana de mercaders, jutges, notaris i canvistes, per obtenir el govern urbà, i formar la comuna, lliures de la jurisdicció del bisbe o d'un altre funcionari imperial, i van nominar els seus propis representants, els cònsols, que van prendre progressivament el control de la ciutat.
La comuna com a cos jurídic en si mateix va fer desaparèixer les servituds personals i territorials dels burgesos, es van substituir els peatges senyorials per impost públic, o es va establir un dret urbà amb tribunals específics per als burgesos. La comuna estava dirigida per cònsols elegits periòdicament d'entre la noblesa territorial (patricis), i estaven recolzats per un consilium (consell) de ciutadans de les famílies poderoses denominat credenza, doncs al capdavall sobre ells reposava la prosperitat de la ciutat.

## La dinastia sàl·lia: la reforma religiosa i la Llluita de les Investidures
A la mort de l'emperador Enric II el 1024, els ciutadans de Pavia, que no havien oblidat la crema de la seva ciutat feia vint anys, es van rebel·lar i van destruir aquesta vegada definitivament el palau imperial. Aquest havia estat el símbol de l'autoritat reial i la principal fortalesa del nord d'Itàlia i havia fet funcions de tribunal, arsenal, custòdia dels ingressos fiscals, així com de dipòsit d'aliments; però a partir del 1024, Pavia va deixar de ser centre administratiu del regne, dislocant l'administració central. Aquesta rebel·lió es va propagar pel nord d'Itàlia, on uns magnats van buscar infructuosament un rei alternatiu en Hug de França o el duc Guillem V d'Aquitània, mentre altres encapçalats pel bisbe Aribert de Milà van anar a Constança a rendir homenatge al nou rei, Conrad II (1024-1039). El 1026 Conrad II va prendre el camí d'Itàlia per restablir la seva autoritat; allí va rebre la corona de Ferro com a rei d'Itàlia, però no a Pavia, sinó a Milà, ja que el bisbe Aribert de Milà era un ferm suport de l'Imperi; a l'any següent va rebre la corona imperial. Tot i la revolta i destrucció del palau reial, es van reubicar al monestir de San Pietro in Ciel d'Oro les assemblees judicials (placita), l'antiga escola palatina, i fins i tot la residència reial; els comtes palatins, van passar a residir a Lomello.

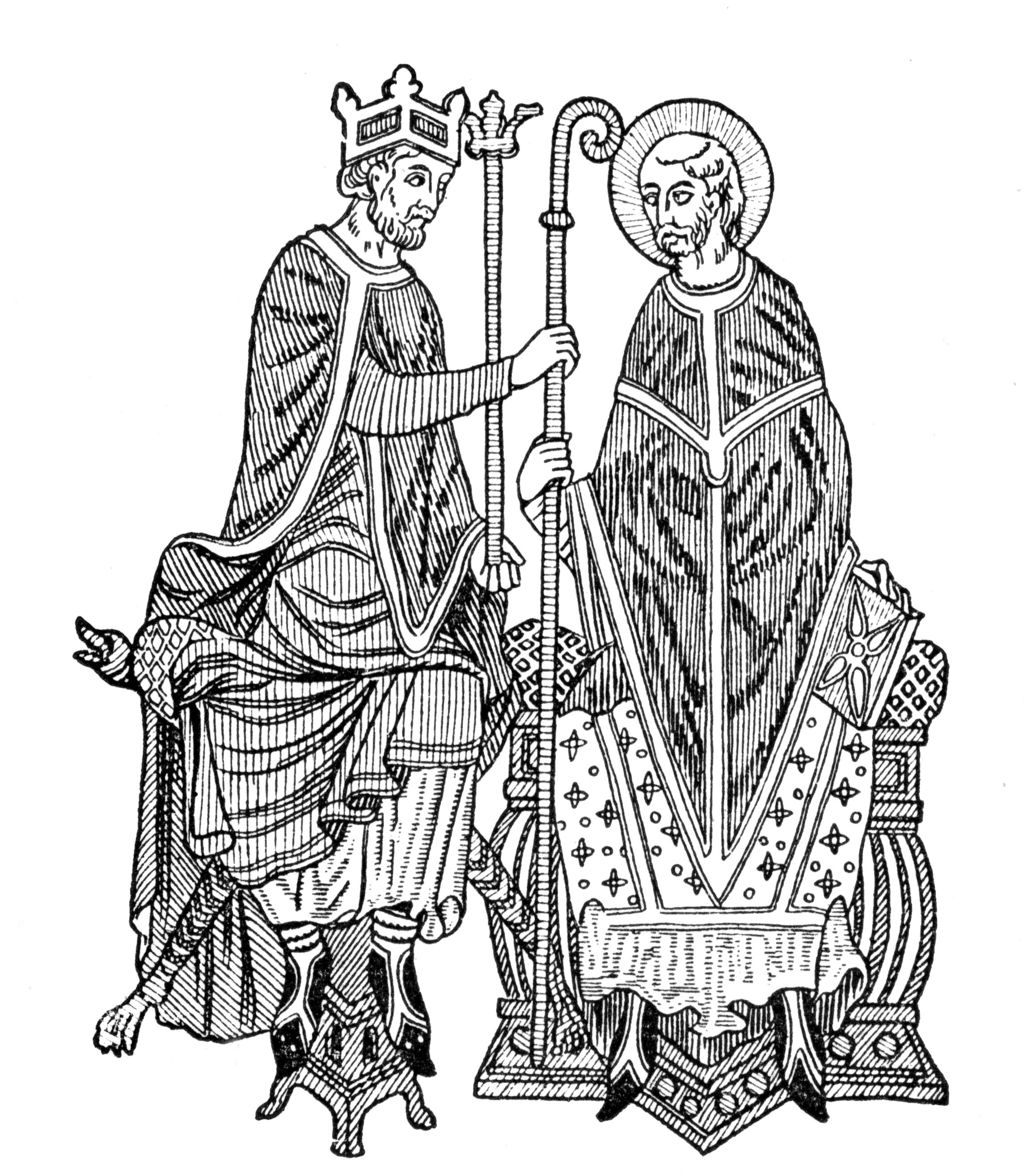
Un rei atorga la investidura a un bisbe.

Els emperadors salis van continuar la política dels seus antecessors de donar suport als bisbes -especialment d'origen germànic- per sotmetre Itàlia més directament a l'autoritat imperial, però aquesta política va xocar amb el creixement de les comunes i el subsegüent desenvolupament d'una petita noblesa enriquida (valvasors), que havia emprès l'adquisició de terres i de poder urbà. La revolta dels valvasors contra el bisbe de Milà és un exemple d'aquestes tensions: el bisbe Aribert de Milà, que era una autoritat eclesiàstica amb poders civils, va gaudir del suport dels capitanei, senyors dels valvasors, i dels habitants de la ciutat, enemics dels valvasors. L'expulsió dels valvasors de Milà va estendre la revolta per Llombardia, precipitant la segona campanya imperial a Itàlia; davant la negativa de sotmetre's a la sentència del sobirà Milà va ser posada sota un infructuós setge que va durar fins a la mort del propi emperador el 1039.
El seu successor, Enric III (1046-1056), va intervenir activament en la reforma monàstica que va tutelar per alliberar les esglésies del control dels laics i enfortir l'autoritat i prestigi del papa, malgrat que els mateixos emperadors saxons afavorien la simonia en imposar bisbes lleials a la seva causa en llocs d'administració del territori. Enric III va intervenir a les eleccions papals, que es trobaven en mans de les famílies rivals dels comtes tusculans i dels Crescencis, i subjectes a revoltes de la població; així, en el Sínode de Sutri de desembre de 1046 va deposar tres papes rivals i va imposar successivament a diversos papes alemanys com Clement II (1046-1047), Damas II (1048), Lleó IX (1049-1054) o Víctor II (1055-1057), que van prendre mesures contra la simònia i el nicolaisme. Tanmateix, el control de l'emperador sobre el papa i el seu suport al clergat per al govern i l'administració de l'Imperi portava en si mateix la contradicció que la reforma buscava lliurar l'ordre eclesiàstic de la ingerència dels laics i supeditar-lo als superiors eclesiàstics. Així doncs, les revoltes urbanes de la petita noblesa, dels burgesos i dels patarins contra els bisbes nomenats per l'emperador van esdevenir mentre es disputava aquesta lluita contra la simonia, com va ser el cas de l'originada a Milà el 1045 contra el bisbe simoníac nomenat per l'emperador, Guido de Velate.

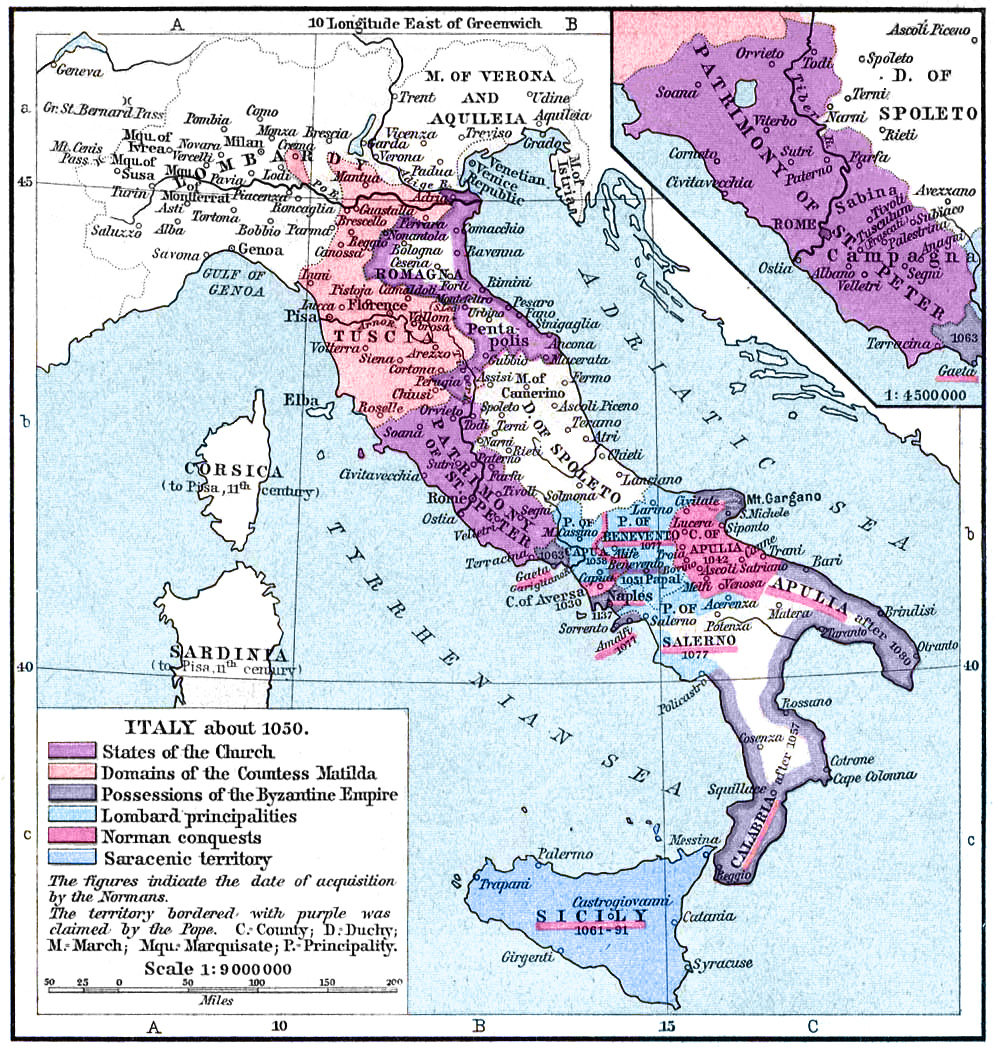
Península itàlica cap al 1050.

La mort d'Enric III en 1056 i la minoria d'Enric IV accelerà el procés d'independència del papat. El papa Nicolau II va emprendre accions contra el nicolaisme i va reglamentar l'elecció del papa pel col·legi de cardenals en contra de la Constitutio Romana de 824 i el Privilegium Othonis de 962. A la mort de Nicolau II, el suport inicial del partit imperial a Honori II enfront Alexandre II va convertir l'Imperi enemic de la reforma. Alexandre II, a més de combatre la simonia, va potenciar que el paper del papa fos el de cap d'una Església l'àmbit d'acció de la qual era més ampli que el de l'Imperi, d'aquesta manera va promoure en 1063 la croada per a la presa de Barbastre i va afavorir la invasió normanda d'Anglaterra en 1066.
El clímax de la reforma va esdevenir amb l'ascens al papat de Gregori VII (1073-1085), que va decretar en el sínode quaresmal de Roma de 1075 la prohibició sota excomunió de la investidura per laics, i va afirmar al Dictatus Papae (1075) la supremacia del poder espiritual sobre el temporal, la independència del clergat respecte dels seglars, el domini dels seus béns per al culte i la jurisdicció suprema del papa en matèria de fe i moral i del govern i l'administració de l'Església. Al gener de 1076 Enric IV va convocar un sínode de bisbes alemanys a Worms per deposar el papa, i després d'aquest, al febrer, un altre sínode de bisbes llombards a Piacenza. Rebudes les notícies a Quaresma d'aquell any, Gregori VII va excomunicar el rei Enric IV i va deslligar els seus súbdits de la seva obediència. La Querella de les Investidures havia començat.

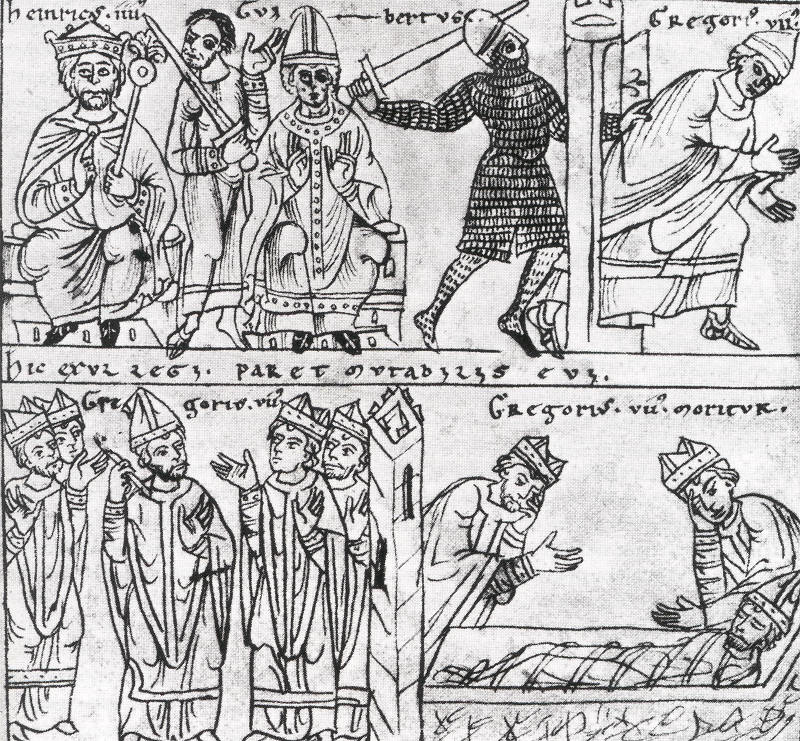
Enric IV i Climent III expulsen a Gregori VII. Mort de Gregori VII.

En 1080 el rei Enric IV va designar com a papa Climent III (1080-1100) i va emprendre camí a Itàlia. Allí va trobar suport a Llombardia, on va ser coronat rei d'Itàlia a Pavia (1081), i va garantir privilegis a les ciutats que li donaven suport. Matilde de Canossa, marquesa de Toscana, es va mantenir com ferm suport del papa, i l'emperador la va desposseir, però no va poder desallotjar-la de la seva posició. Finalment va poder entrar a Roma el març del 1084 i imposar al seu antipapa, que el va coronar emperador.
El papa Urbà II (1088-1099) va iniciar l'ofensiva contra l'emperador Enric IV i a seu antipapa Climent III, i va enfortir la seva posició com a cap espiritual sobre tota la Cristiandat llatina en convocar el pelegrinatge i creuat a Terra Santa al Concili de Clermont (1095). A més del suport de Matilde de Toscana, el papa va buscar suports entre els normands que estaven conquerint el sud de la península i Sicília, de manera que va convertir al comte de Sicília, Roger I, en llegat pontifici, el que facultava, irònicament, els comtes i després reis de Sicília a nomenar els bisbes. La campanya de l'emperador Enric IV del 1090 va fracassar l'octubre del 1092 davant Maddona della Battaglia, prop de Canossa, d'això en van sorgir revoltes urbanes a Llombardia, i la marquesa de Toscana va poder emprendre la restauració de la seva autoritat, recuperant així el control de ciutats partidàries de l'emperador com Ferrara (1101), Parma (1104), Prato (1107) i Màntua (1114). Però a més, Conrad, fill de l'emperador, va ser coronat rei rival d'Itàlia en 1093, dirigint així la rebel·lió davant del seu pare l'emperador. Assetjat i debilitat a Itàlia, Enric IV va poder retornar a Alemanya el 1097 on va enfortir el seu poder.
La restauració de l'autoritat imperial la va dur a terme el seu successor Enric V (1105-1125). En la seva primera campanya italiana, Enric V va ser ben rebut fins i tot per la comtessa Matilde de Toscana, i a Roma va pactar amb el papa Pasqual II (1099-1118) una solució a la querella amb la renúncia imperial dels drets de regalia, però en donar coneixement d'aquest acord a la cerimònia de la coronació el 12 de febrer de 1111, es va produir una insurrecció que va avortar la coronació. El rei dels Romans, llavors, va posar en captivitat el papa i els seus cardenals i el va obligar en un Privilegium a concedir a l'emperador el dret d'investidura, i Enric V va ser coronat emperador a l'abril. El Privilegium va ser rebutjat en els sínodes de Vienne i Letran, perllongant la querella. En 1116 l'emperador va fer una altra campanya a Itàlia per prendre possessió de les terres de la marquesa de Toscana després de la seva mort, i va nomenar com a nou antipapa a Gregori VIII. Malgrat el suport a l'emperador a Alemanya, allí se li va instar a buscar la pau amb el papa, i la querella va acabar amb el Concordat de Worms (1122) entre l'emperador i el papa Calixt II (1119-1124).
Si bé el concordat de Worms va suposar al bàndol papal un èxit davant de les restriccions imperials en l'exercici de la seva autoritat, al regne d'Itàlia es va enfrontar amb una nova situació com a conseqüència d'aquest compromís, ja que encara van desaparèixer els bisbes d'elecció imperial i els monestirs antireformistes, l'autoritat comunal urbana es va consolidar amb més força que el poder eclesiàstic a la regió. I en efecte, durant la primera meitat del segle xii es van desenvolupar governs comunals gairebé a cada ciutat episcopal del nord d'Itàlia.

## El desenvolupament comunal als segles XII i XIII

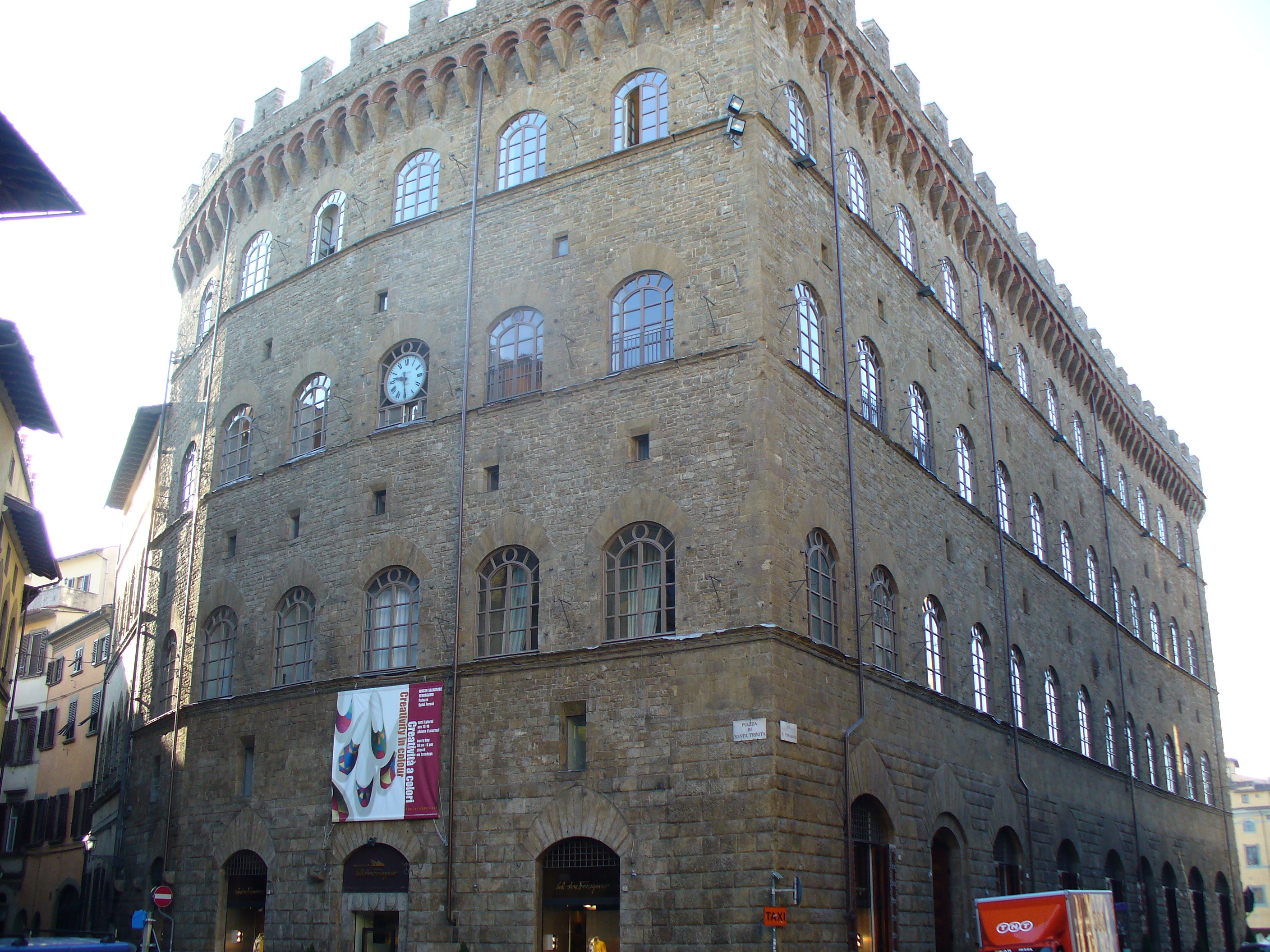
Palazzo Spini Feroni a Florència.

L'àmbit de la comuna urbana no es va circumscriure als murs de la ciutat sinó que també va incloure el control dels seus voltants, territori anomenat contat, sobre el qual existia una dependència socioeconòmica, ja que la ciutat oferia un mercat per als productes del contado y también ofrecía oportunidades laborales a la gente del campo, así como garantizaba su seguridad, pero es que además, el contado oferia oportunitats d'inversió per als residents de la ciutat i, sobretot, el subministrament d'aliments i primeres matèries. Però atès que la comuna no podia extreure del seu propi contado provisió suficient, el comerç d'aliments i matèries primeres era una necessitat bàsica per a la supervivència de la ciutat, per a la seva població i indústria, ja que l'activitat industrial es trobava dins de la ciutat, especialment la indústria tèxtil de llana i cotó. Després de la Querella de les Investidures ciutats com Gènova, Pisa o Venècia s'havien convertit en potències internacionals amb interessos comercials estesos des del nord d'Europa a l'Àfrica i el Llevant mediterrani Llevant. El comerç exterior i la inversió va incrementar la riquesa local i l'embelliment de les ciutats; i el creixement de la població tant a la ciutat com al camp va ocasionar un augment d'obres públiques, com ara muralles urbanes. El desenvolupament dels gremis i confraries reflectia la creixent complexitat de l'organització econòmica, i fins i tot les ciutats més petites tenien la seva elit professional de jutges i notaris, juntament amb nobles, comerciants i artesans, però malgrat el desenvolupament d'aquesta economia urbana, a el nord d'Itàlia la majoria de la població vivia de la terra.
Les comunes urbanes van atraure en el seu recinte la petita noblesa que residia al comptat ja que aquesta noblesa rural era massa feble individualment i estava massa aïllada per contenir el procés. Però per altra banda, aquesta noblesa s'alliberava de la dominació dels grans magnats, i aspirava a controlar el govern comunal. De forma general, quan les famílies nobles tenien castells amb capacitat defensiva, terres extenses i vassalls nombrosos per defensar-se per elles mateixes, es vinculaven amb l'emperador, com van fer els marquesos de Montferrat de l'antiga marca d'Ivrea. Però quan les famílies nobles tenien castells de fàcil accés, com a planes o prop de grans ciutats, i febles per defensar-se per ells mateixos, es vinculaven a la comuna. I hi havia nobles que es vinculaven voluntàriament a la comuna atrets per la seva riquesa i allà aspiraven a obtenir el govern, com per exemple, els Visconti a Milà, la Casa d'Este a Ferrara, o els Romà a Verona i Vicenza.
A causa de la submissió dels senyors del contado a la ciutat, cap al final del segle xiii la servitud de la gleva pràcticament ja havia desaparegut, i es van desenvolupar al seu lloc altres formes de tinença de la terra, especialment la mezzadria, per la qual el propietari de la terra proporcionava a l'arrendatari la meitat de la llavor sembrada i a canvi rebia del seu arrendatari la meitat de la seva producció, i sovint el contracte era reprensible cada any. El paisatge rural va canviar, del paisatge de franges de terreny disperses es va passar a una concentració de propietats individuals cercades, més grans i més compactes, on els treballadors van passar a residir-hi però forma aïllada.

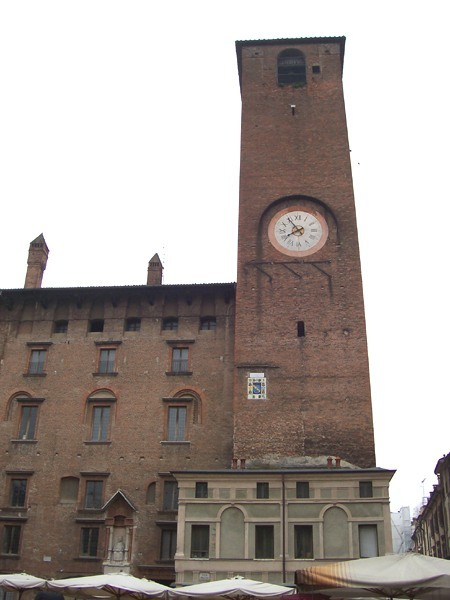
Palazzo del Podestà (Mantua)

El conflicte de l'Església i l'Imperi va influir en la polarització de la política comunal, ja que davant del poder centralitzador dels emperadors, que pretenien extreure els recursos més grans possibles a través dels drets reals (regalia) i que imposaven a ministeriales alemanys com a governadors (podestà); s'hi van oposar els ideals d'autonomia de les ciutats. Els güelfs -partidaris de les llibertats comunals i del papa- i gibel·lins -partidaris de l'emperador- van pugnar violentament per assolir el poder urbà i expulsar els seus adversaris. Tot i això, en l'adscripció d'una ciutat a un o altre bàndol s'evidenciaven també rivalitats regionals: Pavia i Cremona eren gibel·lines perquè Milà era güelfa, juntament amb Brescia i Piacenza; Siena i Pisa eren gibel·lines perquè necessitaven el suport imperial contra les güelfes Florència i Gènova, i Lucca era güelfa perquè necessitava la protecció de Florència.
Les lluites internes entre el patriciat que exercia i el que aspirava a exercir el poder a la comuna van augmentar el desordre, i els grups mercantils i artesanals, que estaven fora dels òrgans de govern, van exigir la constitució d'un poder arbitral, el del podestà, que va reemplaçar els cònsols i va assumir el poder suprem a la ciutat. El podestà era elegit per una assemblea i s'encomanava a un estranger d'una altra comuna per evitar la seva involucració a les querelles internes de la ciutat. El podestà controlava el compliment de la justícia i l'execució de les lleis durant un mandat d'un any, i ja existia a Cremona des del 1178 i a Milà el 1186.

## Frederic I

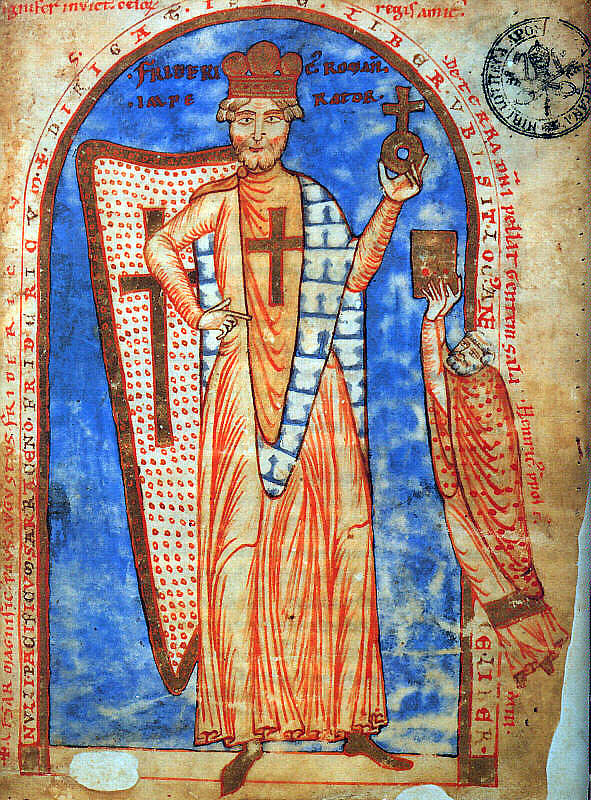
L'emperador Frederic I Barba-roja. Miniatura d'un manuscrit de 1188, Biblioteca Vaticana.

A la mort sense descendència de l'emperador Enric V el 1125, es va succeir un conflicte per l'extensió de les parcel·les de poder entre el nou rei electe Lotari II (1125-1137), i els Hohenstaufen, que eren els nebots d'Enric V: els ducs Frederic II de Suàbia i Conrad de Francònia. En 1127 Lotari II es va assegurar el suport de la dinastia dels güelfs en convertir al seu gendre Enric X de Baviera en duc de Baviera i marcgravi de Toscana i de Verona. Per la seva banda, el 1127 Conrad va ser elegit rei rival i el 1128 va ser coronat rei d'Itàlia amb suport de Milà, però no va aconseguir assegurar-s'hi una posició, ja que el papa Honori II (1124-1130) es va negar a reconèixer-lo, de la mateixa manera que les ciutats enemigues de Milà com Novara, Pavia, Cremona, Piacenza o Brescia. Tot i una reconciliació el 1135, la mort de Lotari II el 1137 i l'elecció del mateix Conrad III va prosseguir l'enfrontament dels Hohenstaufen amb els güelfs, fins que el 1152 es va establir un acord que va permetre la successió de Conrad III al duc Frederic III de Suàbia, que va intentar restaurar l'autoritat de l'emperador a l'Imperi (Honor imperii), en estendre la xarxa feudovassallàtica a persones fidels i en confiar a una noblesa de servei d'origen servil (ministerials) uns territoris de domini regi.
La campanya d'Itàlia de 1154 va iniciar una lluita de gairebé dos-cents anys per imposar l'autoritat imperial al regnum italicum. Frederic I, en la primera de les seves dietes de Roncaglia en 1154, va promulgar una llei feudal que obligava la successió hereditària dels feus, i va atendre les queixes de Lodi, Pavia, i Cremona contra Milà, i després va sotmetre Asti, Chieri i Tortona, i va entrar a Pavia, on va ser coronat rei d'Itàlia el 17 d'abril del 1155; i a Roma va ser coronat emperador el 18 de juny de 1155. De retorn a Alemanya va posar a Milà sota el bàndol de l'Imperi i va transferir els seus privilegis a Cremona, però Milà va reconstruir Tortona, que havia quedat destruïda després del setge imperial i va derrotar Pavia, Novara i Guillem V de Montferrat.

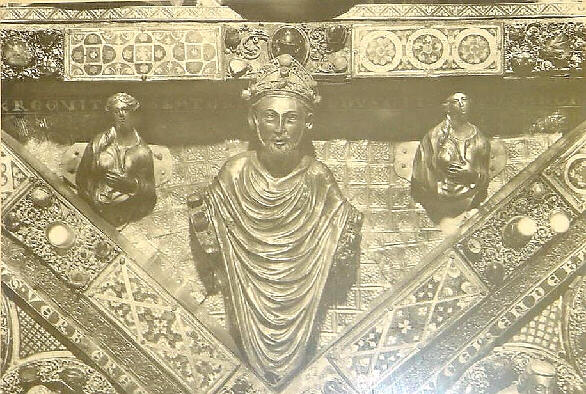
Retrat de Reinald de Dassel en el reliquiari dels Reis Mags de la Catedral de Colònia.

Disgustat amb el papa, l'emperador es va decidir a restaurar l'ordre als seus dominis i aixafar els normands de Guillem I de Sicília sud d'Itàlia, el juny de 1158, Frederic es va iniciar la seva segona expedició italiana, acompanyat d'Enric el Lleó i les seves tropes saxones. Aquesta expedició va donar lloc, després del setge de Milà, a la Dieta de Roncaglia prop de Piacenza per deliberar sobre la qüestió de la sobirania, desafiada pel floriment econòmic i polític de les ciutats del nord d'Itàlia i les comunes lliures, incloses les ciutats de Chieri, Asti, Tortona, però sobretot Milà, i que va suposar l'establiment de la relació dels drets reals (regalia), que produïen un enorme ingrés de recursos, i que anaven del domini imperial sobre camins, rius, salines i mines, al cobrament del fodrum per sufragar les despeses militars, a la percepció de multes i peatges, als béns dels condemnats, o també a l'encunyació de moneda. Van ser els ministeriales (Dienstmänner), com a agents imperials a les ciutats amb el càrrec de podestà, els que es van convertir en l'espina dorsal de l'administració imperial a Itàlia en servir l'emperador per exigir els regalia i per administrar la jurisdicció que les comunes s'havien apropiat. Però les seves polítiques agressives a establir un règim imperial directe a Itàlia, i l'encomanació de l'administració del regne italià a alemanys, van polaritzar la resistència al voltant de Milà i el papat sense impedir que els bisbes alemanys es posicionessin amb l'emperador, com els arquebisbes de Colònia, Reinald de Dassel i Felip de Heinsberg, arxicancillers d'Itàlia., i l'inici de la llarga lluita amb el papa Alexandre III.
Després de la mort d'Adrià IV en 1159, l'emperador va oposar al papa Alexandre III (1159-1181), els seus propis antipapes: Víctor IV (1159-1164), Pasqual III (1164-1168) i Calixt III (1168-1178). A la Dieta del regne d'Itàlia de 1159 va posar a Milà de nou sota el bàndol de l'imperi per negar-se a rebre un podestà imperial, i el 1162 les tropes imperials van destruir Milà amb suport de Pavia, Cremona, Lodi i Como, el que els va assegurar el control de Llombardia, però el patriarca de Grau, amb suport de Venècia, va organitzar la Lliga antimperial de Verona a l'abril de 1164 amb Verona, Treviso, Vicenza i Pàdua, per resistir a les pretensions imperials.
A la dieta de Lodi de 1166, l'emperador va rebutjar les exigències de les ciutats italianes i es va dirigir a Roma per expulsar el papa Alexandre III; mentre, Cremona, que havia estat fidel aliada de l'emperador, es va tornar contra ell i juntament amb Crema, Brescia, Bèrgam, Màntua i Milà, van crear la lliga cremonenca al jurament de Pontida el 7 d'abril de 1167, que es va fusionar amb la lliga de Verona a la Societas lombardie (Lliga llombarda) l'1 de desembre de 1167, que va expulsar Alemanya el malmès exèrcit de Frederic I assentat a Pavia.
Frederic I no va estar en condicions de tornar a Itàlia fins a 1174. El 29 de maig de 1176 es va enfrontar a Legnano amb els seus enemics de la Lliga Llombarda sota la direcció de Milà, però les forces imperials van ser tan definitivament derrotades, que va haver de reconèixer al papa Alexandre III a l'octubre d'aquell any pel tractat d'Anagni, i pactar una treva a Venècia al maig de 1177. Després de sis anys de treva, a la pau de Constança de 1183 l'emperador va haver de garantir a les ciutats llombardes les llibertats i la jurisdicció comunals i el gaudi de gairebé tots els regalia, com reclutar exèrcits, exercir jurisdicció dins dels seus murs i administrar les seves finances excepte una suma per al tresor imperial, però va retenir la fidelitat de les ciutats llombardes, permetent-li designar jutges d'apel·lació a cada ciutat, i mantenir punts fortificats al camp i més domini sobre les zones rurals. A més, va mantenir el seu poder i administració directa a Ancona, Espolet i Toscana, permetent-li intervenir a la vall del Po i als dominis pontificis i va redoblar els temors del papa. L'emperador, com a rei d'Itàlia no havia vist significativament minvada la seva autoritat reial tal com estava el 1158, en iniciar-se el conflictea.

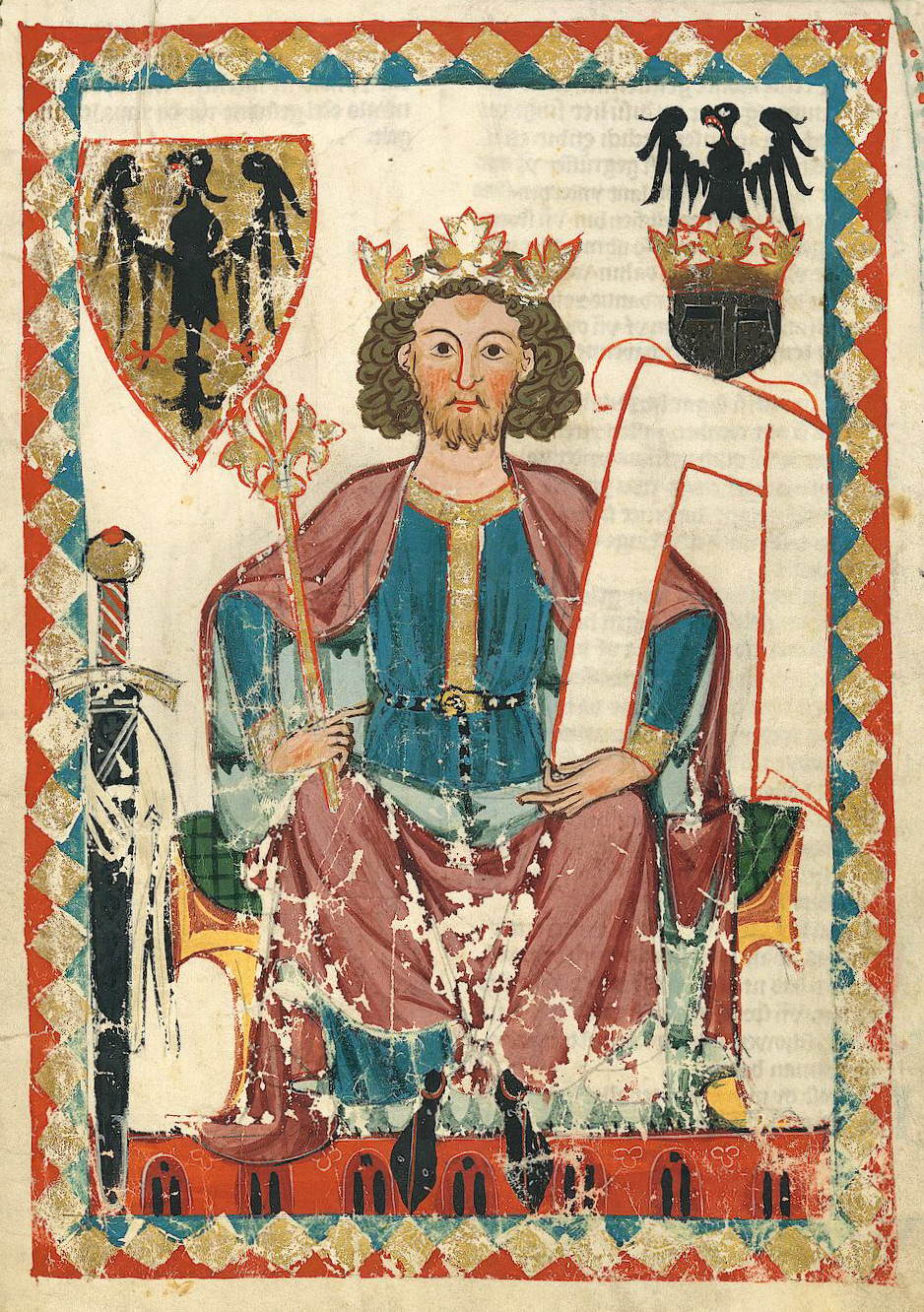
L'emperador Enric VI. Codex Manesse, aprox. 1300

Després de la mort de l'emperador Frederic I en 1190, li va succeir el seu fill Enric VI, que en 1194 va aconseguir imposar-se com a rei de Sicília. Per assegurar la ruta terrestre entre el regne d'Itàlia i el regne de Sicília, va confiar a Markward d'Annweiler el ducat de Ravenna i la marca d'Ancona com feus hereditaris. No obstant això, va morir de tifus en 1197 mentre preparava una Creuada, deixant al seu fill Frederic, de menys de tres anys, com a rei de Sicília i rei electe de Romans a l'Imperi.

## Innocenci III i Otó IV

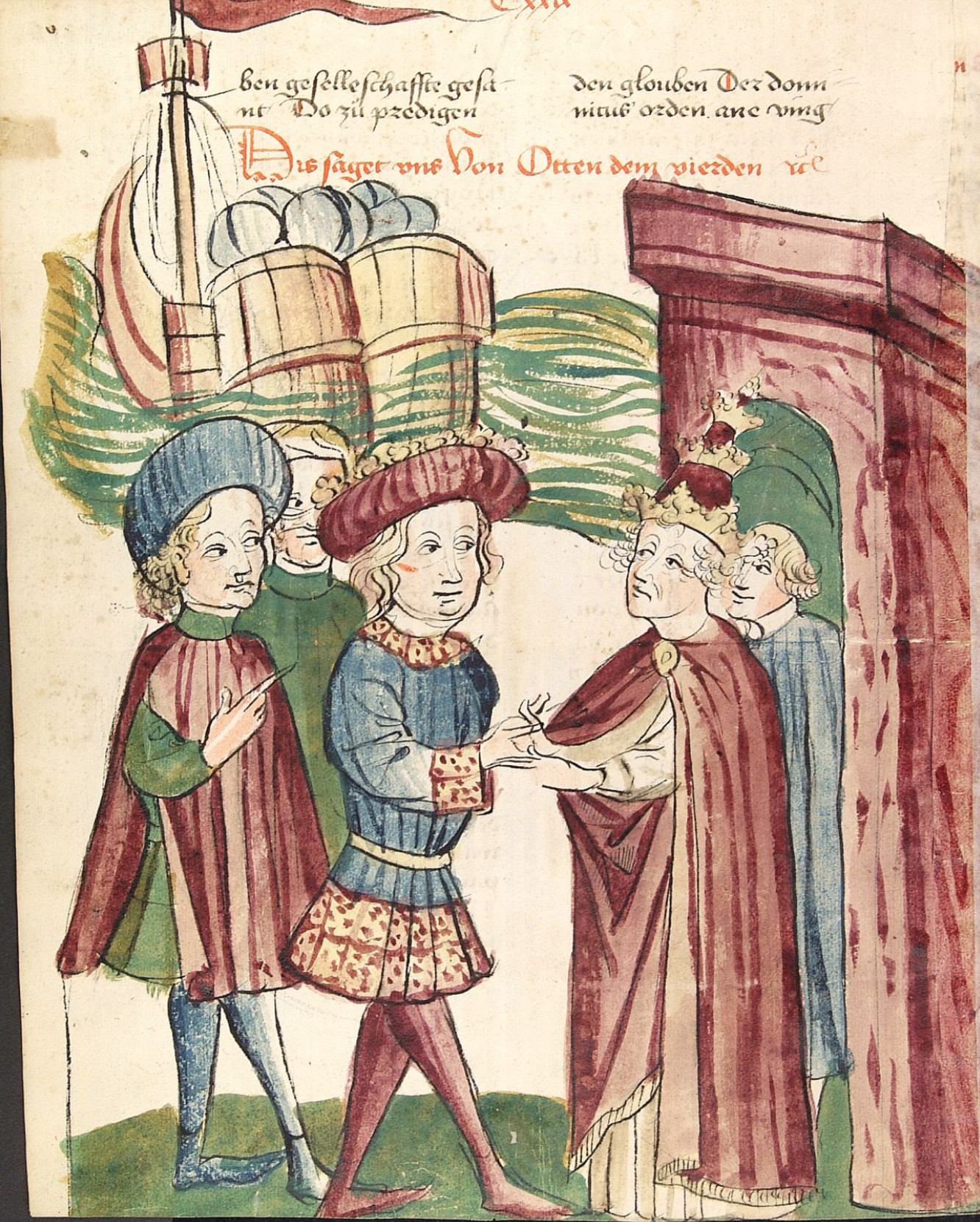
Otó IV i el papa Innocenci III es donen les mans (de Heidelberg, Cod. Pal. germ. 19-23, 1450).

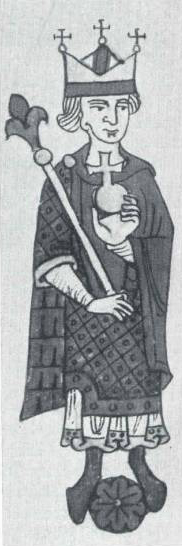
El rei dels Romans Felip de Suàbia (Miniatura ca.1200, Sankt Gallen).

A la mort d'Enric VI, els feudataris de l'emperador van abandonar les seves posicions davant de les gestions dels llegats papals, la qual cosa va permetre al recent elegit papa Innocenci III (1198-1216) annexionar Espolet, Ancona, i Romanya; i posar sota el seu control la Lliga Toscana,constituïda el 1197 i formada per Florència, Siena, Arezzo, Pistoya i Lucca, però no per Pisa.
Mentrestant, a Alemanya, els prínceps, no desitjant un llarg període de minoria règia, van menysprear l'elecció del rei nen i es van decantar per Felip de Suàbia, germà d'Enric VI, a qui van triar rei dels Romans en 1198, però una facció opositora va triar com a rei rival a un güelf, Otó de Brunswick, que va ser reconegut pel papa. Després de la guerra civil, Otó IV va marxar a Itàlia per ser coronat emperador a l'octubre de 1209, però també per restaurar la seva autoritat al regne italià, així que va recuperar Espolet i Ancona, va intentar exercir el poder a Llombardia i va atacar la part continental del regne sicilià. El papa va excomunicar l'emperador el 1210 i va buscar el suport al rei de Sicília, al qual va patrocinar el 1212 com a rei dels Romans a canvi que confirmés la seva renúncia als territoris de la marca d'Ancona, Espolet, Ravenna i la Pentàpolis, com les terres toscanes de la comtessa Matilde. Otó IV, després de ser derrotat en 1214 a la batalla de Bouvines, va ser definitivament deposat i Frederic va ser, per tercera vegada, triat rei dels Romans en 1215.

## Frederic II

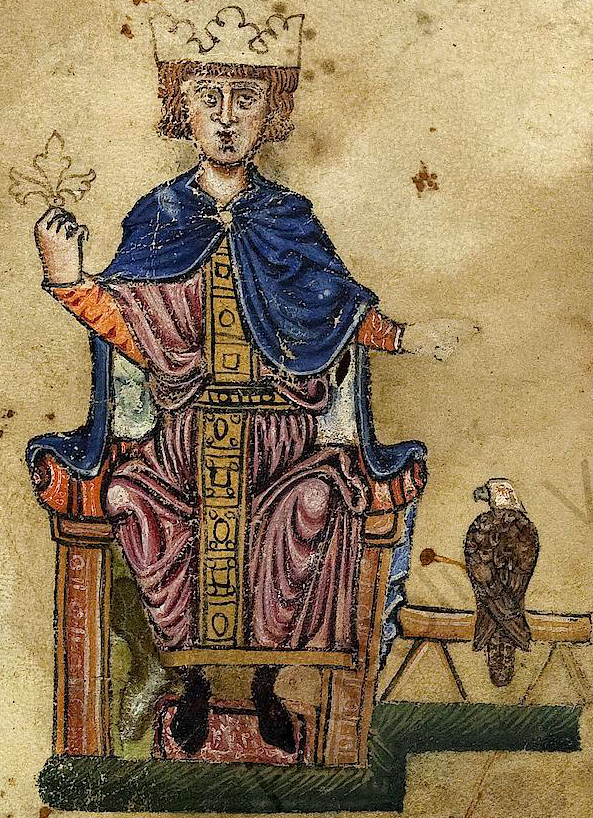
L'emperador Frederic II, procedent del llibre De arte venandi cum avibus (Biblioteca Vaticana, Pal. lat 1071), final del.

En 1215 Frederic II va ser coronat rei dels Romans i reconegut en el Concili de Laterà IV concili de Laterà. Milà, que havia donat suport a Otó IV, es va oposar a Frederic: li va negar la corona fèrria i va establir una lliga amb el comte Tomàs I de Savoia i les ciutats de Crema, Piacenza, Lodi, Vercelli, Novara, Tortona, Com i Alexandria per expulsar els gibel·lins de Llombardia —encapçalats per Cremona i Pavia—; però els penjats van ser derrotats al juny de 1218 a Ghibello, la qual cosa va aplanar l'entrada a Itàlia de Frederic el 1220. La reconciliació amb el comte de Savoia no arribaria fins al juny de 1226, quan Frederic ho va designar vicari imperial de les regions de Ligúria, Llombardia i Provença.
A l'abril de 1220, Frederic II va fer triar rei dels Romans al seu fill Enric atorgant amplis drets sobirans als prínceps eclesiàstics en el Confoederatio cum principibus ecclesiasticis i al novembre va ser coronat emperador i va renovar la seva promesa d'anar a la Croada. Va convocar una Dieta imperial a l'abril de 1226 a Cremona per reforçar la seva autoritat a Itàlia i preparar la Croada, però les comunes llombardes ja havien reaccionat el 6 de març de 1226 a Màntua, en reconstituir per vint-i-cinc anys la Lliga Llombarda, composta primer per Milà, Bolonya, Vicenza, Màntua i Treviso, a les quals es van sumar després Brescia, Pàdua, Piacenza, Verona, Lodi, Faenza, Crema, Ferrara, Bèrgam, Alessandria, Torí i Vercelli, el comte de Biandrate i el marquès Bonifaci II de Montferrat. No obstant això, Mòdena, Reggio, Parma, Cremona, Gènova, Pavia i Asti es van posar de part imperial i a la Dieta que es va dur a terme al juny, a Borgo San Donnino, l'emperador va anul·lar els privilegis de les comunes de la Lliga.
La pacificació va arribar el 1230 mitjançant la pau de San Germano, per la què s'aixecava l'excomunió de Frederic i es cancel·laven tots els altres actes papals contra ell i s'emetria una amnistia general als qui havien donat suport al papa i els exiliats van poder tornar, es retornaven les propietats dels templers i hospitalers que Frederic havia confiscat, així com totes les terres que havia confiscat a l'església romana. Frederic va renunciar a la seva autoritat legatina tradicional sobre l'església siciliana, acceptant alliberar eleccions eclesiàstiques i eximir el clergat de les corts seculars, impostos i talages. Frederic reconeixeria la independència de l'Estat Papal. El 28 d'agost a Ceprano, la pau es va concretar amb la readmissió de l'excomunicat Frederic a l'església.

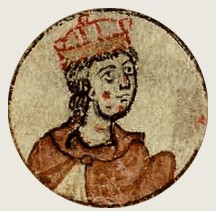
Enric d'Hohenstaufen, rei dels Romans, procedent de la Chronica regia Coloniensis (ca. 1240).

A la Dieta de Ravenna (fins de 1231 i començaments de 1232) va pretendre afirmar el poder imperial sobre les comunes, la qual cosa va determinar la reactivació de la Lliga llombarda, de manera que al maig de 1232 l'emperador va confirmar el Privilegi de Worms de 1231, en el Statutum in favorem principum, que reforçava l'exercici de poder de l'alta aristocràcia dins dels seus territoris, mesura amb què l'emperador es va garantir el suport dels prínceps d'Alemanya per continuar la política a Itàlia. No obstant això, el seu fill Enric, rei dels Romans, es va oposar al reforçament de l'aristocràcia, es va rebel·lar i es va penjar amb la Lliga Llombarda el desembre de 1234. Finalment, es va rendir al seu pare l'emperador el juliol de 1235 i va ser destronat; el seu germà menor Conrad va ser triat rei dels Romans.
L'emperador va plantejar reassumir el control del regnum italicum en la Dieta de Piacenza de 1235 i va passar a l'ofensiva contra la Lliga Llombarda, a la qual va derrotar en la batalla de Cortenuova el novembre de 1237; a Piemont va reforçar el partit gibel·lí. La victòria va animar el sobirà a rebutjar els oferiments de pau i continuar la campanya; Milà, Brescia, Bolonya i Piacenza resistien i l'octubre de 1238 va haver d'aixecar el setge de Brescia. L'emperador va nomenar llegat imperial al seu fill Enzo de Sardenya, qui es va endinsar als territoris pontificis de Romanya, la marca d'Ancona i el ducat d'Espolet; mentrestant, l'emperador es va dirigir amb el seu exèrcit cap a Llombardia per donar suport a Pavia i Cremona. Encara que va fracassar a sotmetre Milà, va tenir més èxit a Toscana, en sotmetre a les comunes güelfes, i als territoris pontificis, amb triomfs notables com la presa de Ravenna, Faenza o Viterbo. En 1245 va tornar a fracassar en el seu intent de prendre Milà, però va mantenir les seves posicions en nomenar el seu fill vicari imperial de Toscana en 1246. Frederic va partir a Sicília i, mentrestant, Milà ja s'havia posat de part d'Enric I Raspe (1246-1247), rei rival dels Romans recolzat pel papa.

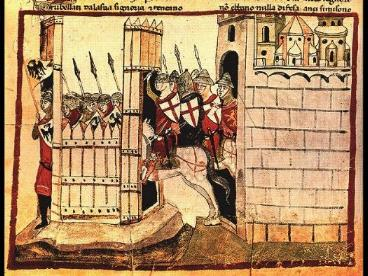
Càrrega de la cavalleria parmesana contra el camp imperial a la batalla de Parma (1248), d'un antic manuscrit.

Frederic II va tornar al nord d'Itàlia amb reforços i diners a la primavera de 1247, però al juny la ciutat de Parma, d'importància estratègica per a ell, es va posar de part dels güelfs, i durant el setge imperial aquests van obtenir una aclaparadora victòria i es van apropiar del tresor imperial, incloent la corona imperial, que no seria retornada fins a època de l'emperador Enric VII. Si bé la batalla de Parma va acabar amb l'exitós ímpetu que l'emperador havia mostrat en la seva lluita contra el papa i els güelfs, Frederic II es va recobrar aviat i va reunir un nou exèrcit. Fins a la seva mort, la lluita va continuar amb victòries i derrotes de totes dues parts. Innocenci IV va poder emprendre la reconquesta de territoris d'Espolet, Romanya i la Marca després de la batalla de Parma; per la seva banda, Milà va reconèixer al nou rei rival dels Romans Guillem II d'Holanda (1247-1256). Frederic II va saquejar els territoris de Parma i es va dirigir al Piemont, on va assegurar la seva posició i va nomenar vicari imperial a Llombardia a Tomàs II de Savoia. El gener de 1249 es va encaminar al regne sicilià, on va arribar el maig de 1249. Finalment, es va establir a Foggia, on va morir el 13 de desembre de 1250.

## El Gran Interregne

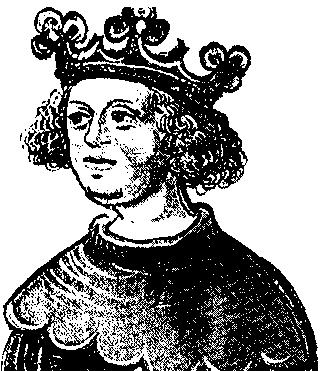
Retrat de Conrad IV, rei dels Romans (1237-1254).

A la mort de l'emperador Frederic II li va succeir el seu fill Conrad IV, que ja era rei dels Romans. Però a Alemanya la seva posició es va afeblir davant de l'enfortiment del partit papal encapçalat pel rei rival Guillem d'Holanda, i per això, a finals de 1251 Conrado IV es va encaminar per via marítima al regne sicilià evitant així el pas pel nord d'Itàlia. Encara que va assegurar la seva posició al regne sicilià per la captura de Nàpols a l'octubre de 1253, però, va morir de malària l'any següent. Manfred, el seu mig germà, es va assegurar el poder a Sicília primer com a vicari del seu nebot Conradí, i des de 1258 com a rei de Sicília. Mentrestant, a Alemanya a la mort de Guillem II d'Holanda el gener de 1256 es va produir un problema successori per la doble elecció del següent rei de Romans. Els reis electes van ser el rei Alfons X de Castella i Ricard de Cornualla, germà del rei Enric III d'Anglaterra.

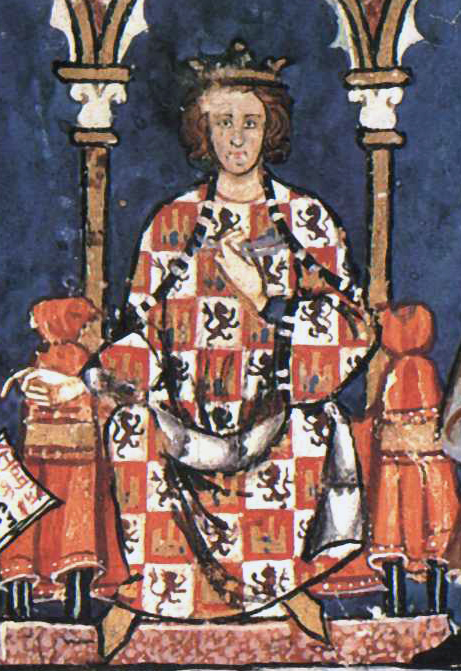
Alfons X el Savi, rei de Castella, triat rei dels Romans i aspirant a la coronació imperial, intent conegut com el Fet de l'Imperi; procedent del Llibre dels jocs.

Per la seva banda, el domini gibel·lí al nord d'Itàlia estava ben establert: els germans Ezzelino i Alberic da Romano dominaven a la marca trevisana, Tomàs II de Savoia controlava els passos dels Alps; a Llombardia, Obert Pallavicino va dur a terme l'afermament del bàndol gibel·lí a Parma, Cremona, Piacenza, Pavia, Bèrgam i Lodi; i als Estats Pontificis les tropes alemanyes i sicilianes combatien les papals pel domini d'Umbria i la marca d'Ancona. Els germans da Romano van haver d'afrontar des de 1256 una croada per part d'una lliga güelfa encapçalada per Azzo VII d'Este, senyor de Ferrara, juntament amb tropes de Venècia, Bolonya, Màntua, i altres senyors incloent Oberto Pallavicino, el seu rival al gibel·linisme. Sense avenços significatius per cap de les parts, la croada va arribar al final quan a la batalla Cassano d'Adda el setembre de 1259, els güelfs van capturar Ezzelino, que va morir poc després, i l'any següent al seu germà Alberic.

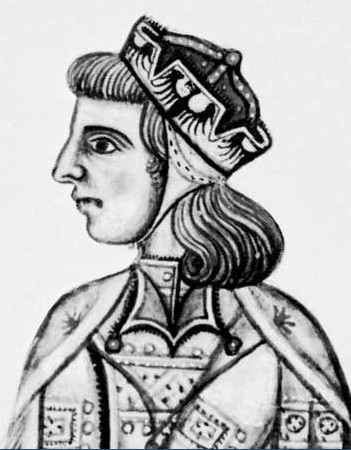
Manfred de Sicília, a Die Manfredbibel.

A la mort d'Ezzelino da Romano, els gibel·lins van tendir ara a unir-se entorn de Manfred de Sicília, i junts van derrotar completament als güelfs a la batalla de Montaperti en setembre de 1260, de manera que Manfred va ser reconegut protector de la Toscana pels florentins gibel·lins, i va ser elegit senador de Roma per una facció de la ciutat, que va expulsar al papa Alexandre IV (1254-1261). A més va poder nomenar vicaris a Toscana, Espolet, marca d'Ancona, Romanya i Llombardia. El setembre de 1261, l'acabat d'elegir papa Urbà IV (1261–1264), d'origen francès, va mantenir una teòrica actitud de neutralitat entre els dos candidats a emperador, però no estava disposat que qualsevol dels dos candidats pogués sumar les seves forces a les dels seus enemics els gibel·lins. Davant d'això, va idear un arbitratge que li permetés demorar la sentència sobre la disputa de la corona imperial el temps que calgués.
Urbà IV es va posar en mans de França, i va aconseguir que el comte Carles d'Anjou, germà del rei Lluís IX de França, acceptés la investidura del regne de Sicília. L'exèrcit angeví de Carles d'Anjou va derrotar Manfred a la batalla de Benevent en 1266, i Carles d'Anjou va aconseguir fer efectiu el seu control sobre tot el regne sicilià. La resistència gibel·lina va ser aixafada en 1268 a la batalla de Tagliacozzo, que es va saldar amb la decapitació de Conradí.
Les victòries angevines de Benevento i Tagliacozzo van impulsar el güelfisme a Itàlia, com l'establiment de Felipe della Torre a Milà, del marquès d'Este a Ferrara, i de Carles d'Anjou com a senador de la ciutat de Roma. Carles es va convertir al capdavant del partit güelf, i va poder estendre la seva influència per Llombardia, des de Vercelli fins a Treviso, i des de Reggio fins a Mòdena; i amb Obert Pallavicino sotmès i reduït a Cremona i Piacenza, només es resistien a Carles les ciutats de Pavia i Verona. Carles d'Anjou va consolidar el seu poder a Piemont, on els petits nobles s'hi van sotmetre per no caure sota els més poderosos comtes de Savoia o els marquesos de Montferrat. El papa Climent IV el va nomenar vicari imperial a Toscana durant l'interregne, posició amb què va intentar beneficiar-se dels drets imperials a les ciutats, però a més, va aconseguir imposar la seva autoritat a Toscana, sotmetent Pisa i Siena, i expulsant els gibel·lins de Florència. El control d'Itàlia el va obtenir a la Dieta llombarda de Cremona (1269) en aconseguir el control o l'aliança de les ciutats al nord d'Itàlia.
Amb el domini güelf, el papa Climent IV (1265-1268), d'origen francès, no va considerar necessari mantenir una postura contemporitzadora amb el rei castellà. Però Alfons X va enviar a un ambaixador, Raimon de Mastagii, per crear una nova lliga urbana contra els angevins i va concertar el matrimoni de la seva filla Beatriu amb el marquès Guillem VII de Montferrat el 1271, a qui va nomenar vicari imperial a Llombardia. Guillem de Montferrat va aconseguir formar una lliga gibel·lina amb Pavia, Lodi, Parma, Novara, Piacenza, Màntua, Tortona, Gènova, Verona, també el seu cosí el marquès de Tomàs I de Saluzzo, i fins i tot la ciutat d'Asti, i va derrotar els angevins a la batalla de Roccavione el novembre de 1275 desfent l'autoritat de Carles d'Anjou a Piemont, de manera que el marquès de Montferrat va ampliar temporalment el seu poder i influència a Piemont i Llombardia. Però llavors, el temps polític havia canviat: havia estat elegit un nou rei dels Romans el 1273, i Alfons X havia renunciat a la seva reclamació al tron el maig del 1275.

## Rodolf I d'Habsburg
La mort del rei dels Romans Ricard de Cornualla esdevingué en l'inici del pontificat de Gregori X (1271-1276); est, d'una banda gens favorable a les pretensions d'Alfons X, qui es mostrava aleshores favorable als gibel·lins, i de l'altra, alarmat per l'excessiu poder de la Casa d'Anjou a Itàlia, va recomanar als electors alemanys triar un nou rei, que va ser Rodolf I d'Habsburg l'1 d'octubre de 1273, finalitzant així l'interregne. El nou rei dels Romans va renunciar a tots els drets imperials a Roma, als territoris pontificis i a Sicília, a més de prometre emprendre una nova Creuada per obtenir l'aprovació del papa, que va obtenir el 26 de setembre de 1274. La renúncia dels territoris pontificis va ser negociada amb el Papa Nicolau III (1277-1280), i va donar lloc a un concordat el 1278 pel qual es garantia al papa els territoris del Patrimoni de Sant Pere —entre Radicofani i Ceperano—, el ducat d'Espolet, la marca d'Ancona, i la Romanya, encara que sense alterar el govern dels territoris esmentats; aquesta renúncia de drets imperials i de fidelitat vindria sancionada per Rodolf I el 14 de febrer de 1279.

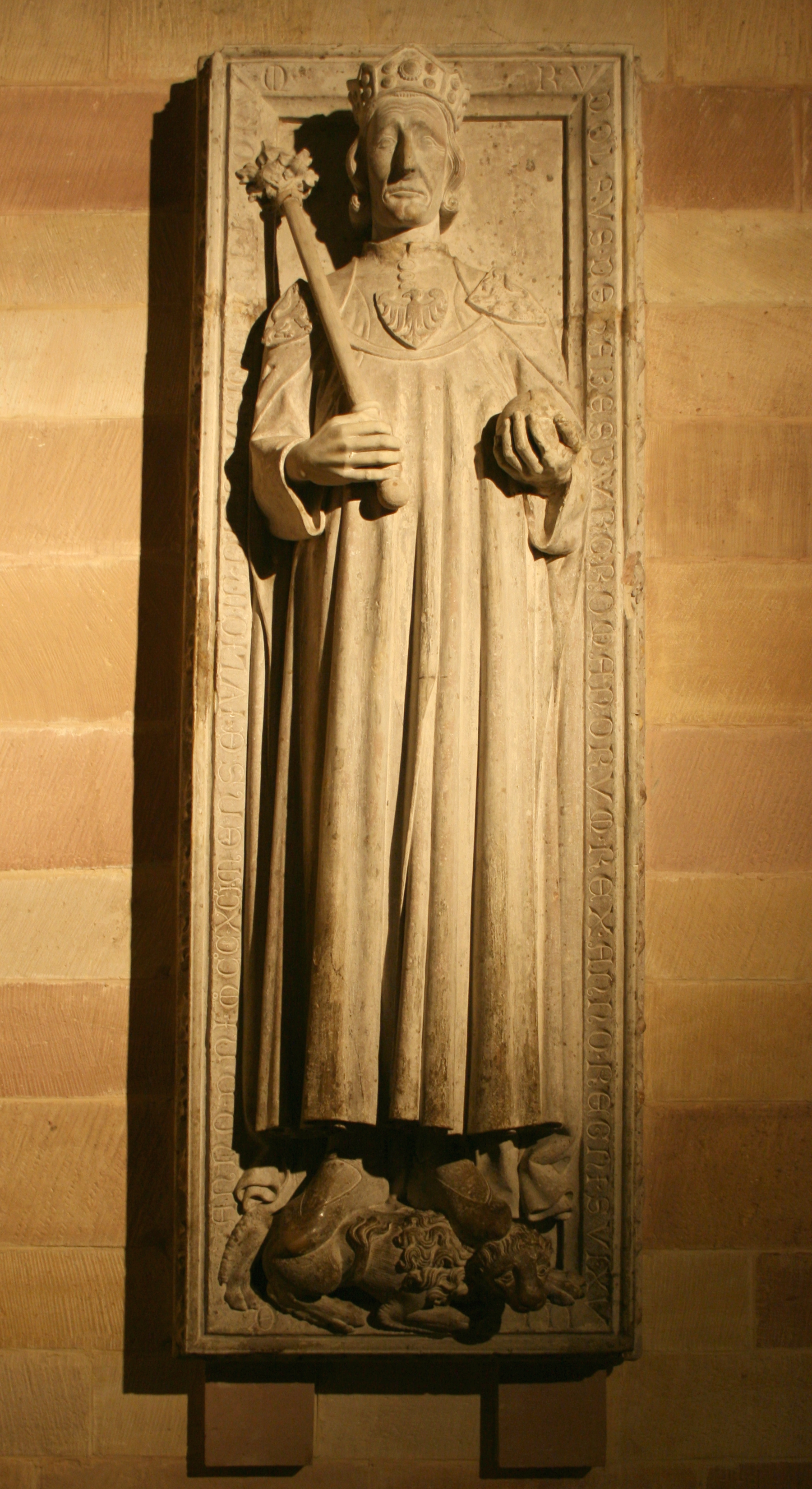
Làpida amb l'efígie de Rodolf I d'Habsburg (1273-1291), rei dels Romans, a la seva tomba a la Catedral d'Espira.

L'elecció de Rodolf d'Habsburg va impulsar una reacció gibel·lina al nord d'Itàlia que va enfrontar Carles d'Anjou amb Gènova, Pavia, Màntua, Verona i Milà i que va tornar a posar de manifest la inestabilitat política. Però els pontificats de Gregori X i Nicolau III es van caracteritzar per una tendència contemporitzadora en les lluites de güelfs i gibel·lins que va afavorir el retorn dels exiliats a les seves ciutats. Nicolau III va frenar les ambicions del rei sicilià al nord d'Itàlia en revocar-li el 1278 la seva posició com a senador de Roma i com a vicari imperial a Toscana; fins i tot el va comprometre a renunciar a les signorie de les ciutats italianes. D'aquesta manera, el papa cercava un equilibri de poder entre Rodolf d'Habsburg i Carles d'Anjou. En morir Nicolau III, el rei Carles d'Anjou va assegurar l'elecció de Martí IV (1281-1285), que va tenir una actitud progüelfa i antialemanya, que va desbaratar la pau entre güelfs i gibel·lins.
Rodolf d'Habsburg es va afanyar a nomenar un vicari imperial que impulsés els gibel·lins; Pisa, San Miniato, San Gimignano i Pescia li van prestar homenatge, però no va ser admès a les ciutats güelfes. Mentrestant, fracassava una revolució gibel·lina a Siena el juliol de 1281, i a Florència es va implantar el sistema republicà mitjançant l'apartament de la noblesa el 1292, transformació que es va transmetre a altres ciutats toscanes com Lucca, Pistoya, Siena o Arezzo. Un petit exèrcit angeví va envair Piemont el maig de 1281 però va ser derrotat pel marquès de Saluzzo a Borgo San Dalmazzo, fet que va suposar la pràctica expulsió angevina del Piemont, encara que els güelfs van batre els gibel·lins a Campaldino el 1289.
A Llombardia, encara prosseguia l'estat de guerra a causa de la disputa entre els Torriani i els Visconti, que va polaritzar els nombrosos senyors de les ciutats, que van prendre partit de forma canviant per un i altre bàndol. El 1273 el rei dels Romans havia designat vicari imperial a Napoleó Torriani de Milà, però l'arquebisbe Otó Visconti va obtenir el govern de Milà després de vèncer al seu rival el vicari a la batalla de Desio en 1277. La derrota dels Torriani a Vaprio el 25 de maig de 1281 enfront dels Visconti va mantenir l'hegemonia dels gibel·lins, que van reconèixer la sobirania de Rodolf d'Habsburg. En 1287 a Otó Visconti de Milà li va succeir el seu renebot Mateu I Visconti Mateu, la posició del qual va reconèixer el rei dels Romans Adolf de Nassau (1292-1298) en atorgar-li el vicariat imperial en 1294. després confirmat per Albert I d'Habsburg (1298-1308), Tot i això, aquesta posició no estava assegurada i una coalició de Cremona, Piacenza i Pavia va expulsar Mateu Visconti de Milà el 1302; els Torriani van recobrar el poder a la ciutat.

## Enric VII de Luxemburg

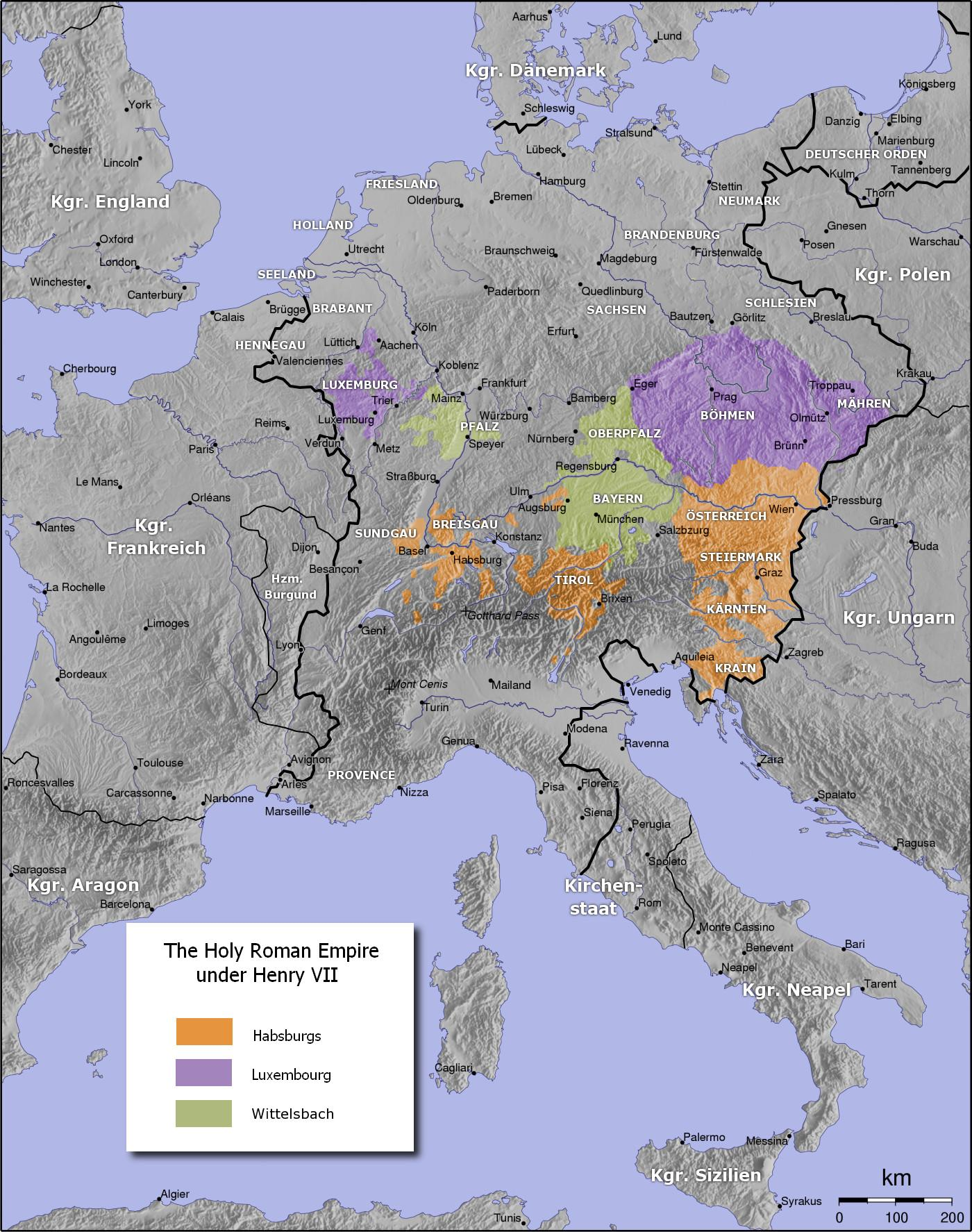
Mapa de l'Imperi en època de l'emperador Enric VII (1308-1313).

L'expedició (Romzug) del rei dels Romans Enric VII de Luxemburg (1308-1313) a Itàlia entre 1310–1313 per ser coronat emperador i recobrar els seus drets imperials en Itàlia, va comptar amb el beneplàcit del papa Climent V —que havia establert la seu papal a Avinyó—, ja que també va pretendre pacificar i reconciliar les faccions güelfes amb les gibel·lines.
Enric VII va aparèixer a Itàlia a l'octubre de 1310. Inicialment l'expedició va ser reeixida, ja que els règims güelfs s'havien mostrat cooperatius i s'havia possibilitat el retorn dels exiliats a les seves ciutats. Enric de Luxemburg va designar vicaris imperials i podestàs a les ciutats per encarregar-se dels governs comunals, però que no van actuar de manera imparcial. A Milà, l'emperador es va veure embolicat en les querelles dels güelfs, encapçalats per Guido della Torre i gibel·lins, encapçalats per Mateu I Visconti, i com els güelfs havien entestat la corona de ferro, va haver de ser coronat amb una nova a l'Epifania de 1311. Unes setmanes després va designar al comte Amadeu V de Savoia com a vicari general de Llombardia i va reclamar una contribució de 300 000 florins anuals entre les ciutats, la qual cosa va iniciar la rebel·lió al febrer. Des de Milà, governat pels güelfs Torriani, les ciutats güelfes la van estendre per Llombardia. Necessitat de suports tant financers com militars, els va buscar en senyors locals: a Milà es va produir l'expulsió dels della Torre i el rei dels Romans va acceptar el retorn al poder milanès del gibel·lí Mateo Visconti venent-li el títol de vicari imperial a juliol de 1311, que també va fer a güelfs oportunistes com Riccardo da Cammino de Treviso el maig de 1311. El rei dels Romans, amb el suport dels gibel·lins, va sotmetre a les ciutats de Cremona i Brescia, i va obtenir la submissió de Parma, Vicenza, Plasencia i Pàdua; però l'èxit pírric al lloc de Brescia de maig a setembre de 1311, va revelar la precarietat militar i financera d'Enric de Luxemburg. I el papa Climent V, davant la pressió del rei Felip IV de França i dels güelfs, va donar suport a l'oposició güelfa. Després de mantenir una Dieta imperial a Pavia a l'octubre de 1311, va ser rebut favorablement a Gènova, que va admetre un vicari imperial, Uguccione della Fagginola; i pel seu suport, Cangrande della Scala va ser reconegut vicari imperial de Verona el 1311 i de Vicenza el 1312. Per mar es va traslladar a Pisa, però la revolta es va reiniciar a Llombardia amb suport florentí a Lodi, Reggio, Cremona, Piacenza, Parma, Pavia, Pàdua, Brescia, Treviso i Asti; però Enric VII comptava amb el suport de Mateu Visconti i de Cangrande della Scala, i va designar el comte Werner d'Homburg com a capità general en lloc del vicari general per dirigir l'acció militar.
De Pisa es va traslladar a Roma, on van haver de lluitar amb les tropes napolitanes, però va aconseguir ser coronat emperador al juny de 1312. Després va partir per a Toscana, i va sotmetre Perusa i ciutats toscanes, però el setge de Florència va fracassar. Comptant amb l'oposició del papa Climent V, que recolzava al rei Robert I de Nàpols, llegat papal, l'emperador va convocar una Dieta a Pisa, a la qual no va assistir el rei napolità, feudatari seu per Provença, que va ser declarat enemic de l'Imperi i deposat. L'emperador va marxar cap a Roma per expulsar-ne els napolitans, però la mort el va sobrevenir per malària a Buonconvento, prop de Siena, a l'agost de 1313.

## Política urbana als segles XIV i XV

### El sistema senyorial i republicà

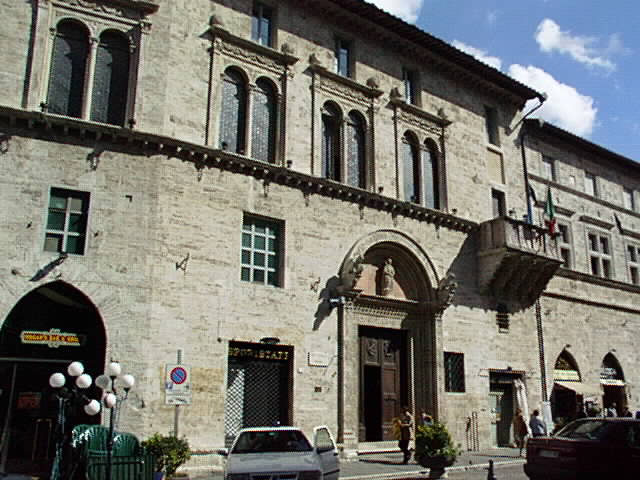
Palazzo del Capitano del Popolo a Perusa.

Les comunes del segle xiii havien arribat a estar dominades de forma creixent pels conflictes de la noblesa, que controlava els seus governs, però això significava un perjudici als interessos econòmics. Davant aquesta situació havia sorgit dins de les comunes el moviment del popolo, associacions de no nobles però que havien guanyat riquesa i que desitjaven un ordre cívic que finalitzés els violents conflictes partidistes i l'obtenció d'una varietat de concessions de la noblesa.
En aquelles comunes on la noblesa no monopolitzava tota la riquesa i on el desenvolupament del comerç, indústria i finances havia creat una complexa estructura social, les oligarquies nobiliàries existents van acceptar arribar a acords amb la rica burgesia mercantil o els professionals del dret, de manera que van formar el govern republicà. En aquest cas, sovint contra el rerefons d'algun desastre, com una derrota en guerra, va arribar a ser normal establir un consell del popolo sota el capitano del popolo al costat del vell consell de la comuna sota el seu podestà, com un element consultiu en què era ara anomenat el govern del la comuna i el popolo; el podestà s'encarregaria de l'administració mentre el capitano del popol de l'ordre públic. Per exemple, a Milà després de la derrota a la batalla de Cortenuova en 1237 els plebeus davant el temor de represàlies de la noblesa, van nomenar Pagà I Torriani com a capitano del popolo per governar juntament amb el podestà, oa Florència una rebel·lió popular el 1250 va sotmetre a la noblesa gibel·lina i van nomenar un capitano del popolo per governar juntament amb el podestà i un consell de dotze ancians.
El fet que el popolo guanyés autoritat pública, no va suposar que la noblesa perdés el seu paper preponderant, i de fet la legislació antinobiliària va tenir caràcter excepcional, però l'autoritat civil del "podestà" xocava amb l'autoritat militar del capitano del popolo, i quan el popolo es va mostrar incapaç de solucionar el problema de l'ordre públic, aleshores al titular d'una elevada magistratura cívica (podestà, capitano del popolo, anziano della credenza,...), que era un òrgan de la comuna o creat expressament per superar una situació difícil, li fou atorgat uns poders extraordinaris, ja que allò que oferien era l'esperança d'eliminar l'anàrquica violència civil per l'exercici d'una força superior. Però aquests poders extraordinaris no eren per a un breu període d'uns mesos, sinó per a cinc o deu anys, o vitalíciament, de manera que signore va tenir els mitjans per consolidar el seu poder personal. De les institucions comunals, que ja dominaven i manipulaven, els signori obtenien la legitimitat dels seus títols i acumulaven magistratures, com per exemple, Mastino I della Scala, qui va ser elegit podestà de Verona el 1259 i capità del poble el 1262, però també obtenien l'autoritat per controlar les comunes "d'acord a la seva pròpia voluntat", exercir poders extraordinaris i el dret a transmetre aquesta concessió als seus successors escollits; fins a arribar a l'elecció del senyor com a governant hereditari, i d'aquesta manera es van formar dinasties locals com els Visconti a Milà, els Gonzaga a Màntua, els Este a Ferrara, els della Scala a Verona, o els Carrara a Pàdua. Sota els nous règims, els consells de les comunes i el popolo encara van romandre, però el seu paper era limitat a tasques administratives menors o a una aprovació formal de les decisions polítiques dels signori; essencialment, tot allò que va romandre del vell sistema comunal era el seu servei administratiu, un nucli d'experts notaris els qui mantenien el mecanisme de govern en funcionament. Mentrestant, a canvi del seu poder absolut, els signori van restaurar o van crear harmonia dins de les classes superiors de les ciutats i van reconciliar els interessos del popolo i la noblesa. No obstant això, la seva posició no era gens estable, a costa de la protecció de les seves tropes mercenàries, de la fidelitat de la seva facció i familiars, del poder dels exiliats o de revoltes urbanes. Per tant, l'èxit en l'accés i l'extensió de poder dels signori a diverses ciutats requeria aliances de conveniència entre güelfs i gibel·lins, així per exemple, els gibel·lins Visconti eren güelfs a Romanya, mentre els güelfs Estensi van encapçalar gibel·lins a Romanya.

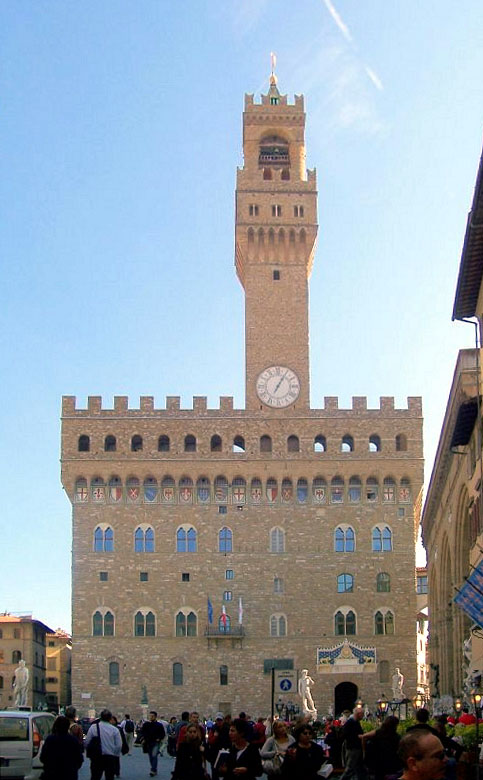
Palazzo Vecchio a Florència.

El Gran Interregne va afavorir la difusió dels signori al nord d'Itàlia: Llombardia, la marca trevisana, a la Romanya i la marca d'Ancona; però ciutats d'Umbría i Laci, el papat va poder prevenir el seu establiment. A Piemont, com era un territori feudalitzat, es van desenvolupar les senyories subjectes a la subzerania dels grans potentats locals: el príncep d'Acaia i senyor de Piemont, el marquès de Montferrat, i el marquès de Saluzzo, juntament amb el comte de Savoia, la casa d'Anjou, i el senyor de Milà.
No obstant això, durant el segle xiv va haver-hi parts substancials d'Itàlia van romandre fora del control de signori, així a Toscana les senyories van fracassar i l'expansió territorial de la republicana Florència va impedir l'extensió del govern senyorial. Les repúbliques com a govern oligàrquic dels mercaders rics i gremis poderosos van sobreviure en part perquè era fàcil per als signori dominar una societat consistent en terratinents, artesans i treballadors rurals que apoderar-se del control d'una oligarquia patrícia de banquers i comerciants, que romania unida almenys en la cerca d'avantatge comercial, ajudant a assegurar la preservació de l'ordre públic i a rebutjar de qualsevol individu o família buscant la dominació política, encara que havien de fer front a les revoltes dels exclosos del govern (popolo minuto) com les de Siena de 1368 i 1385 o la dels Ciompi a Florència de 1378.

### Els vicaris imperials
El vicariat imperial era un càrrec que nomenava l'emperador perquè en cas de la seva absència o impediment, el vicari prengués les regnes del govern amb autoritat per exercir drets sobirans com a representants de l'emperador, sense prejudici que el rei dels Romans era per dret el vicari general de l'Imperi. Els vicaris imperials d'Itàlia representaven l'emperador en vida i fins i tot després de mort, rebien l'homenatge dels vassalls, arbitraven en les diferències, i exercien autoritat sobirana dins del seu vicariat. Existien vicaris ordinaris de l'Imperi, anomenats comtes palatins del sacre palau de Laterà (comes palatinus sacri Lateranensis palatii) —o simplement comte palatí (comes palatii)—, que eren jutges de tribunal i s'encarregaven de defensar els drets de l'emperador amb autoritat per actuar durant l'absència l'emperador en assumptes legals i judicials, com ara crear notaris i jutges, legitimar bastards, assignar tutors a menors, i fins i tot per atorgar doctorats universitaris.
Però els sobirans de l'Imperi també van designar vicaris per a tot el regne italià o per a un àmbit territorial específic. Així Otó III va establir al marquès Hug I de Toscana com a vicari a Itàlia, Frederic II a Tomàs I de Savoia com a vicari a Romanya o al comte Gevehard de Saxònia com a vicari en la marca de Itàlia. Rodolf d'Habsburg va nomenar dos vicaris per a Itàlia: Rodolf Hohence i Pinzival Flise, i Joan d'Axenes vicari de Toscana. Adolf de Nassau va designar Jean de Chablais per recollir beneficis al regne d'Itàlia. En 1311 Enric VII va designar vicari general a Llombardia al comte Amadeu V de Savoia amb la intenció de renovar el govern imperial a Itàlia de forma directa.
Durant el segle xiv els signori van buscar legitimació del seu poder a través d'obtenir autorització de l'emperador per actuar com a vicaris sobre els territoris que les seves famílies havien obtingut el govern, i així trobar-se investits de poders autocràtics per una autoritat superior. D'aquesta manera, els signori a banda del dret a governar que els havia delegat i conferit la comuna urbana, li van afegir el prestigi d'un títol emanat de l'emperador. Però va ser el vicariat de la casa de Savoia qui va mantenir una posició permanent. Pròpiament el territori savoià no era un territori italià, de fet va pertànyer a l'Arelat fins a 1361, abans que l'emperador confiés el vicariat del regne d'Arle al Dofí de Vienne, fill del rei de França. En 1365 l'emperador Carles IV va designar el comte Amadeu VI de Savoia com a vicari imperial als seus territoris heretats del comtat de Savoia, a les diòcesis de Tarentaise, Maurienne, Belley, Ginebra, Lausana, Sion, Aosta, Ivrea i Torí, i en part de les diòcesis de Lió, Mâcon i Grenoble. L'any 1376, Carles IV va revocar l'ofici del vicari de Savoia, però el 1416 Segismundo de Luxemburg va ascendir el comtat a ducat, i el 1422 va renovar el vicariat imperial que va ser ampliat pels emperadors Maximilià I i Ferran II a les diòcesis de Lió, Mâcon i Grenoble i als territoris obtinguts del marquesat de Montferrat després del tractat de Ratisbona (1630); mentre que aquests territoris estaven subjectes a l'Imperi i els vassalls havien de redir-li vassallatge en nom de l'Imperi i portar les seves apel·lacions al tribunal del duc de Savoia. Els ducs de Savoia van assumir el vicariat imperial de forma perpètua com a intermediari entre l'emperador i altres prínceps al Reichsitalien. No obstant això, el vicariat imperial de Savoia no estava contemplat a la Butlla d'or de 1356, per la qual cosa en cas de vacància imperial els assumptes d'Itàlia requeien en els vicaris generals de l'Imperi: l'elector palatí i de Saxònia.

### La formació dels principats territorials italians
Durant els segles segle xiv i segle xv, la fragmentació i inestabilitat del període comunal va derivar en la formació de divisions polítiques més estructurades i coherents i amb més amplitud territorial, és a dir, les ciutats més poderoses es van assegurar el control de les veïnes. La desaparició del govern comunal en benefici dels signori va provocar que anessin desapareixent també les milícies comunals amb què les ciutats havien defensat les seves llibertats, amb la qual cosa es van fer necessàries les tropes mercenàries per sumar-se o reemplaçar les milícies ciutadanes. Els Estats italians van emprar aquestes tropes mercenàries, però no reclutant individualment, sinó establint un contracte (condotta) amb un particular (condottiere), qui era l'encarregat d'aportar una mesnada de milers de soldats en temps de guerra.
En la formació d'aquests nous Estats, aquests no eren més que l'agregat d'antigues comunes que quedaven subordinades a una ciutat dominant ja fora de règim senyorial o republicà, de manera que aquesta nova situació política no va alterar substancialment la naturalesa de l'antic ordre territorial. Una ciutat dominant com Milà, va desarmar però no va dissoldre les institucions municipals de les altres ciutats subordinades, de manera que, malgrat canviar l'estendard i la guarnició, la vida municipal d'aquestes ciutats subordinades no es va veure profundament alterada; i en el cas de Florència, aquesta ciutat nomenava florentins als llocs de govern dels seus nuclis urbans subordinats. Les velles comunes amb el seu contado van ser transformades en províncies del nou Estat, on la ciutat era la capital de la província. També va succeir que aquests nous Estats no només es van gestar al voltant d'un gran centre urbà, sinó també a la figura d'un senyor, com va passar a Piemont, on l'adquisició territorial no es feia sobre ciutats amb un contado definit, sinó sobre castells, senyorius feudals o petits nuclis urbans.

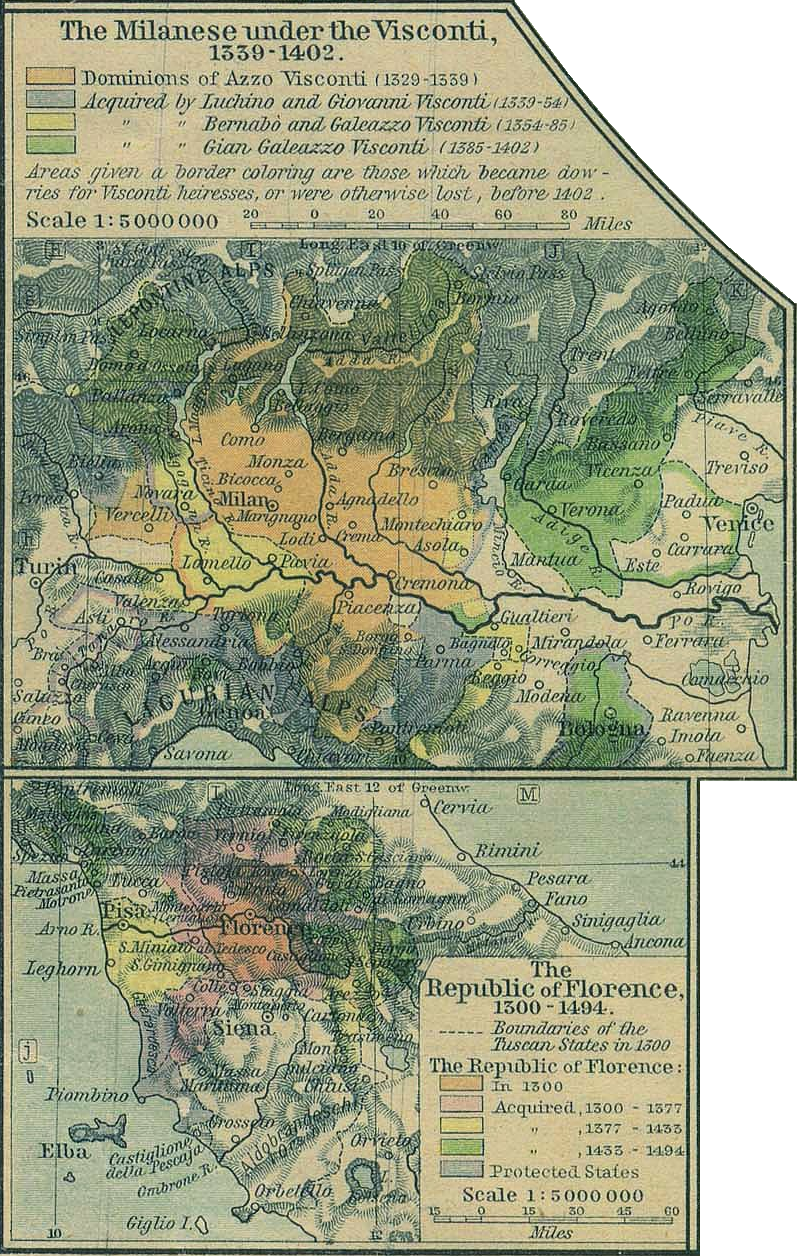
Expansió de Milà (1339-1402) i Florència (1300-1494).

La formació dels Estats territorials va donar com a resultat al segle xv als següents territoris:
A Piemont, la casa de Savoia a les seves bases de Maurienne, Torí, Susa i Tarentaise, s'havia configurat en un poder dominant en estendre's al llarg del segle xiv per Itàlia i l'Arelat: Aosta, Bresse, Faussigny, Gex, Vaud, Bugey, Valromey, Comtat de Niça, Ventimiglia, Trenda, Beuil, Vilafranca, Barceloneta, Genovès, Vercelli, els territoris angevins piemontesos denominats comtat de Piemont, cedits per Lluís I d'Anjou a Amadeu VI de Savoia, als quals es van afegir el 1418 els territoris del senyoriu de Piemont que van revertir de la branca col·lateral de Savoia-Acaya. Veïns a Savoia, la casa dels Aleramici estava dividida entre els marquesats de Saluzzo, Incisa i Montferrat, en aquesta última, des de 1305 amb una branca col·lateral dels Paleòleg. Gènova posseïa a la terra ferma la costa ligur des de Ventimiglia fins a Sarzana.
El Ducat de Milà, entre el riu Sesia i el riu Adda, senyoriu dels Visconti, va ser elevat a ducat en 1395 pel rei dels Romans Venceslau de Luxemburg. El ducat comprenia els territoris de Milà, Pavia, Lodi, Cremona, Parma, Plasència, Alexandria, Tortona, Novara, Como, Bellinzona, el comtat d'Anghiera, Gera d'Adda i va arribar a estendre's entre el Sesia, els Alps, el Brenta i el Po, i també a Siena i Pisa, i territoris pontificis com Bolonya. A l'est limitava amb Venècia, que des de les seves bases a la Llacuna de Venècia i el litoral adriàtic entre el riu Piave i Adigio es va expandir cap a l'Adda després d'arrebatar la marca trevisana —amb les ciutats de Cadore, Belluno, Feltre i Treviso— als della Scala el 1387, i el territori de Pàdua, Vicenza i Verona als Carrara el 1405, al que es va afegir Friul el 1421, permetent-li controlar l'accés a Itàlia oriental des d'Alemanya.
En Ducat de Màntua l'emperador Lluís IV va confirmar en 1329 a la Família Gonzaga casa Gonzaga el vicariat imperial. Un any després d'haver-los concedit la dignitat de prínceps de l'Imperi, l'emperador Segimon de Luxemburg va elevar Màntua a un marquesat el 1433, i el 1530 va ser elevada a ducat per l'emperador Carles V. La Casa d'Este governava a Mòdena, Reggio, Ferara, i el Polesino i Borso d'Este va obtenir de Frederic III el títol de duc de Mòdena i Reggio i comte de Rovigo (1452) al que Pau II va afegir el de duc de Ferrara (1471).
A Toscana, la república de Florència va aconseguir sotmetre Pisa, Volterra, Arezzo, Liorna i Pistoia. Veïna a ella estaven el senyoriu de Piombino —elevat a principat el 1594 per l'emperador Rodolf II—, i les repúbliques de Lucca i de Siena. Més al sud, els Estats de l'Església comprenien des de Bolonya a Terracina i des d'Ancona a Civittavecchia, i incloïen la Romanya, la marca d'Ancona, el ducat d'Espolet i el Patrimoni de Sant Pere, més la ciutat de Benevent.
Altres petits territoris eren la senyoria de Mònaco en poder dels Grimaldi. Els Malaspina detentaven el marquesat de Massa i el senyoriu de Carrara, convertits en 1568 en principat de Massa i marquesat de Carrara per l'emperador Maximilià II, en 1633 en ducat de Massa i marquesat de Carrara per l'emperador Ferran II. i en 1663 en ducat de Massa i principat de Carrara per l'emperador Leopold I. La família Pico governava el senyoriu de Mirandola i comtat de Concordia, finalment convertit en ducat de Mirandola i marquesat de Concordia el 1619 per l'emperador Ferran II.

## La decadència imperial als segles XIV i XV
Al llarg del segle xiii es va produir la pèrdua de terres i rendes reals en donacions a favor de l'alta noblesa davant la necessitat de suports dels sobirans alemanys, però això va soscavar la posició del monarca com a senyor feudal. L'intent per part de Rodolf I d'Habsburg per recuperar aquestes concessions va ser infructuós, i les restes van ser finalment alienades per Carles IV de Luxemburg. A cada nova elecció l'aspirant a rei dels Romans havia d'assegurar-se els vots renunciant propietats i drets reals, la qual cosa va suposar la pèrdua de patrimoni i ingressos reals i l'enriquiment dels prínceps a costa del sobirà. A més, la imposició de la pau pública feia temps que l'havien perdut els emperadors, perquè l'Imperi ja no posseïa funcionaris que intervinguessin en la jurisdicció de ciutats i senyorius territorials, de manera que Alemanya es va trobar a mercè de les lluites entre els prínceps territorials, lligues de ciutats i lligues de cavallers, mentre que l'emperador quedava limitat a exercir una autoritat efectiva a les seves pròpies terres hereditàries.
Des de mitjans del segle xiii l'absència habitual dels reis de Romans i emperadors a la Itàlia imperial, al nord del patrimoni papal, va confirmar que el poder polític efectiu descasava a les repúbliques urbanes i les senyories. L'emperador va romandre com l'última font de legitimitat legal, sent reconeguts els seus suprems poders jurisdiccionals, però no posseïa la capacitat de ser un poder polític actiu: era el suprem sobirà però de manera teòrica més que pràctica. El dret romà —reviscut per l'emperador Frederic I i l'escola de Bolonya i que havia impregnat el dret comú italià (ius commune)— hi va contribuir: el sobirà de l'Imperi, com a Romanorum Rex semper Augustus o Romanorum imperator semper Augustus estava considerat com a successor dels emperadors romans com Justinià I, i d'aquesta manera com a princeps del dret romà.
A la realitat de l'entramat polític italià, la posició de l'emperador (o el rei dels Romans) s'evidenciava en ser requerit per les repúbliques urbanes i signori per obtenir una concessió imperial de jurisdicció: les repúbliques urbanes buscaven confirmació de llibertats, i els signori legitimar els seus règims o trencar els vincles constitucionals amb la comuna. Així, després de l'Interregne, Rodolf d'Habsburg va veure la dificultat de reduir l'obediència a les ciutats italianes i va resoldre extreure diners venent-los llibertats: Florència la va comprar per 6.000 forins d'or, Siena per 10 ducats i Lucca per 12.000, entre d'altres. I quan Carles IV va baixar a Itàlia el 1355, va evidenciar que l'autoritat imperial encara existia i era vàlida, doncs les repúbliques urbanes van comprar i van obtenir de l'emperador els privilegis que confirmessin les seves llibertats, i així Florència va pagar 100 florins reconeixent la superioritat formal de la jurisdicció imperial; però també les peticions de vicariats dels règims senyorials van manifestar també la validesa de la jurisdicció imperial a Itàlia. La campanya de Carles IV a Itàlia de 1368 va continuar aquesta tendència. La ruptura dels orígens democràtics dels signori havia de ser sancionada i legitimada pels emperadors alterant la base del poder polític de les ciutats italianes, ja que es va alliberar aquests governants de possibles restriccions populars, ja que la investidura imperial no podia ser anul·lada per la comuna, i d'aquesta manera se'ls va proporcionar llibertat d'acció per desenvolupar les seves ambicions dinàstiques en una expansió territorial la conseqüència de la qual era la guerra amb altres territoris italians, i que va suposar un factor important en la consolidació del poder senyorial. El procés va culminar amb el rei dels Romans Venceslau de Luxemburg en garantir un ducat imperial a Joan Galeàs Visconti en 1395. Aquesta concessió de jurisdicció va ser considerada tan legítima tant a Alemanya, on els electors renans ho van considerar una raó fonamental per deposar el rei dels Romans el 1400, com també a Itàlia, on es va elevar els Visconti a un nivell de magnificència sobre els altres signori que eren simplement vicaris. Aquest ennobliment seria continuat per l'emperador Segimon de Luxemburg en designar a Amadeu VIII de Savoia com a duc de Savoia en 1416, i a Gianfrancesco Gonzaga com a marquès de Màntua en 1433; i també per l'emperador Frederic III d'Habsburg en designar en 1452 a Borso d'Este com duc de Mòdena i Reggio. Aquestes investidures van continuar amb els emperadors successius i van ratificar els principats territorials hereditaris.
Aquestes concessions imperials de jurisdicció servien per incrementar l'autoritat local del destinatari però sense donar a l'emperador cap influència, ja que no podia estipular com havia de ser emprat aquest poder jurisdiccional ni limitar el poder del beneficiari; malgrat això, el sobirà imperial participava en aquesta venda de títols pels ingressos que recaptava. Amb això, la validesa de la jurisdicció imperial configurava el paper de l'emperador com a autoritat suprema no per governar sinó per legitimar, ja que l'emperador avalava i donava suport als títols feudals.

## Intervencions imperials a Itàlia als segles XIV i XV

### Lluís IV de Baviera

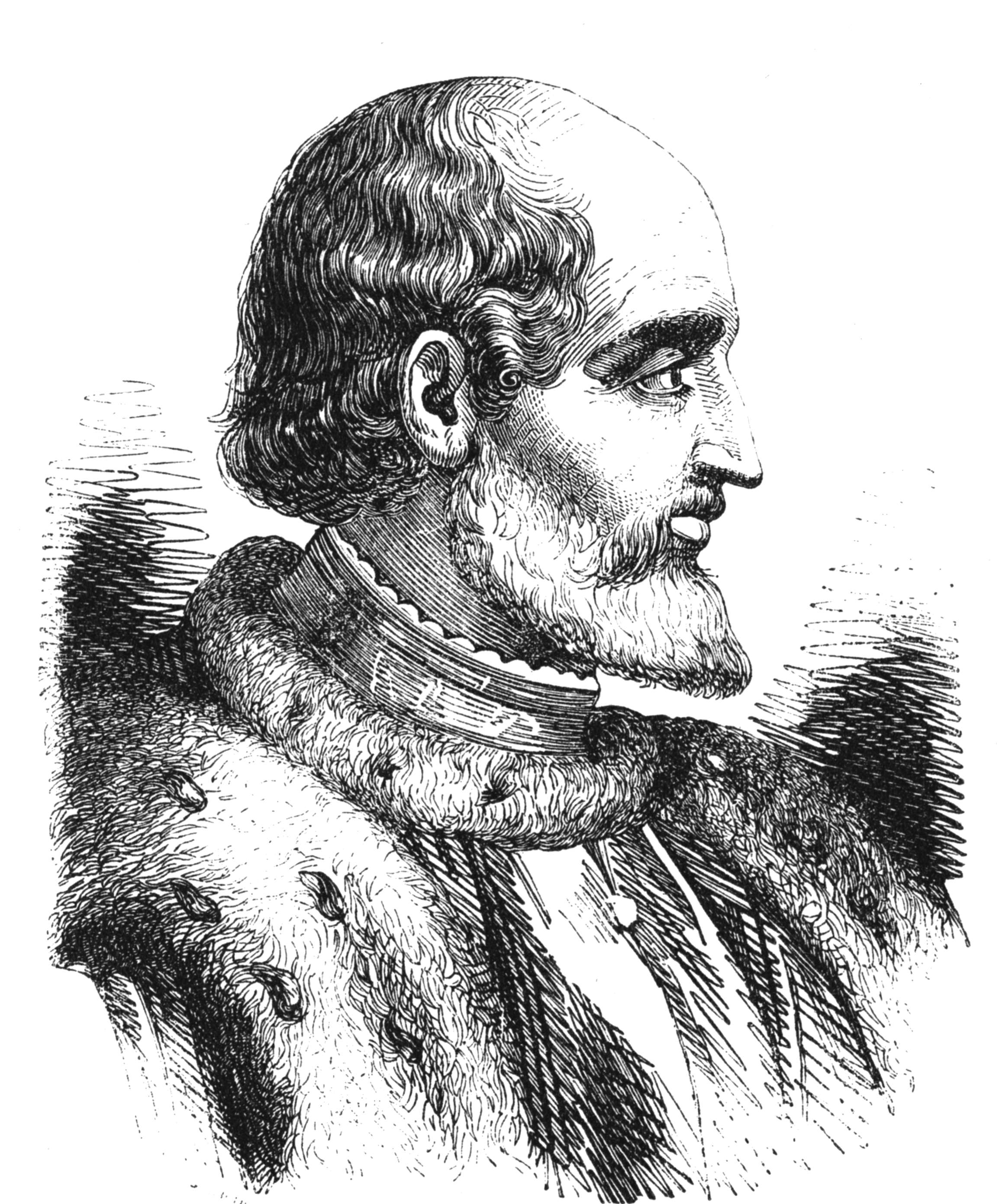
Mateu Visconti el Gran en una il·lustració de Grande illustrazione del Lombardo-Veneto... Milà, Corona e Caimi Editori, 1858.

Després de la mort de l'emperador Enric VII, el papat es va atribuir l'autoritat a l'Imperi mancant l'emperador. Climent V (1305–1314) va nomenar el rei Robert I de Nàpols vicari imperial per a Itàlia en 1314, que va ser renovat pel papa Joan XXII (1316–1334) en 1317. Mentrestant a Alemanya es va produir una guerra civil per la doble elecció entre Lluís IV de Baviera i Frederic d'Habsburg, però ambdós reis de Romans també van intervenir a Itàlia: el 1315 Lluís de Baviera va nomenar vicari general a Itàlia Joan de Belmont en suport dels Visconti de Milà; i per la seva banda Frederic d'Habsburg va confirmar el vicariat imperial a Cangrande della Scala a Verona en 1317, davant d'això, Treviso i Pàdua van reconèixer el 1319 l'autoritat de Frederic d'Habsburg per així frustrar les ambicions territorials de Cangrande della Scala.
A la Toscana la mort de l'emperador Enric va animar Florència i les ciutats güelfes a prendre venjança sobre la gibel·lina Pisa, però aquesta ciutat va contractar la cavalleria imperial al comandament d'Uguccione della Fagginola, llavors vicari imperial de Gènova, qui va rebutjar una coalició composta de florentins, güelfs toscans i de l'exèrcit napolità del rei Robert de Nàpols, a Montecatini en 1315. Es va produir una aproximació entre el rei Robert de Nàpols i el rei dels Romans Frederic d'Habsburg, que va possibilitar una pau entre guelfs i gibel·lins a Toscana: Pisa i Lucca van fer la pau amb Florència i amb els napolitans, Pisa va recobrar la seva independència, i a Lucca Castruccio Castracani va arribar a ser capità del poble i en 1320 senyor de la ciutat, on va ser reconegut vicari imperial per Frederic d'Habsburg. A Llombardia, els esforços del rei napolità i els güelfs llombards, encapçalats pels Torriani, es van dirigir contra els gibel·lins Visconti, senyors de la ciutat, però els güelfs van ser derrotats a Pavia en 1315 i Mateu I Visconti va poder apoderar-se de Tortona, Alexandria, Pavia, Como, Tortona, Bèrgam i Plasència, aconseguint portar a l'èxit al partit gibel·lí. Mentre Cangrande della Scala, senyor de Verona, aconseguia l'èxit gibel·lí a la marca trevisana, en expandir-se per Feltre, Belluno, Cividale, Pàdua i Treviso. A més, a Ferrara va ser expulsat el rei Robert de Nàpols en 1317, després de nou anys com a vicari del papa, i va ser nomenat Obizzo III d'Este al poder, produint un enfrontament amb el papa.
A Gènova els güelfs van aconseguir el poder i van fer senyor a Robert de Nàpols, càrrec que va ostentar fins a 1335. El setge gibel·lí a Gènova de 1318 no va tenir èxit i el papa Joan XXII va contraatacar en 1320 enviant contra els Visconti una infructuosa expedició a càrrec de Felip de Valois i una croada dirigida pel llegat papal Bernat del Poggetto (Bertrand du Poïet). El 1322 el papa va convèncer Frederic d'Habsburg perquè portés a terme una expedició contra Milà, i aquest va enviar el seu germà Enric en una breu campanya a Brescia, però va ser dissuadit que no havia de lluitar contra els gibel·lins, partidaris de l'Imperi. Mateu Visconti va abdicar i va morir el juny de 1322 i el va succeir el seu fill Galeàs Visconti. I poc després, Lluís de Baviera va vèncer a Frederic d'Habsburg a la batalla de Mühldorf al setembre de 1322, quedant com a únic rei dels Romans.
A Milà Galeàs I Visconti es va mantenir en una posició insegura enfront dels envits i progressos del llegat papal Bernat del Poggetto, però va salvar la seva situació gràcies a l'ajuda de Lluís de Baviera, que va nomenar el 1323 Berthold von Neiffen, comte de Marstetten, com a vicari general per a Itàlia. Això va valer a Lluís de Baviera l'excomunió i la seva deposició pel papa el març de 1324, de manera que el rei dels Romans va decidir embarcar-se a la campanya d'Itàlia per obtenir una posició avantatjosa sobre el papa.
A Milà, Visconti va recuperar les posicions perdudes davant el llegat papal, i Cangrande della Scala i Obizzo d'Este paralitzaven Bernardo del Poggetto a Romanya a Monteveglio en 1325. A la Toscana la posició dominant dels gibel·lins la va assumir Castruccio Castracani, senyor de Lucca i reconegut com a vicari imperial el 1324, que va emprendre la guerra contra els güelfs. Aconseguí la senyoria de Pistoya en 1325 i la derrota de Florència, dels seus aliats güelfs i dels mercenaris francesos al castell d'Altopescio el maig de 1325, que juntament amb la derrota de la güelfa Bolonya enfront de la gibel·lina Mòdena a la batalla de Zappolino, sis mesos després, va mantenir actiu el gibel·linisme tant a Toscana com a Romanya, i als güelfs a la defensiva.

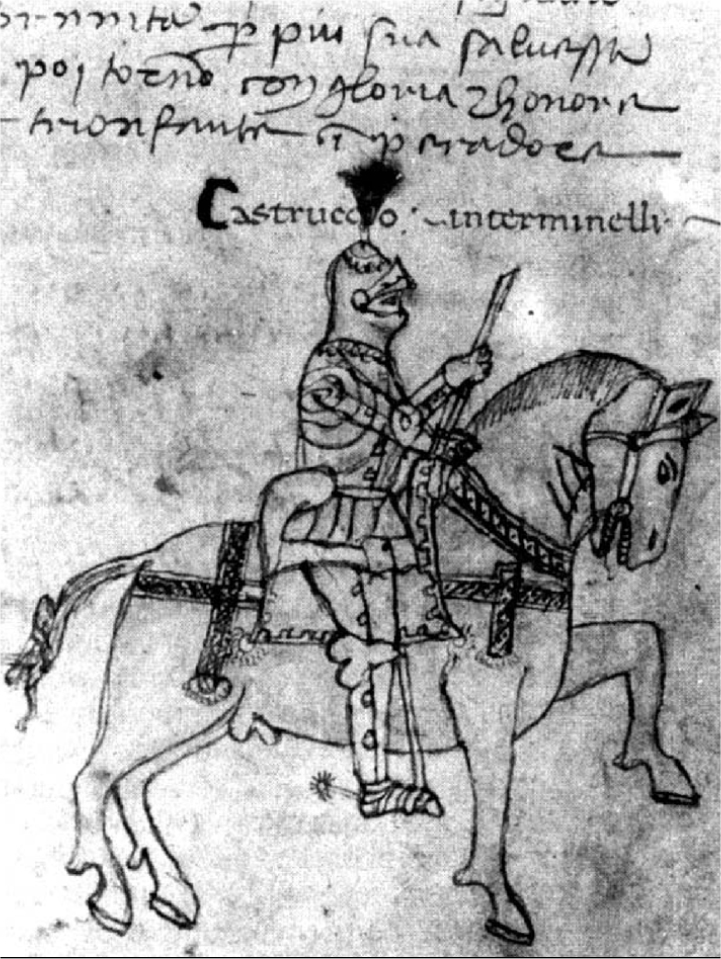
Castruccio Castracani, Biblioteca Statale de Lucca

Lluís va emprendre en 1327 una expedició a Itàlia per extreure tributs i per donar suport als gibel·lins, entre ells Galeàs Visconti de Milà, Castruccio Castracani de Lucca, Rinaldo Bonacolsi Passarino de Bonaccolsi de Màntua, Obizzo d'Este de Ferrara, Cangrande della Scala de Verona o Frederic II de Sicília. Va entrar a Llombardia i va rebre a Milà la corona fèrria a Pentecosta, però un mes després, va deposar Galeàs Visconti acusant-lo de tractar amb la cort d'Avinyó i amb els angevins. El rei dels Romans va seguir camí de Toscana comptant amb el suport de Castruccio Castracani, qui va mantenir a la defensiva els güelfs i va aconseguir sotmetre la ciutat de Pisa, per la qual cosa el rei dels Romans el va nomenar vicari imperial a Pisa al març, i duc de Lucca al novembre, juntament amb Pistoya, Volterra i Lunigiana; i a més, Lluís de Baviera va nomenar gibel·lins com a vicaris imperials a Verona, Ferrara i Màntua. Lluís, que estava excomunicat, va prosseguir camí de Roma i amb suport dels Colonna es va coronar emperador en 1328 i va establir a l'antipapa Nicolau V (1328-1330). Castruccio va tornar a Toscana per derrotar de nou els seus enemics güelfs però va morir inesperadament de febre. Sense aquest suport, i amb escassetat de tropes i diners, no va poder prosseguir la seva campanya contra el rei de Nàpols, i així l'emperador va tornar a Toscana i després a Llombardia, on prèviament, a petició de Castruccio, havia reinstal·lat els Visconti a la senyoria de Milà en la persona d'Azzo, a qui va nomenar vicari imperial al gener de 1329 per 60.000 florins d'or; i en la seva necessitat de diners va vendre el ducat de Lucca desposseint-lo als hereus de Castruccio. El papa, que temia perdre influència a Itàlia, va reconèixer Azzo Visconti com a senyor de Milà mesos després, al setembre, i es va reconciliar amb la ciutat. A més de Milà, l'emperador ja havia perdut ja el suport de Pisa i del marquès d'Este, de manera que va abandonar la seva antipapa i va nomenar Luis Gonzaga vicari imperial a Màntua per intentar enfortir els gibel·lins; però davant la mort del gibel·lí Cangrande della Scalla, l'emperador va emprendre la tornada a Alemanya. Al desembre de 1329 es trobava a Trento i al febrer de 1330 va creuar els Alps en direcció a Alemanya, deixant desorganitzat el partit gibel·lí.
En 1331 la ciutat de Brescia es va sotmetre a Joan de Luxemburg, i darrere ella ciutats llombardes i fins i tot toscanes, cansades ja de les guerres intestines. Joan de Luxemburg, que havia donat suport a l'emperador Lluís IV, va rebre el vicariat d'Itàlia. En 1332 Robert I de Nàpols va convocar als principals senyors güelfs i gibel·lins a Gènova, va fer la pau i va crear una aliança per derrotar Bertrand du Pouget i Joan de Bohèmia, prenent Modena i Brescia. Joan va retornar a Itàlia en 1333 amb l'exèrcit de Joan I d'Armanyac i Bertrand du Pouget però fou derrotat a la batalla de Ferrara i hagué de retornar a Bohèmia abandonant el projecte de governar la Llombardia. Això va permetre als coalitzats ampliar el seu poder: Milà va adquirir Cremona i altres ciutats llombardes, els marquesos d'Este, instal·lats a Ferrara van adquirir Mòdena, i el senyor de Màntua, de la família Gonzaga, va fer el propi amb Reggio; Mastino della Scala, senyor de Verona i de la marca trevisana, va establir el seu poder breument a Parma i Lucca. El fracàs de Joan de Luxemburg, va arrossegar el llegat papal Bernat del Poggetto, que va ser expulsat de Bolonya pels Pepoli.

### Carles IV de Luxemburg
En 1349 Carles IV de Luxemburg, nou rei dels Romans, era acceptat en tot l'Imperi. Mentre a Itàlia, Giovanni Visconti dominava Milà i estenia el seu poder sobre tota Llombardia, Gènova, els territoris piemontesos pertanyents a la reina Joana I de Nàpols, i a més, comptant amb el suport de la gibel·lina Pisa, va intentar ampliar la seva influència a Toscana en comprar el 1351 la senyoria de Bolonya als gibel·lins Pepoli amenaçant Florència. La victòria florentina davant el setge gibel·lí d'Scarperia va reforçar el poder güelf a Toscana i els florentins van convidar a Carles de Luxemburg a Itàlia, oferint-li suport de diners i forces per obtenir les corones de ferro i de l'Imperi a canvi de sotmetre l'ambició dels Visconti. Per la seva banda, el nou papa Innocenci VI (1352-1362) veia amenaçats els Estats pontificis per Visconti, de manera que no es va oposar a l'expedició italiana de Carles. Així, Carles va concloure tractats amb tots els enemics dels Visconti, però davant l'amenaça de la presència imperial a Itàlia, Giovanni Visconti va fer la pau amb les repúbliques toscanes a Sarzana el març de 1353. A Llombardia, davant la política expansiva de Visconti, les comunes de Màntua, Verona, Pàdua i el marquès d'Este van contractar la companyia de mercenaris de Monreal d'Albano i van convidar el rei dels Romans a entrar a Itàlia; però Visconti, per frustrar les aspiracions, també va buscar l'amistat de Carles.
D'aquesta manera, sent reclamat per diferents poders enfrontats a Itàlia i comptant amb l'aprovació del papa, Carles de Luxemburg va travessar els Alps el 1354 amb una força reduïda. Però poc després, Giovanni Visconti va morir i els seus territoris van ser repartits entre els seus nebots Mateu II, Bernabé i Galeàs II Visconti, els qui van estar més receptius a negociacions de pau. El rei dels Romans va mediar entre els Visconti i els seus enemics llombards, aconseguint una treva de quatre mesos, de manera que Carles va obtenir la corona fèrria el 6 de gener de 1355 i va atorgar el vicariat imperial als tres germans Visconti als seus respectius territoris, que per la seva banda van concedir 50.000 florins d'or al rei dels Romans, així com lliure passatge per les seves terres. Fent ús de la diplomàcia Carles va avançar al sud, va acceptar l'homenatge dels poders governants i va recaptar impostos imperials. Va ser rebut a Pisa, on els gibel·lins el van impel·lir a prendre venjança sobre Florència, pel tracte donat tant al seu avi l'emperador Enric VII, com al seu pare, Joan de Luxemburg, i finalment va aconseguir fer un tractat amb Florència a canvi d'una forta suma de diners. Carles va seguir cap a Roma on va ser coronat emperador el 5 d'abril de 1355, i de seguida va emprendre camí a Alemanya obtenint diners per vendre llibertats a ciutats i poder a senyors locals.

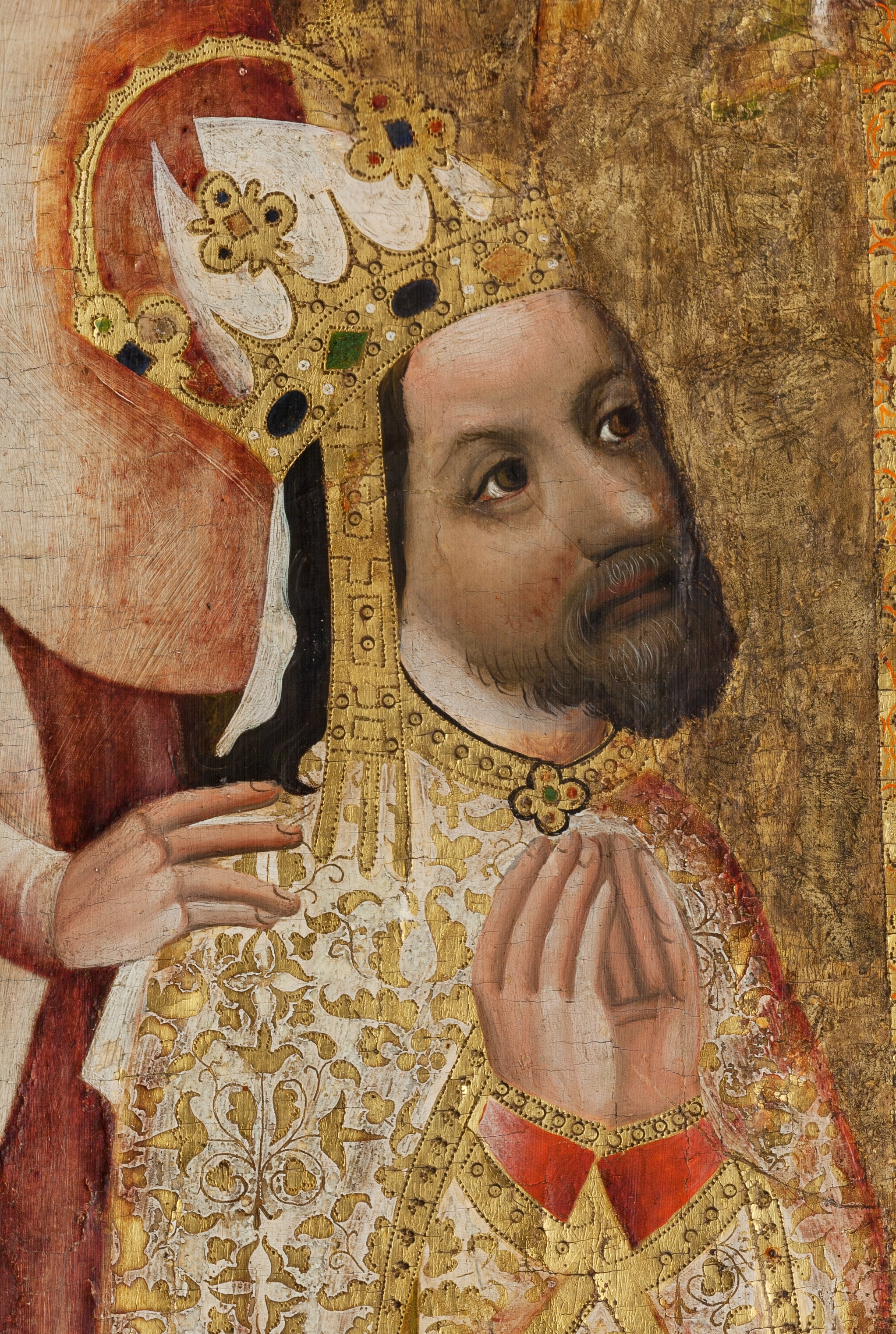
L'emperador Carles IV en un fragment del panell votiu de l'Arquebisbe Jan Ocko de Vlasim, per Meister Theoderich von Prag

Després del tractat de Brétigny (1360) Itàlia va quedar plagada per companyies de mercenaris que venien de França i que oferien els seus serveis a ciutats i senyors, arrasaven les terres i extorsionaven a la població. El papa Urbà V (1362–1370), que tenia la intenció de tornar la seu papal a Roma, necessitava l'ajuda de l'emperador per expulsar aquestes errants companyies mercenàries però també per procedir contra Visconti. El papa va tornar a Itàlia en 1367 on el seu llegat el cardenal Gil de Albornoz havia portat a la pràctica la pacificació i submissió dels Estats Pontificis, i havia format una lliga contra els Visconti a la qual es van adherir l'emperador, el rei Lluís I d'Hongria, la reina Joana I de Nàpols, els senyors de Pàdua, Ferrara i Màntua, però no de Florència, per no violar la pau de Sarzana; però els senyors de Milà, Bernabé i Galeàs II Visconti, van contractar la companyia de John Hawkwood. El maig de 1368, l'exèrcit imperial va entrar a Itàlia, que va augmentar amb els coaligats, però els aliats de Visconti, Hawkwood i Cansignori della Scala, senyor de Verona, van paralitzar l'acció de l'exèrcit d'aquesta aliança entre imperials i italians tallant els dics de l'Adige i el Po negant Màntua i Pàdua. Carles IV va haver de negociar amb Visconti, i a canvi d'una suma de diners l'emperador els va restituir el vicariat imperial que els havia desposseït el 1361, i després va enviar de tornada a Alemanya a gran part del seu exèrcit. Tot i la indignació dels seus aliats, va passar a Toscana, on aplicant la seva autoritat imperial va intervenir en benefici propi al govern de Pisa, Siena i Lucca. En general, l'emperador va limitar els seus esforços diplomàtics a reforçar relacions pacífiques entre els territoris, va reconèixer les signorias i va combatre les companyies de mercenaris. Gràcies a la seva diplomàcia va obtenir reconeixement de la seva posició imperial fins i tot a Florència, i els impostos recollits a Itàlia van finançar els costos de l'expedició. Per evitar la intervenció de Bernabé Visconti com a vicari imperial a Pisa i Lucca, els seus veïns, Florència i el papa, van obtenir de l'emperador a canvi d'importants sumes de diners, el reconeixement de la república de Pisa i la llibertat de Lucca respecte de Pisa. Després de la partida de Carles IV a Alemanya a l'estiu de 1369, es van reactivar les querelles a Itàlia amb la política expansiva de Visconti, de resultes de la qual cosa, el novembre de 1372 l'emperador Carles IV va nomenar vicari imperial a Llombardia al comte Amadeu VI de Savoia privant-ho als Visconti. I el papa, aïllat políticament a Roma, ja havia tornat a Avinyó el setembre del 1370.

### Venceslau de Luxemburg i Robert del Palatinat

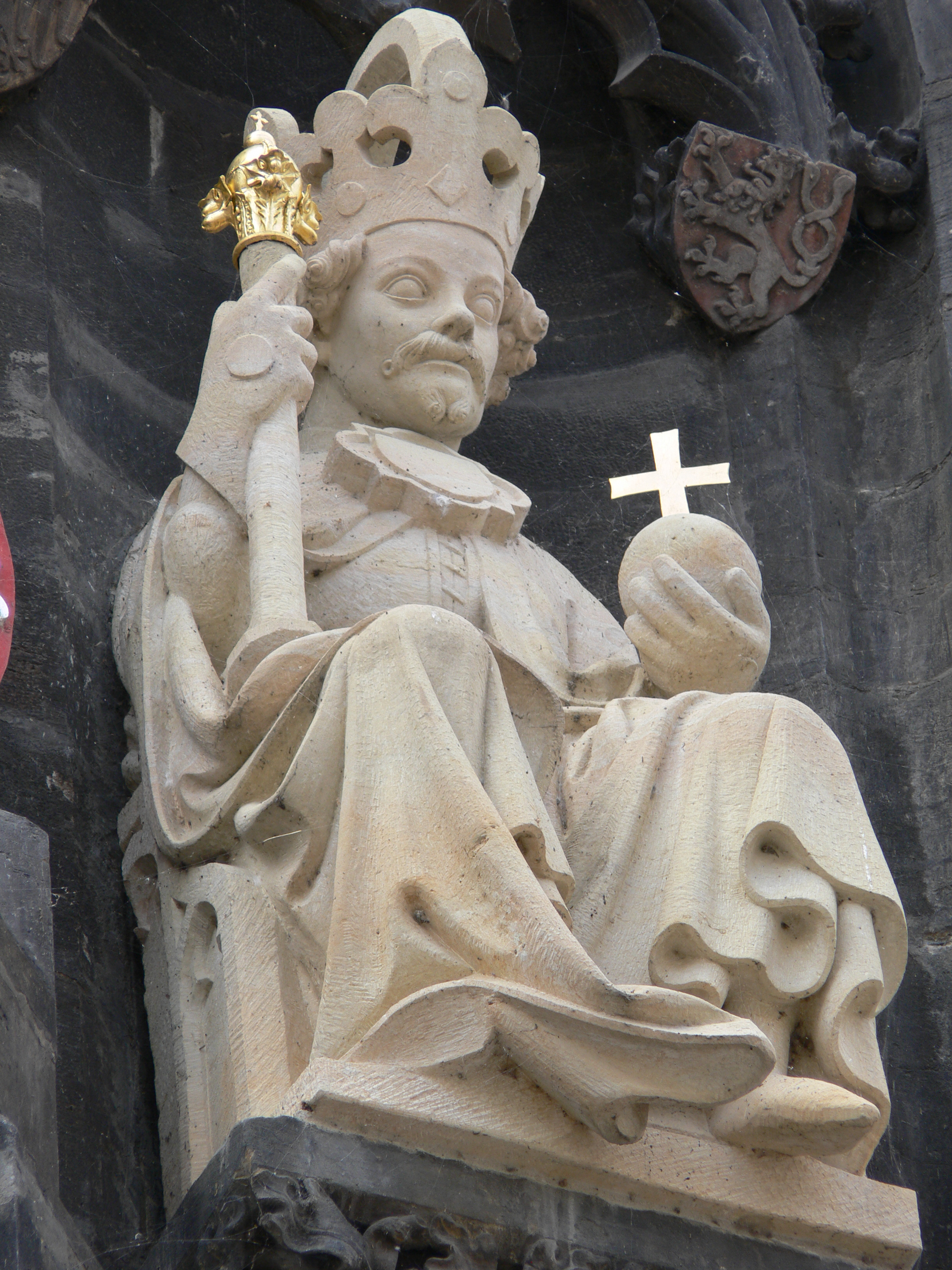
El rei dels Romans, Venceslau de Luxemburg va convertir Milà en un ducat imperial en 1395

En 1378 es va produir una doble elecció de pontífexs, un papa italià, Urbà VI i un altre francès, Clement VII. L'Imperi es va mantenir al costat d'Urbà VI, i encara que aquest papa esperava de Venceslau de Luxemburg (1376-1400), rei dels Romans, una expedició (Römerzug) sobre Itàlia, el rei dels Romans va decidir no dur-la a terme per manca de diners.
Mentre a Florència es va establir el 1382 una oligarquia güelfa dirigida per Maso degl'Albizzi i que abastava més de la meitat de Toscana, incloent-hi Pisa, Arezzo i Cortona. En 1385 Joan Galeàs Visconti va arribar a ser el senyor indiscutit de Milà, i va dur a terme una expansió territorial que s'orientava cap als voltants de Venècia i cap a Toscana, en conflicte amb Florència. El rei dels Romans va designar al seu cosí Jobst de Moràvia com a vicari general per a Itàlia el juliol de 1383, que va ser renovat el 1389, però Jobst no era a Itàlia, i sense cap intervenció imperial, Milà prosseguia la seva expansió.
Florència va demanar al rei dels Romans el 1394 que encapçalés una lliga contra Milà, ja que la seva expansió amenaçava els drets de l'Imperi, però els enviats milanesos també van buscar Venceslau de Luxemburg, i pagant 100 florins, Joan Galeàs va obtenir del rei dels Romans la investidura com a duc de Milà l'11 de maig de 1395, millorada per una segona investidura el 13 d'octubre de 1396 que legitimava el seu dret sobre els territoris adquirits.
Entre 1399-1400 Milà va adquirir Pisa, Siena i Perusa, i feudataris gibel·lins dels Apenins, com els Ubertini, cansats de les incursions dels condottieri, li van oferir els seus territoris; i a més comptava amb l'aliança del marquès de Ferrara, Nicolau III d'Este, del senyor de Màntua, Francesc I Gonzaga, i del senyor de Lucca, Paolo Guinigi. Amb la neutralitat de Gènova en mans de Carles VI de França i la neutralitat de Venècia, Florència va quedar cercada i aïllada, i va haver de buscar suport a Alemanya. Allí els electors havien deposat a l'incapaç Venceslau en 1400, i havien triat a Robert del Palatinat (1400-1410). Va ser al nou rei dels Romans amb qui els florentins van trobar suport per anul·lar la investidura del ducat de Milà.

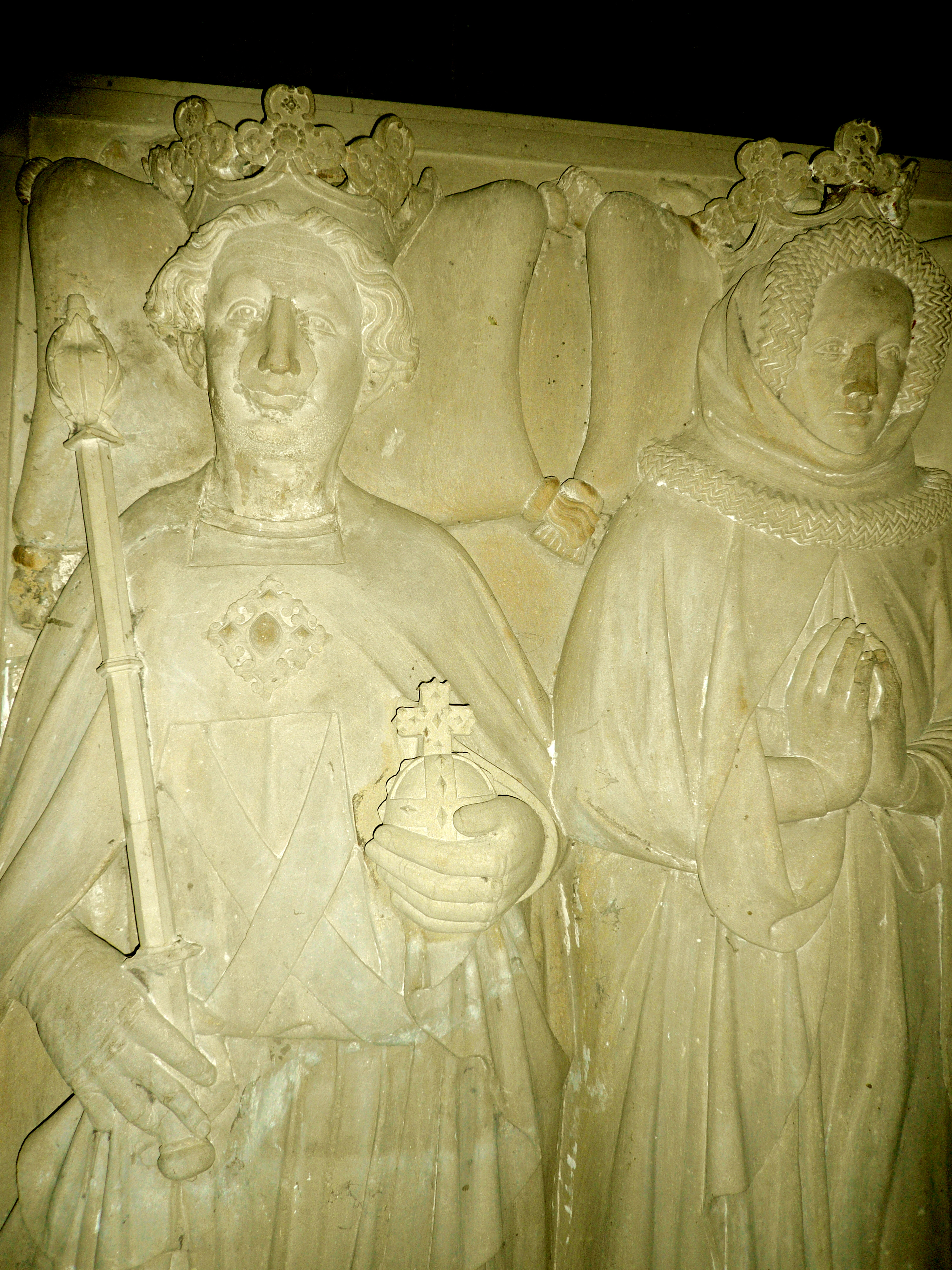
Làpida amb l'efígie de Robert del Palatinat, a Heiliggeistkirche (Heidelberg).

El rei dels Romans Robert del Palatinat, va entrar a Itàlia el 1401, i se li va unir Francesco Novello da Carrara, senyor de Pàdua, però Amadeu VIII de Savoia, que havia estat designat vicari imperial en 1399 per Venceslau no desitjava abandonar-lo per Robert, i es va mantenir neutral i a l'expectativa dels esdeveniments. L'exèrcit del rei dels Romans va ser derrotat a Brescia, i sense suficients subsidis per continuar la lluita, Robert va tornar a Alemanya el 1402. Joan Galeàs, llavors es va apoderar de Bolonya. Completament cercada i aïllada davant de Milà, Florència es va salvar per la mort inesperada per pesta de Joan Galeàs el 1402.

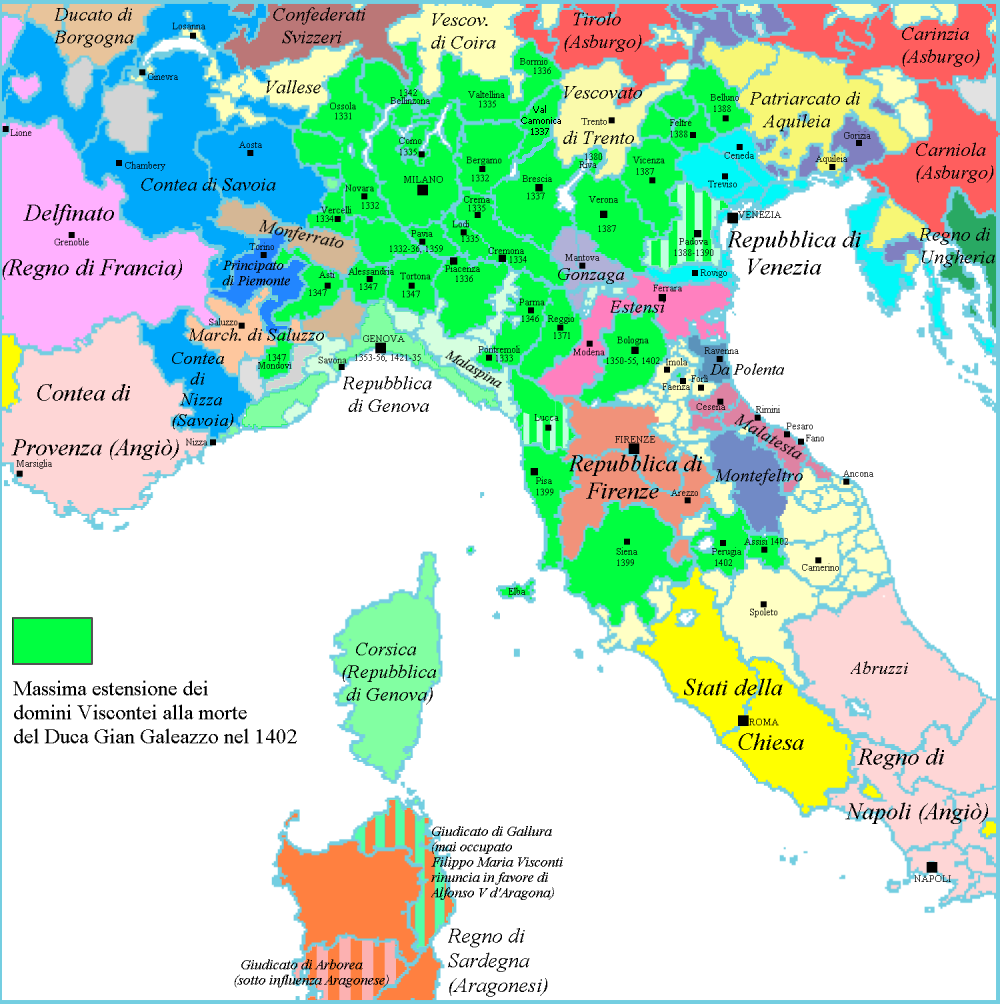
El ducat de Milà (en verd) a la mort de Joan Galeàs el 1402.

A la seva mort, l'Estat que havia construït va col·lapsar amb el seu fill Giovanni Maria Visconti i es va produir la disgregació del poder dels Visconti a Llombardia. A la Romanya, el papa Bonifaci IX (1389–1404) va obtenir Bolonya i Perusa i va fer les paus amb Milà. A la Toscana, Siena es va independitzar, i els feudataris gibel·lins dels Apenins van ser sotmesos per Florència, però Pisa va ser assegurada breument per Gabriel Maria Visconti, fill natural de Joan Galeàs, fins que va ser conquerida per Florència el 1406. En aquesta conjuntura de feblesa milanesa, Venècia es va expandir cap al riu Adige.

### Segimon de Luxemburg i les guerres de Llombardia
Amb l'ascensió al ducat de Milà en 1412 de Felip Maria Visconti va recuperar el territorial i l'autoritat del duc davant els senyors locals. Va aconseguir la capitulació de la República de Gènova el novembre de 1421 després de la victòria de l'estol català de Romeu de Corbera a la batalla de la Foç Pisana i cap a 1422 ja havia recuperat el poder d'època de Joan Galeàs Visconti en crear una extensió territorial que anava des de la costa genovesa fins a la muntanya Sant Gotard als Alps, vorejant les fronteres de Piemont i dels Estats Pontificis. Des de llavors l'expansió milanesa de Visconti va produir les guerres de Llombardia contra l'aliança de les repúbliques de Florència i de Venècia.

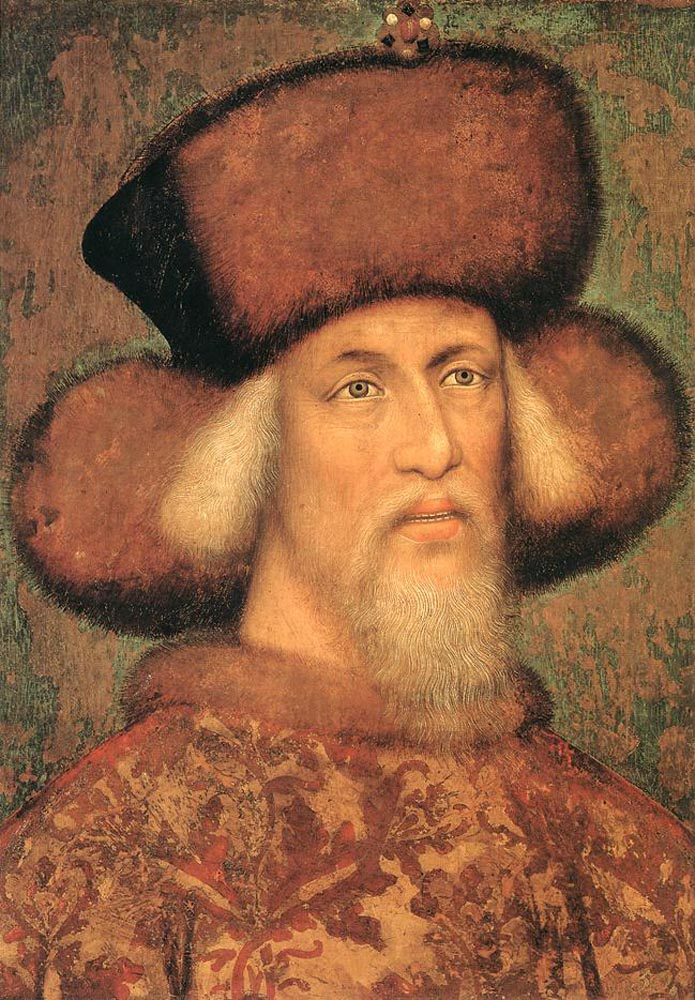
L'emperador Segimon de Luxemburg en 1433, per Pisanello, Museu d'Història de l'Art de Viena.

El rei dels Romans, Segimon de Luxemburg (1410-1437), que s'havia abstingut d'intervenir directament a Itàlia davant les peticions de la República de Florència en 1424 i del ducat de Milà en 1427, va aprofitar la conjuntura de la seva derrota a la batalla de Domažlice i que el Concili de Basilea va convidar als hussites, per baixar a Itàlia en 1431. Felip Maria Visconti, que es trobava sol enfront de la República de Florència, la República de Venècia i el nou papa d'origen venecià Eugeni IV (1431-1447), va afavorir la vinguda del rei dels Romans, qui com a rei d'Hongria havia estat anteriorment en guerra contra Venècia per Dalmàcia. Segismon de Luxemburg va obtenir la corona de ferro al novembre el 1431, i de camí a Roma, a Piacenza, va tenir coneixement de la butlla de dissolució del concili de Basilea. Segimon es va mantenir partidari del Concili, ja que a través d'ell, es podia aconseguir la pau amb els husites i ser reconegut com a rei de Bohèmia. De Piacenza va passar per Parma, Lucca i finalment Siena, on va haver de romandre bloquejat i aïllat nou mesos davant de l'hostilitat de Florència i Venècia, i la indiferència de Milà. Mentre el rei dels Romans i el papa prosseguien la seva diplomàcia, l'estat de guerra continuava a Llombardia i Toscana, fins que a causa d'un estat d'esgotament general i gràcies a la intervenció del papa es va assolir una pacificació a Ferrara el 26 d'abril del 1433, i que va ser el moment per acordar la coronació imperial, la qual va tenir lloc al mes següent. L'emperador va emprendre tornada a Alemanya i es va presentar al Concili a l'octubre, i per la seva banda el papa, aïllat, va revocar la dissolució del concili al desembre.

### Frederic III d'Habsburg i les guerres de Llombardia

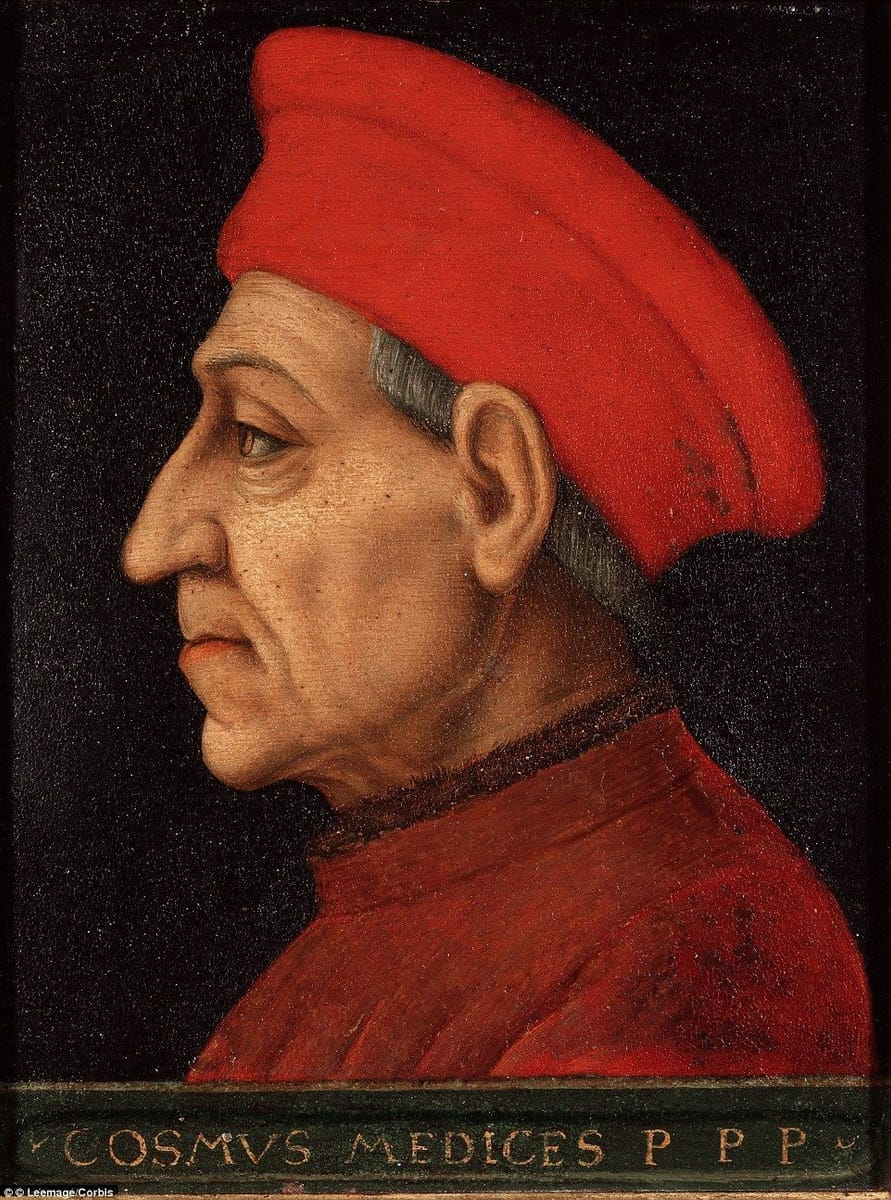
Cosme de Mèdici, retrat per Agnolo Bronzino, Galleria degli Uffizi, Florència.

Després de la pau de Ferrara, Venècia va ampliar el seu territori cap al riu Adda, que es va assegurar amb la investidura de la terraferma per part de l'emperador Segimon el juliol de 1437.
A Florència es va consumar la derrota de l'oligarquia güelfa de Rinaldo degli Albizzi i es va produir l'establiment de la facció democràtica de Cosme de Mèdici, qui sense mantenir cap posició oficial va dominar el reggimento fins a la seva mort el 1464; després d'ell, li van succeir en el lideratge de la república el seu fill Pere i després el seu net Llorenç de Mèdici.

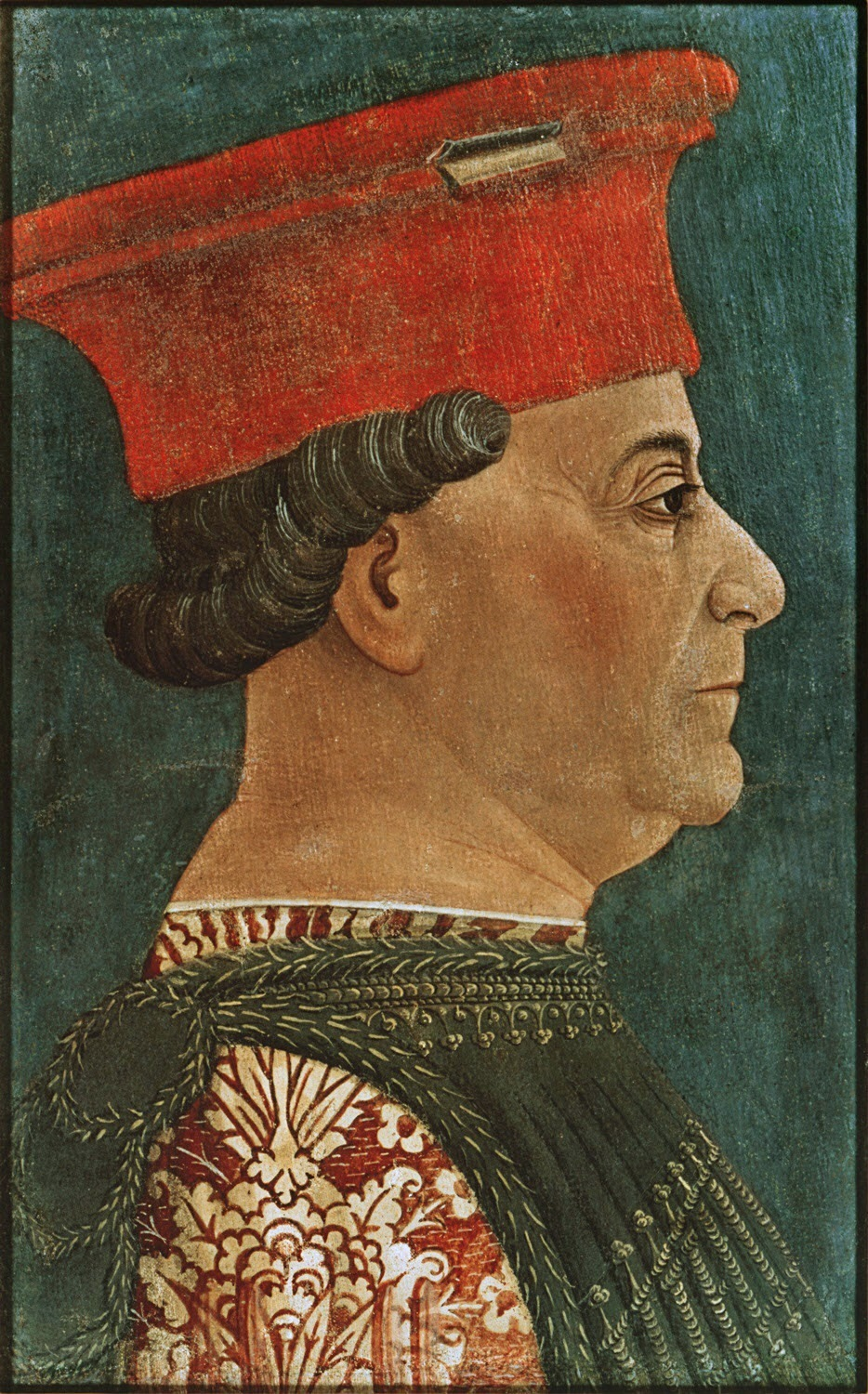
Retrat de Francesco Sforza, c. 1460, per Bonifaci Bembo, Pinacoteca de Brera, Milà.

A Milà Felip Maria Visconti va morir en 1447 i el ducat es va dividir en diferents repúbliques, però el seu gendre Francesc Sforza va aconseguir sotmetre els territoris de l'antic ducat i finalment Milà es va rendir a Sforza, que va assumir el poder com nou duc el 1450. L'expansió veneciana havia estat vinculada a la seva aliança amb Florència contra Milà, però Cosme de Mèdici va canviar l'aliança de Florència a favor de Sforza, conflictes d'interessos amb Venècia. Això va produir canvis en les relacions entre els principals poders de la península: Alfons V d'Aragó com a rei de Nàpols, veia a Sforza com un enemic en haver estat aliat de Renat d'Anjou i va propiciar una lliga juntament amb Venècia contra l'aliança de Milà i Florència, a la qual es van unir les apetències territorials del marquès Joan IV de Montferrat i del duc Lluís de Savoia, però l'entesa de Milà i Florència comptava amb el suport del marquès Lluís III de Màntua i de les ciutats de Siena i Bolonya.

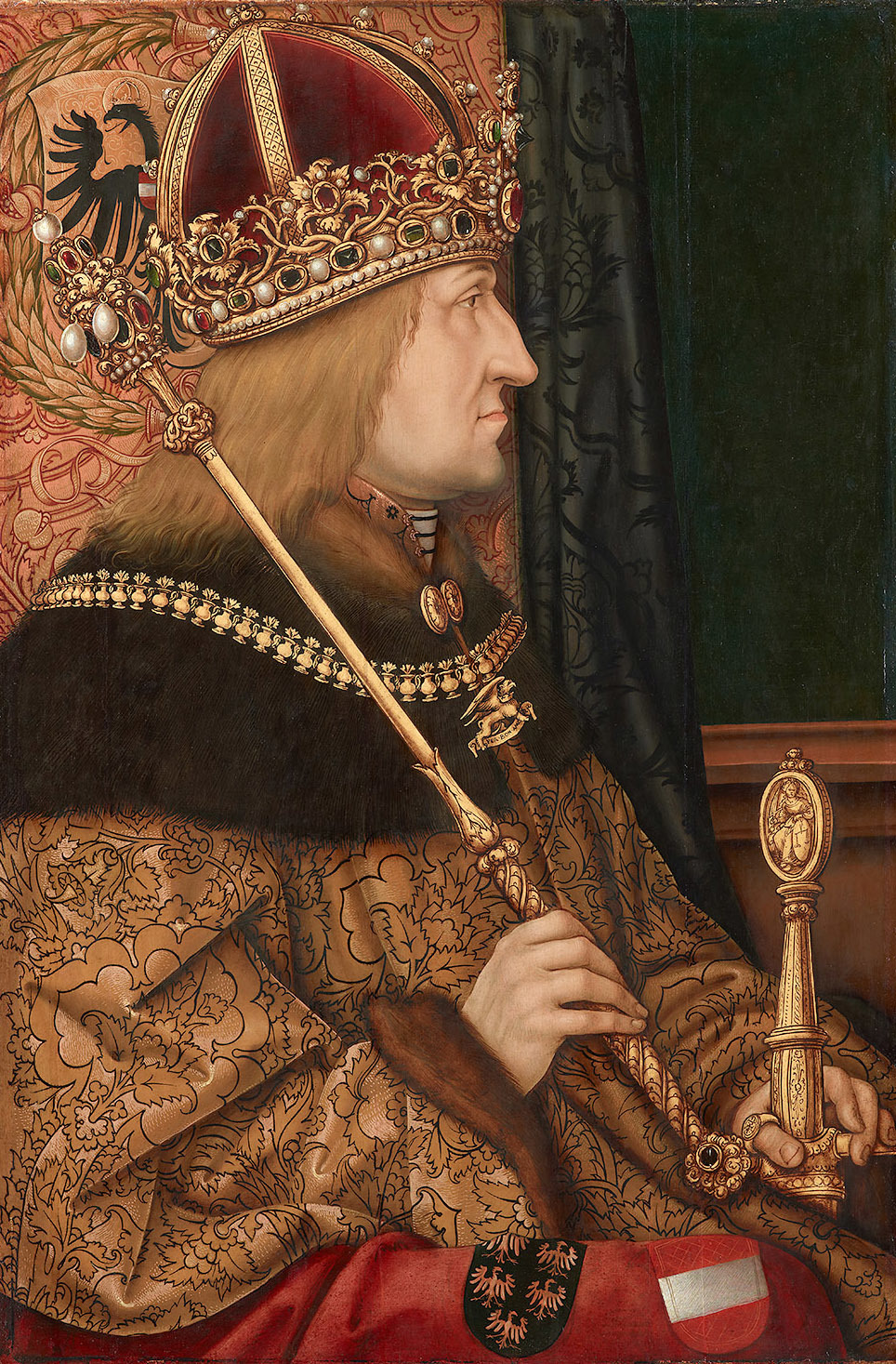
L'Emperador Frederic III, per Hans Burgkmair der Ältere, Kunsthistorisches Museum, Viena.

Després d'haver intervingut a favor del papa Nicolau V (1447-1455) en la solució al cisma de Basilea, el rei dels Romans, Frederic III d'Habsburg, va procedir a entrar a Itàlia i baixar a Roma per ser coronat emperador. A causa de la seva comuna animadversió a Sforza, Frederic III va obtenir el consentiment de Venècia per passar pel seu territori. A Ferrara va rebutjar la proposta d'investir Sforza del ducat de Milà com a feu imperial, ja que només estava disposat a acceptar-ho com el seu vicari imperial. Tot i que va renunciar a la coronació com a rei d'Itàlia a Monza, es va dirigir a Roma on va rebre el 16 de març de 1452 la corona de ferro i tres dies després, la corona imperial. De camí de tornada a Alemanya, després de visitar el rei de Nàpols, a Ferrara va concedir a Borso d'Este la investidura com a duc de Mòdena i Reggio, com a feus imperials, i va visitar Venècia per arribar a Alemanya, però sense passar per Milà. En el pelegrinatge de l'emperador a Roma el 1468, també va rebutjar la investidura ducal a Galeàs Maria Sforza.
Quan l'emperador Frederic III va tornar a Alemanya van començar les hostilitats, que es van desenvolupar de forma indecisa, i amb la caiguda de Constantinoble en 1453, va fer despertar el temor d'una amenaça otomana sobre Itàlia propiciant un acord l'abril de 1454 en el tractat de Lodi, que va establir un sistema de balanç de poder garantint 40 anys de pau estable a la península italiana, afavorint l'eclosió artística i literària del Renaixement, que va col·lapsar definitivament amb la invasió francesa de 1494.

## Guerres d'Itàlia

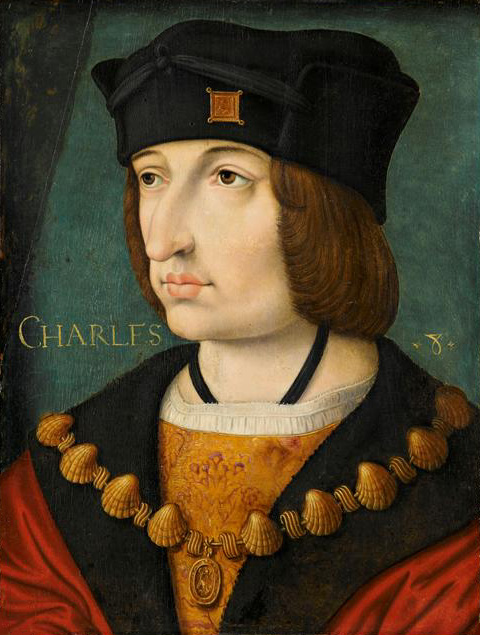
Carles VIII de França per Jean Perréal, Museu Condé de Chantilly.

A l'abril de 1492 va accedir al poder a Florència Pere II de Mèdici, en succeir al seu pare Pere II de Mèdici. Per reafirmar el seu propi poder, Pere II de Mèdici va renovar l'aliança amb Ferran I de Nàpols, que s'havia iniciat en 1467. Mentre a Milà, el duc Joan Galeàs Sforza s'havia casat amb Isabel de Nàpols, néta del rei napolità, la qual cosa va motivar que Lluís Maria Sforza, regent i governant de Milà, temés d'una aliança de Florència i Nàpols per instaurar el seu nebot en el legítim govern que li correspondria. D'aquesta manera Lluís Maria Sforza va buscar l'aliança i la intervenció del rei Carles VIII de França, en qui havien recaigut els drets angevins al tron napolità per la mort de Carles V de Maine; i d'altra banda va buscar assegurar-se el govern milanès amb una investidura imperial: després de la mort a l'agost de 1493 de l'emperador Frederic III, el seu fill Maximilià I d'Habsburg, rei dels Romans, va assumir el poder imperial i Lluís Maria Sforza va accelerar els esponsals de la seva neboda Blanca amb Maximilià aportant un generós dot amb la promesa de la investidura del ducat de Milà. El diploma d'investidura de Lluís Maria Sforza estava datat el 5 de setembre de 1494, abans de la mort de Joan Galeàs Sforza, sobre la base que cap Sforza havia estat investit duc per l'emperador, però havia de mantenir-se en secret. Finalment la investidura es va produir el 26 de maig de 1495 a la Dieta de Worms, amb el consentiment de Maximilià i ja mort Joan Galeàs Sforza.

### Guerra italiana de 1494-1498

Territoris italians en 1494, en vigília de les Guerres d'Itàlia.

Carles VIII de França va entrar a Itàlia l'agost de 1494, sense oposició de les regents de Savoia i Montferrat, i amb la neutralitat de Venècia i de Mòdena-Ferrara. Es va iniciar la campanya italiana que va fer fallida el sistema de Lodi i va iniciar el període de les guerres d'Itàlia. La campanya francesa va ser un èxit i va finalitzar amb l'entrada de Carles VIII a Nàpols el febrer de 1495 i l'expulsió dels Mèdici de Florència, fent que Florència busqués l'amistat dels francesos.
A Milà Joan Galeàs Sforza va morir l'octubre de 1494 i li va succeir el seu oncle Lluís Maria Sforza, el qual, davant l'extensió del poder francès, es va proposar expulsar-los mitjançant la creació el març de 1495 de la Lliga de Venècia juntament amb el papa, Venècia i el rei Ferran II d'Aragó, a la qual es va unir Maximilià I, sobre la base que Carles VIII havia usurpat drets imperials a Toscana. Sense capacitat per resistir, Carles VIII va emprendre la retirada i va abandonar Itàlia l'octubre de 1495.
Lluís Maria Sforza va sol·licitar la presència del rei dels Romans per protegir la ciutat imperial de Pisa, que s'havia independitzat de Florència, per mantenir així el balanç de poder entre Florència i Venècia, i per reprimir les ambicions del rei de França. A finals d'agost de 1496 Maximilià I va travessar els Alps i es va personar a Itàlia amb una exigua força. En els mesos següents no va poder impedir el suport francès a Florència i va fracassar al setge de Liorna. Aïllat i sense subsidis, al desembre va tornar a Alemanya. Pisa es rendiria finalment el 1509.

### Les guerres de la Lliga de Cambrai i l'emperador Maximilià I

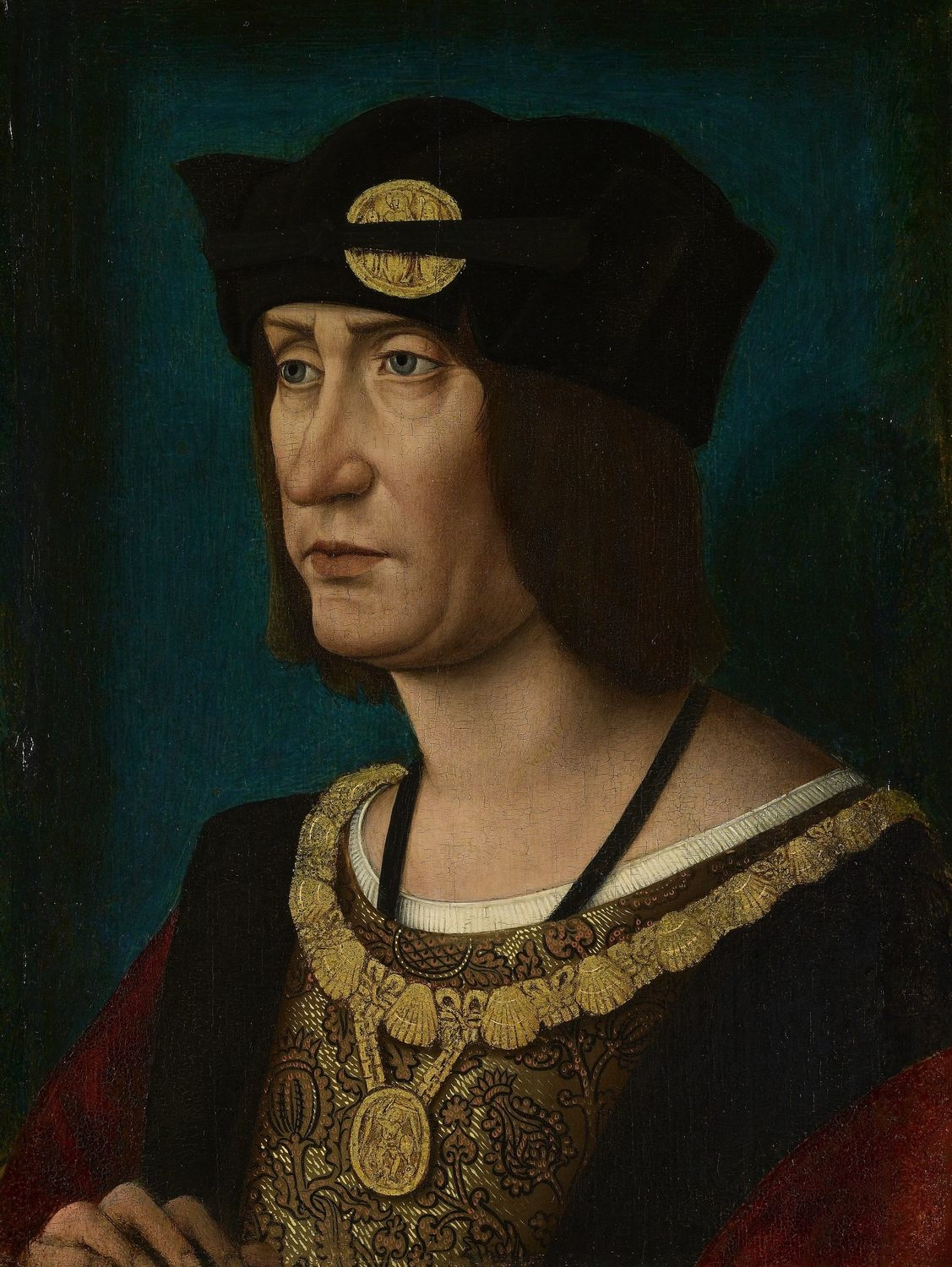
El rei Lluís XII de França per Jean Perréal.

En 1498 va morir el rei Carles VIII de França i li va succeir Lluís XII, qui com net de Valentina Visconti va reclamar el ducat de Milà. Els francesos van passar els Alps l'agost de 1499, i sense poder resistir, Lluís Maria Sforza va fugir i Lluís XII va ser reconegut duc de Milà, setmanes més tard, a l'octubre, Gènova se li va sotmetre. El 1500 Lluís XII va assetjar la ciutat de Novara, població on s'exilià Lluís Maria, tenint entre les seves files ambdós exèrcits mercenaris suïssos, guerrers que havien estat invictes durant els dos últims segles. Davant d'aquest fet els mateixos suïssos, que no estaven d'acord de lluitar entre si, van abandonar els dos exèrcits; i no tan sols això sinó que lliuraren Lluís Maria i el seu germà Ascani, que foren capturats pel rei francès l'abril de 1500. A les actes de Haguenau del 6 i 7 d'abril de 1505, Maximilià va investir a Lluís XII com a duc de Milà.
El juliol de 1507 el rei dels Romans va obtenir a la Dieta imperial a Constança la promesa de subsidis per entrar a Itàlia per a la seva coronació imperial, ja que com a emperador podia designar el seu successor. Va passar a Trento, però els esperats subsidis van consistir en un exigu exèrcit i escassos subministraments, i a més va comptar amb la negativa de Venècia per passar pel seu territori si l'acompanyava l'exèrcit. Així que Maximilià es va proclamar emperador electe el 4 de febrer de 1508 amb el beneplàcit del papa, que no desitjava veure aparèixer l'emperador amb un gran exèrcit a Roma, suposant un precedent que seguirien els seus successors. Des de Roma va envair territori venecià originant una breu guerra de tres mesos en què Venècia va obtenir ports a Istria, sense que el rei francès com a aliat venecià obtingués benefici i això va ofendre el francès.

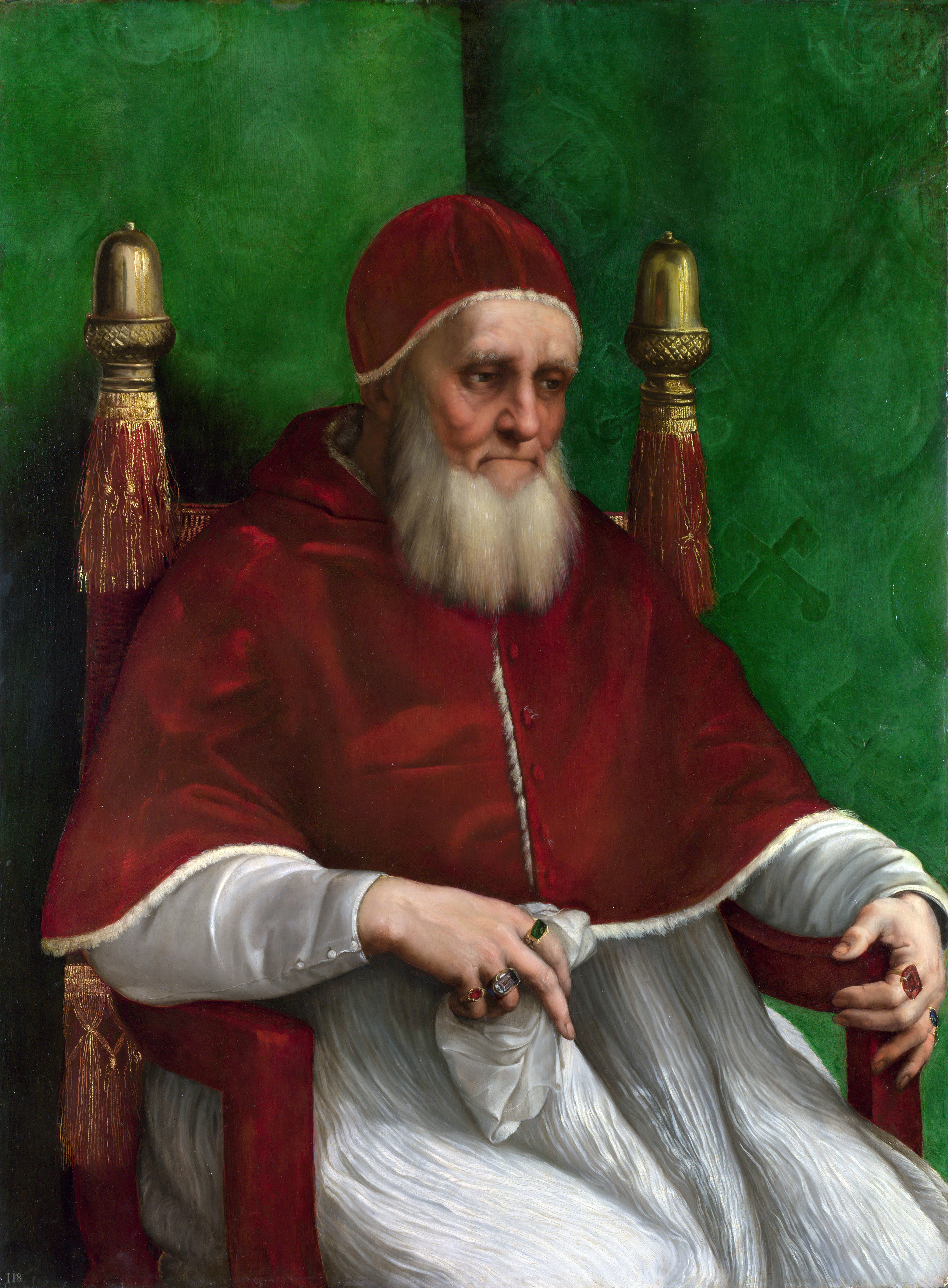
El papa Juli II per Rafael. National Gallery de Londres.

La guerra turco-veneciana (1499-1503) havia suposat a Venècia una pau desfavorable, i la Sereníssima va procedir a expandir-se per la Romanya, davant la qual cosa el papa Juli II (1503-1513) va impulsar la creació de l'antiveneciana Lliga de Cambrai (10 de desembre de 1508), per la qual el papa, el rei de França, el rei d'Aragó, el duc de Ferrara i el marquès de Màntua van obtenir guanys territorials a costa de Venècia i van abandonar les hostilitats. Però l'emperador, que havia obtingut Friül, Ístria i la submissió de ciutats com Verona, Vicenza i Pàdua, es va trobar sol davant de Venècia amb insuficients recursos, de manera que les tropes alemanyes van ser expulsades de Treviso i Pàdua al juny i juliol de 1509, i l'emperador i va haver de replegar-se a Alemanya a l'octubre. El papa, un cop assolit els seus objectius, va perdonar Venècia el febrer de 1510, i va procedir a establir aliances per expulsar els francesos, que ara apareixien com el poder més preeminent a Itàlia.
El canvi del papa va enfortir una aliança entre el rei de França i l'emperador, que es va materialitzar a Blois el 17 de novembre de 1510, en què l'emperador esperava així poder establir la seva autoritat a Itàlia. El papa va formar una Santa Lliga l'octubre de 1511 juntament amb els reis d'Aragó, Enric VIII d'Anglaterra, els suïssos i Venècia, i va atreure a l'emperador en pactar una treva de 10 mesos amb Venècia. Lluís XII va haver d'evacuar Itàlia i Maximilià Sforza, fill de Lluís Maria Sforza, va prendre possessió de Milà amb l'assistència dels mercenaris suïssos, el papa va alienar els territoris de Parma i Piacenza de Milà, i el territori de Mòdena del duc de Ferrara, Gènova va recuperar la seva república, i Florència es va veure de nou sota el govern dels Mèdici a causa de la intervenció espanyola.

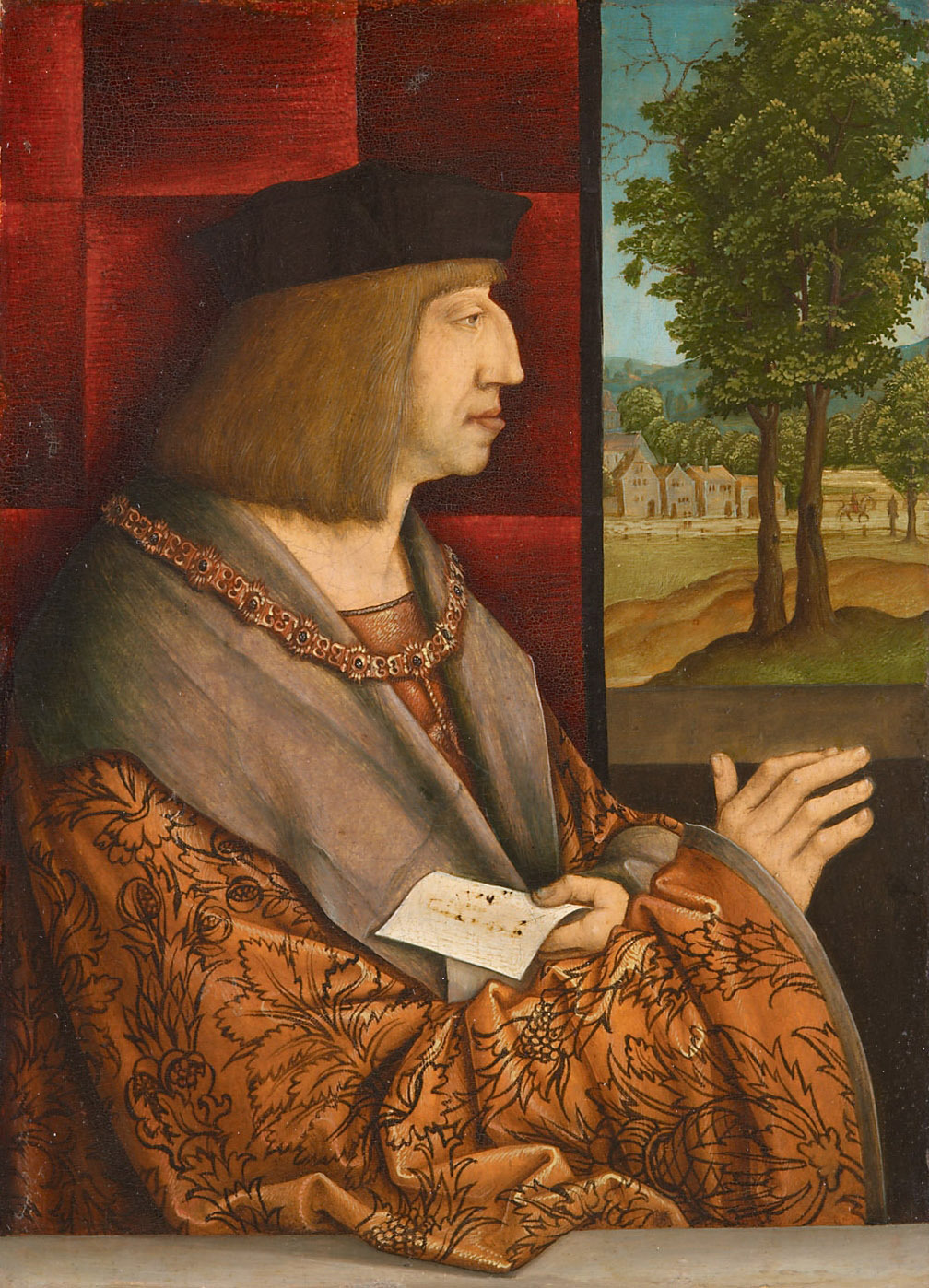
L'emperador Maximilià I per Bernhard Strigel. Museu d'Història de l'Art de Viena.

El papa va arreglar el novembre de 1512 un tractat en què Venècia havia de cedir Verona i Vicenza a l'emperador, així com reconèixer la terraferma com a feu imperial, i l'emperador havia d'atorgar el domini del papa sobre Parma, Piacenza i Mòdena com a feus imperials, i per altra banda, confirmar la investidura de Maximilià Sforza com a duc de Milà a canvi de diners el 29 de desembre. Davant del desfavorable de la seva situació, Venècia va buscar l'aliança de França. Entretant el papa Juli II va morir el febrer de 1513, i el seu successor Giovanni di Mèdici, va prendre el nom de Lleó X.
Al març de 1513 es va signar a Blois, la reconciliació i aliança de França amb Venècia; davant la qual se'n va gestar una altra a Malines el mes següent a què es van adherir el papa, l'emperador, el rei d'Anglaterra i el rei d'Aragó. França i Venècia van atacar amb èxit els territoris del ducat de Milà, però els suïssos van obtenir una victòria tan aclaparadora a la batalla de Novara que els francesos van haver d'evacuar Itàlia i Lluís XII va haver de fer paus separades amb els coaligats. I a Venècia, les tropes espanyoles i pontifícies en suport de les demandes imperials sobre la terraferma, van obtenir èxits inicials culminats a la batalla de La Motta, però Venècia va poder recuperar-se, i quan a finals d'any el papa va disposar el cessament d'hostilitats amb la República amb l'ànim de dur a terme una croada contra el Turc, l'emperador retenia els territoris de Verona i Vicenza. Tot i la derrota francesa, Lluís XII va tornar a preparar una altra campanya per recuperar Milà, però la mort li va sobrevenir l'1 de gener de 1515.

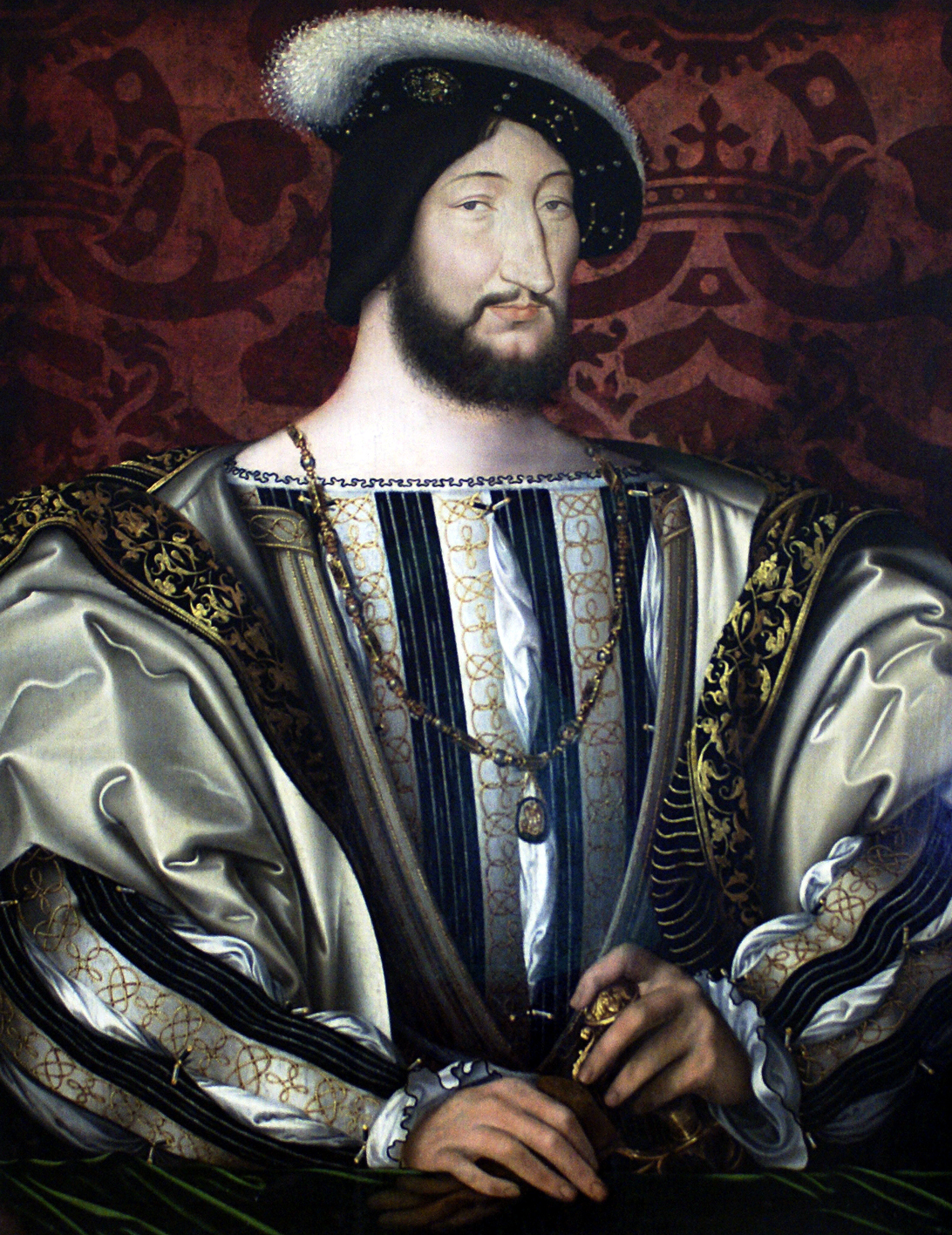
El rei Francesc I de França per Jéan Clouet. Museu del Louvre.

Francesc I, nou rei de França, va reprendre les seves aspiracions sobre el ducat de Milà, com a gendre de Lluís XII, va renovar l'aliança amb Venècia. A causa de la seva victòria sobre els suïssos a la batalla de Marignano, Francesc va fer la seva entrada a Milà l'octubre de 1515. I el papa Lleó X, tement per la seguretat del domini familiar sobre Florència va pactar amb Francesc I la pau en què tornava Parma i Piacenza al ducat de Milà, i Mòdena i Reggio al duc de Ferrara. Però el cardenal Mateu Schinner va aconseguir que l'emperador, juntament amb els suïssos i l'or anglès, emprengués una campanya contra els francesos, que el va portar a Milà. Malgrat el seu avantatge, Maximilià temia de la fidelitat dels suïssos, que havien traït Lluís Maria Sforza, i amb escassetat de fons i mancat d'una artilleria adequada, el 25 de març es va retirar i va abandonar els suïssos. La retirada de Maximilià va suposar la pèrdua les seves posicions italianes a Brescia i Verona a les mans de Venècia. Malalt, el seu net el rei Carles I d'Espanya va signar en nom seu la pau de Brussel·les el 3 de desembre de 1516, per la qual Maximilià renunciava als territoris guanyats a Itàlia en favor de Venècia, conservant Roveredo i Riva, i abandonava Llombardia a Francesc I, finalitzant així les guerres de la Lliga de Cambrai.

### Les guerres italianes i l'emperador Carles V
L'emperador Maximilià I va morir en 1519 i el rei Carles I d'Espanya va ser triat rei de Romans com a Carles V. Aquesta situació produïa el setge del rei francès, i la guerra que va esclatar entre Carles i Francesc va abastar també Itàlia. El papa Lleó X (1513–1521) va arribar a un acord amb Carles V a finals de maig de 1521 per a la restitució de Parma i Piacenza al papa i la coronació imperial de Carles. A mitjan novembre de 1521, les tropes imperials van prendre Milà als francesos, i complint l'acord amb el papa, Parma i Piacenza van passar als Estats Pontificis. La derrota francesa a la batalla de Bicoca li va suposar la pèrdua de Gènova, que va tornar a l'òrbita imperial, i Francesc II Sforza es va establir a Milà. Al novembre de 1523, el llavors governant de Florència, Juli de Mèdici, nebot de Lleó X, va ser triat nou papa com Clement VII (1523-1534), coincidint amb la nova ofensiva de l'exèrcit francès. Davant el poder francès, Venècia i Clement VII, en nom de la Santa Seu i de Florència, van retirar el seu suport a l'emperador.

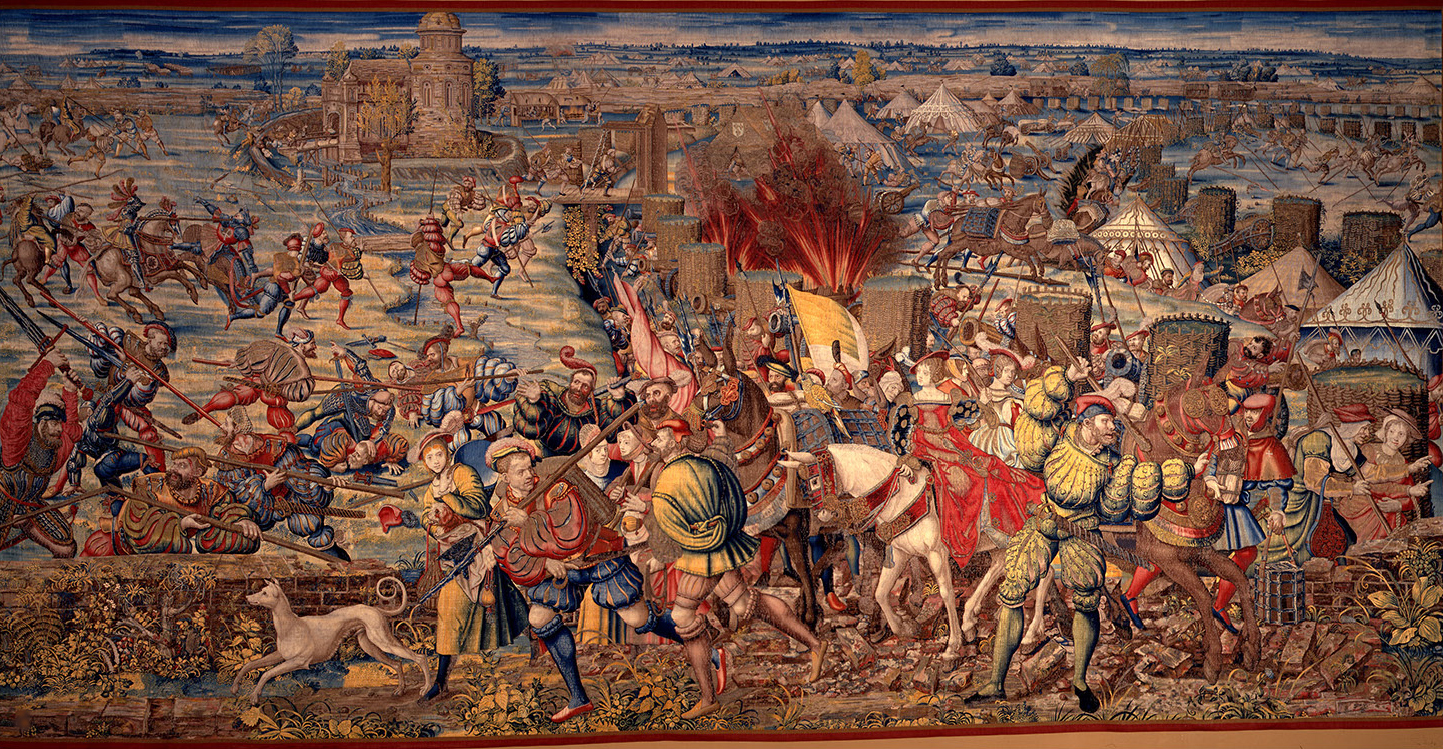
La batalla de Pavia. Tapís de la Galleria Nazionale di Capodimonte (Nàpols), atribuït a B. van Orley

Malgrat que les tropes imperials van derrotar estrepitosament a les franceses al febrer de 1525 a la batalla de Pavia, on el mateix rei Francesc va resultar captiu, al maig de 1526 es va constituir la lliga antiimperial de Cognac, amb la finalitat de restaurar el balanç de poder a Itàlia, en la qual es van incloure el papa Climent VII, Venècia, Florència, el duc de Milà i el rei francès. El duc de Milà va haver de capitular el juliol de 1526 davant les tropes imperials. Però davant d'absència de diners i equipament l'exèrcit imperial es va dirigir a Roma, i al maig de 1527 saquejar la ciutat mantenint al papa captiu. Aprofitant la situació del papa, els florentins van expulsar els Mèdici i van restaurar la república, però un exèrcit francès va entrar a Itàlia a l'agost cap a Llombardia, on va trobar el suport del duc de Milà i de Venècia, però malgrat l'èxit aconseguit, es va retirar de Llombardia i es va dirigir a Roma comptant amb el suport del marquès de Màntua, el de la nova república de Florència, així com del duc de Ferrara, qui va recuperar els territoris de Mòdena i Reggio. Davant la proximitat de les tropes franceses el papa va escapar del seu captiveri el desembre de 1527 i l'exèrcit imperial acantonat a Roma va emprendre camí del sud. A l'agost de 1528 va capitular l'exèrcit francès després de fracassar al setge francès de Nàpols, i la derrota a la batalla de Landriano al juny de 1529 d'un altre exèrcit francès en campanya a Llombardia va posar fi a les esperances de Francesc I. El tractat de Barcelona de 29 de juny de 1529 va treure el papa de la lliga de Cognac. La pau amb França va arribar a l'agost de 1529 a Cambrai en què renunciava a les seves reclamacions a Itàlia i abandonava als seus aliats italians.

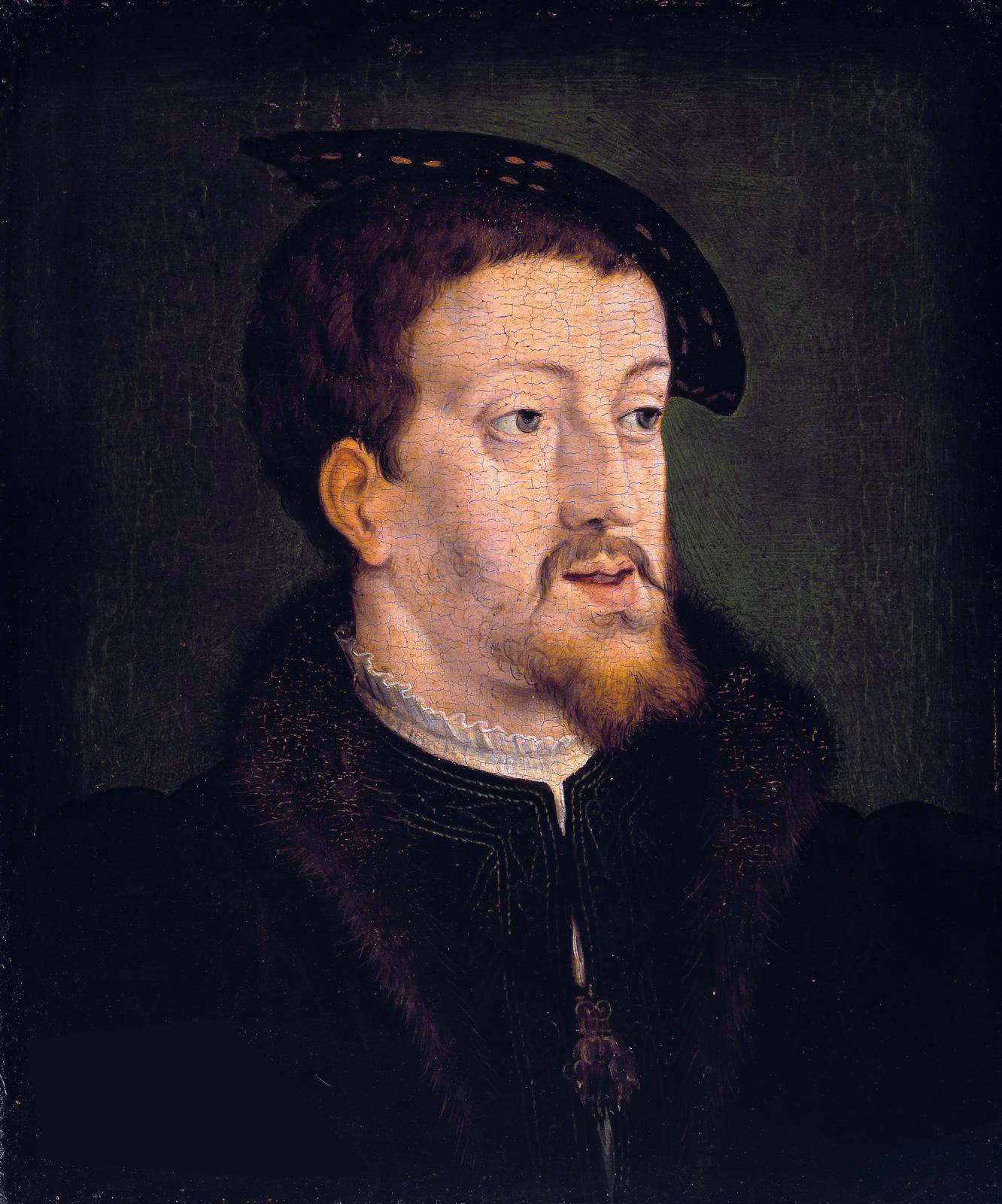
L'emperador Carles V per Jan Cornelisz Vermeyen. Rijksmuseum.

L'emperador Carles V va entrar a la seva aliada Gènova el 12 d'agost de 1529, on van acudir els ambaixadors dels Estats italians, i el 5 de novembre ho va fer a Bolonya, on l'esperava el papa. L'emperador temia que Francesc trenqués la pau una vegada que hagués recobrat els seus fills del captiveri a Madrid i per evitar aquest perill va formar una lliga d'Estats italians el 23 de desembre, en què Florència va ser exclosa a causa del seu rebuig a restaurar els Médici. El papa Climent VII es va adherir a aquesta lliga italiana en què estaven inclosos l'emperador Carles V, el seu germà el rei Ferran de Bohèmia i Hongria, els ducs Francesco II Sforza de Milà, Francesco Maria I della Rovere d'Urbino i Carles III de Savoia, el marquès Federico II Gonzaga de Màntua i Bonifaci Paleòleg de Monferrato, juntament amb les repúbliques de Gènova, Siena, Lucca i Venècia. A Bolonya es va reafirmar la pau de Cambrai, que allunyava França d'Itàlia, i el tractat de Barcelona, que va comprometre les restitucions dels territoris papals arrabassats per Venècia —Urbino i Ferrara— durant el Saqueig de Roma. Els seus resultats van ser que Francesco Maria della Rovere va ser finalment investit amb el ducat d'Urbino per garantir seguretat a Venècia, satisfeta Venècia de tenir Urbino com a territori tap, va tornar al papa a Rávena i Cervia, i a l'emperador ciutats adriàtiques al regne de Nàpols, com Trani o Monopoli, i per compensar el papa per la pèrdua del control directe d'Urbino, les tropes imperials es van encarregar de restablir el domini Mèdici sobre Florència. A Francesco Sforza li va restituir el seu ducat per 900 ducats; Savoia, Montferrato, Gènova, Siena i Lucca es van mantenir sota protecció imperial, i el marquès de Màntua va obtenir el títol ducal. El 22 de febrer i el 24 de febrer de 1530, respectivament va ser coronat pel papa amb la corona de ferro i amb la imperial, i un mes després va partir per a Alemanya. Amb això el 1530, després de 36 anys de guerra, l'emperador va assegurar la seva autoritat sobre Itàlia. Encara romania indecisa la situació de Florència, la campanya imperial de setembre de 1529 va culminar amb la rendició de la república a l'agost de 1530, i al juliol de 1531 Alexandre de Mèdicis entrava com a duc hereditari. I respecte al plet papal amb Alfons I d'Este, contrari al promès al papa, Carles V va decidir investir a l'abril de 1531 a Alfons d'Este amb Mòdena i Reggio com a feus imperials, i Ferrara havia de romandre com a feu papal, però Climent VII es va negar a acceptar-ho i va conspirar contra Alfonso. El resultat final va ser que l'emperador Carles V va quedar com a àrbitre d'Itàlia, i les repúbliques de Lucca i Siena van buscar i van obtenir de l'emperador el 1536 la confirmació de les seves llibertats.

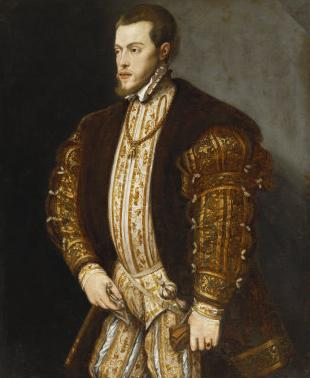
El rei Felip II d'Espanya per Tiziano.

Malgrat l'èxit de l'emperador Carles V a Bolonya, Itàlia va ser escenari d'enfrontaments durant unes dècades més, derivats de l'interès del rei de França en la possessió de Milà: la guerra italiana de 1536-1538, la guerra italiana de 1542-1546, i la guerra italiana de 1551-1559. I finalment, l'emperador va cedir els seus dominis italians en el seu fill el futur rei Felip II d'Espanya: el 1554 li va cedir Nàpols i Milà, i el va nomenar vicari imperial a Siena, i el 1556 li va cedir els regnes de Castella, Aragó i el de Sicília, així com el vicariat general sobre Itàlia, que li atorgava l'autoritat perpètua sobre els territoris del Sacre Imperi a Itàlia, però es va mantenir en secret.
En la pau de Cateau-Cambrésis (3 d'abril de 1559) el rei Enric II de França va renunciar a les seves reivindicacions italianes, es va confirmar la sobirania de Nàpols i Milà al rei Felip II d'Espanya, es va ratificar la restauració de gran part de les possessions de la casa de Savoia abans de les guerres italianes, el reconeixement de la possessió de Parma i Piacenza a la casa de Farnese, que l'havia rebut al setembre de 1556 de Felip II com a duc de Milà, i també la cessió espanyola de Siena a la casa de Médici, produïda al juliol de 1557 com una subinfeudització. En definitiva, el tractat de Cateau-Cambrésis entre França i Espanya va confirmar l'era de la supremacia espanyola sobre Itàlia.

## ElReichsitaliendesprés de la reforma de l'Imperi (Reichsreform)
A la Dieta de Worms de 1495 es va originar una nova institució com a remei a les guerres instestines alemanyes i garantia de la pau pública, la Cambra Imperial (Reichskammergericht); però en 1501 Maximilià I, recelós a preservar el dret de l'emperador a rebre apel·lacions i exercir la jurisdicció suprema, va establir el Consell Àulic (Reichshofrat), ho va ser confirmat a la Dieta de Tréveris de 1512. El Consell Àulic era la suprema Tall administrativa, feudal i constitucional, les decisions del qual eren sotmeses a l'aprovació de l'emperador, i així l'emperador podia intervenir directament al govern dels territoris del Reich. El Consell Àulic tenia jurisdicció d'apel·lació concurrent amb la Cambra Imperial en tots els casos, i a més tenia jurisdicció exclusiva en els processos feudals relatius als feudataris immediats de l'emperador, les apel·lacions dels dominis hereditaris de l'emperador, i tots els assumptes concernents a la jurisdicció imperial a Itàlia, on s'ocupava d'aspectes relatius a la investigació de vassalls italians, disputes sobre la possessió d'un feu, conflictes fronterers, processos de confiscació de feus, i en general qualsevol tipus de disputa relativa als feuda imperialia, com el més alt tribunal d'apel·lació per a tot el regne d'Itàlia; així tenia una secció en llatí, amb el seu propi secretari (Reichshofratssekretär), que s'ocupava majoritàriament dels casos italians, i també un fiscal (Reichshoffiskal) que s'encarregava de rastrejar els drets imperials.
En el segle xvii la superfície política del Reich estava dividida en uns quatre-cents territoris de diverses grandàries denominats Estats Imperials (Reichsstände): prínceps imperials, prelats imperials, comtes imperials i ciutats lliures imperials (Reichsstädte); als quals s'afegirien els més de 2.000 diminuts senyorius territorials dels cavallers imperials (Reichsritter). Entre els anys 1500 i 1512, el Reich va ser organitzat amb la introducció dels cercles imperials (Reichkreise) per a entre altres comeses, garantir la pau (Landfriede) i defensa regional, i executar les sentències donades pels tribunals superiors (Reichskammergericht i Reichshofrat), però Bohèmia i els seus territoris (Moravia, Lusàcia i Silèsia), els cavallers imperials, Itàlia imperial i la Confederació suïssa van romandre fora d'aquesta organització.
Els territoris d'Itàlia imperial (Reichsitalien) eren part de l'estructura feudal del Reich. El conformaven els principats de Toscana, Milà, Savoia, Màntua, Mòdena, Reggio, Massa, Montferrato, Parma, Piacenza, i Mirandola, les repúbliques de Gènova, Lucca, i a més, uns 200-300 petits feus en dependència directa de l'emperador, com els cavallers imperials de Piemont, o famílies comtals Reichsfreiheit com els Malaspina, interessats a conservar el seu enllaç amb l'emperador per contrarestar les apetències dels seus poderosos veïns circumdants. Els feus estaven classificats en feus llombards com els de Milà, Màntua, Monferrato, Gonzaga; a feus ligúrics, de la costa genovesa; a feus bononiencs, com Mòdena; a feus toscans, com Toscana o Piombino; i a feus de Tirnisana, com Massa.
L'emperador Carles V (1519-1558) va ser l'últim sobirà a ser coronat rei d'Itàlia —i també a ser coronat com a emperador. Per tant, atès que els emperadors van estar absents d'Itàlia i que no van tenir cap base territorial específica a Itàlia fins després de la Guerra de Successió Espanyola (1701-1714), llavors el poder de l'emperador a l'Itàlia imperial estava limitat a ser el senyor feudal dels grans i petits feus del Reichsitalien, allò que acceptava en la capitulació imperial (Wahlkapitulation). Això significava tenir el dret d'investidura, sotmetre els senyors davant del Consell Àulic, i percebre contribucions tant en temps de guerra com de pau per part dels feudataris italians.
Els vincles feudals van ser el principal mitjà perquè els grans poders exercissin el seu control a Itàlia, i l'emperador Carles V va ser el principal arquitecte d'aquesta refeudalització imperial, tendència que els successius emperadors van confirmar. Així, Carles V va investir a Alexandre i Cosme I de Mèdici com a ducs de Florència, en 1545 va crear el ducado de Parma per al fill del papa Pau III, i a Frederic II Gonzaga li va elevar a duc de Màntua en 1530, a qui se li va afegir la investidura del marquesat de Montferrato el 1536, territori que seria elevat a ducat per l'emperador Maximilià II el 1574. A més, Maximilià II va atorgar en 1576 la investidura com gran duc de Toscana a Francesc de Mèdici. I l'emperador Rodolf II va concedir en 1597 la investidura del ducat de Mòdena a Cèsar d'Este. El feudalisme va arribar a ser cada vegada més important a Itàlia, de manera que va permetre a l'emperador Carles VI negociar les investidures de Parma, Piacenza i Toscana al segle xviii.
Per salvaguardar els drets de l'Imperi a Itàlia, el vicariat imperial (Reichsvikariate) era viable però condicionalment, ja que suposava transferir competències de l'emperador a un príncep sobre una àrea de feus imperials atorgant més poder al príncep territorial i no a l'emperador. Com que el vicariat no era un mètode factible per fer validar la jurisdicció imperial a Itàlia, els emperadors dels segles segle xvi i segle xvii van nomenar comissaris (Kommissaren) per fer investigacions de camp per al Consell Àulic, actuar com a autoritat conciliatòria sobre el terreny, assumir la gestió d'un feu disputat en nom de l'emperador, o exercitar la delegació dels litigis en altres tribunals, així per exemple, l'emperador Ferran I va comissionar en 1563, al rei d'Espanya, com Ducado de Milà, per resoldre el litigi entre Gènova i el marcat de Finale. Però en vista de les insatisfactòries experiències amb comissaris, a la dècada de 1620 l'emperador va designar un únic comissari general (Generalkommissar) per vigilar els drets imperials al Reichsitalien, que requeia en una persona distingida però no d'una poderosa família italiana.

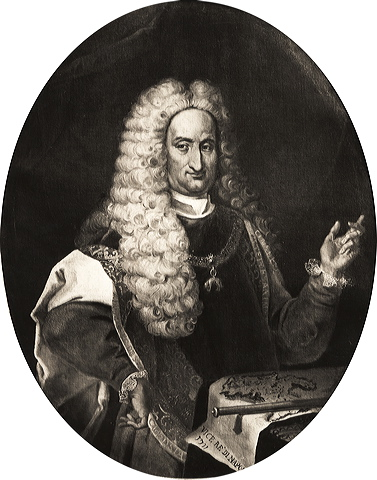
Carlo Borromeo Arese, commissario imperiale plenipotenziario, en 1733.

El nomenament de Carlo Borromeo Arese com a plenipotenciari imperial el 1715 va marcar una fita en la història institucional del Reichsitalien, ja que va aparèixer una veritable autoritat central per als feus italians, que es va convertir en un tribunal feudal de primera instància. El plenipotenciari era el representant autoritzat de l'emperador a Itàlia i el seu ambaixador a Roma; també havia d'assegurar l'aprovisionament de les forces imperials a Itàlia negociant amb els vassalls italians la quantitat de les contribucions que havien de pagar, i a més en matèria judicial, mantenir o recuperar els drets imperials. D'aquesta manera, la nova institució va ser molt important per a l'exercici de la jurisdicció imperial a Itàlia, juntament amb un fiscal imperial (Reichsfiskal) per a Itàlia, institució que ja funcionava des de la dècada de 1690. Un nombre creixent d'italians van posar les seves disputes al Reichshofrat, l'única Cort suprema amb jurisdicció a la Itàlia imperial. El plenipotenciari va exercir un important paper a dur a terme comissions locals i com a tall d'arbitratge, però el Reichshofrat tendia a mantenir el plenipotenciari sota un estricte control. Altres plenipotenciaris imperials que van ocupar el càrrec van ser Antoniotto Botta Adorno, Friedrich Khevenmüller-Metsch, Carlo de Firmian i Giuseppe de Wilczek, que va ser el darrer plenipotenciari fins que el 1796 la magistratura va ser abolida a causa de la campanya de Bonaparte a Itàlia.

## Itàlia sota domini estranger

### Canvis socioeconòmics
Després de les crisis demogràfiques de la segona meitat del segle xiv, la població italiana gairebé es va duplicar i va passar de prop de set milions a prop de tretze milions entre 1400 i 1600. El blat i la llana eren els principals productes agrícoles, i la producció tèxtil de llanes i sedes va seguir sent la principal indústria a les ciutats. L'augment de població va implicar l'augment de la demanda de productes, que va suposar l'ampliació dels trencaments, però no prou per evitar elevar la inflació, afavorida per l'increment del subministrament de plata que procedia del Nou Món, i amb uns malgastadors despeses militars en guerres. Però des de finals del segle xvi i durant el segle xvii es va produir la involució. Les epidèmies van reduir la població de forma general al voltant d'una cambra, però grans ciutats com Milà i Gènova van perdre fins a la meitat de la seva població. L'agricultura intensiva mantenia les grans ciutats, però un excessiu desenvolupament a terres improductives, l'esgotament del sòl i la manca de finançament, van oprimir la població. A més, la Guerra dels Trenta Anys entre 1618 i 1648 a Europa i la guerra entre otomans i perses de 1623 a 1639 van interrompre l'important mercat d'exportació italià, de manera que la producció de llana va caure un 50 % a la dècada de 1620 i posteriorment gairebé va desaparèixer, encara que la producció de seda es va mantenir. Les importacions del nord-oest europeu a preus més baixos van frenar el desenvolupament industrial, i els mercaders per escapar a les regulacions gremials van afavorir la implantació del sistema Putting-out, que transferiu la producció industrial urbana al camp. El capital es va traslladar del sector industrial a la producció agrícola de cultius comercials com l'oli d'oliva, el vi i la seda salvatge, i les ciutats van disminuir la seva activitat econòmica i van deixar d'atreure immigració, de manera que van deixar de créixer.
Des de la dècada de 1730 les epidèmies van remetre, i seguint la tendència del segle xvii, la inversió a la terra va afavorir l'augment de la producció que va afavorir el creixement demogràfic, augmentant al voltant d'un terç, a divuit milions. El comerç atlàntic va provocar l'estancament de la Mediterrània, el comerç exterior d'Itàlia va disminuir i les seves exportacions van passar de ser de valuosos productes manufacturats a matèries primeres relativament barates, com a productes agrícoles, i també de productes semielaborats, i es va convertir en un importador de productes industrials acabats.

### L'hegemonia espanyola
Després de la pau de Cateau-Cambrésis, Espanya va establir la seva supremacia a Itàlia. El seu artífex havia estat l'emperador Carles V quan va concedir al seu fill Felip la investidura del ducat de Milà el 10 d'octubre de 1540, que es va sumar a la possessió de Nàpols, Sicília i Sardenya, en assumir Felip la Corona espanyola el gener de 1556. En aquest mateix any, el rei espanyol va crear el Consell d'Itàlia per als assumptes dels territoris de Nàpols, Sicília i Milà complicant la posició imperial al nord d'Itàlia on Espanya buscava establir la seva pròpia xarxa de dependències a costa del control imperial amb la finalitat de garantir l'aprovisionament dels Països Baixos i assegurar-se accessos directes al mar.
Malgrat la supremacia espanyola a Itàlia, però, els territoris italians al nord dels Estats Pontificis i a excepció de Venècia, seguien formant part de l'Imperi, i els emperadors no van renunciar a les seves prerrogatives. Així doncs, si bé el març de 1556 l'emperador Carles V va designar el seu fill Felip, i als seus successors, amb el vicariat perpetu de l'Imperi a Itàlia, aquesta designació es va mantenir secreta i en 1558 el rei espanyol va sol·licitar al seu oncle l'emperador Ferran I la investidura oficial com a vicari general de l'Imperi a Itàlia, però la qüestió va ser rebutjada subtilment per l'emperador, ja que la seva acceptació hauria suposat de fet la pèrdua imperial a Itàlia, de manera que l'emperador va condicionar el vicariat a la presència forçosa del rei espanyol a Itàlia,i al possible conflicte que podia originar-se a l'Imperi. La intervenció espanyola en el conflicte del marquesat de Finale entre Gènova i la família Del Carretto no va ser aprovada per l'emperador, i malgrat que les tropes espanyoles es van apoderar Finale en 1602, la promesa d'investidura no va arribar fins al Tractat d'Oñate de 1617, com a contrapartida a la renúncia del rei Felip III d'Espanya a l'herència de l'emperador Maties; aquesta investidura es va dur a terme el 1619.
La Guerra dels Trenta Anys va ser aprofitada per França per intervenir de nou a Itàlia a la Guerra de la Valtelina (1623-1626) i a la Guerra de Successió de Màntua (1628- 1631). El 1627 es va extingir la descendència directa dels Gonzaga, i l'emperador va reclamar Màntua i Montferrato com a feus imperials, mostrant la vigència dels drets imperials de l'emperador com a senyor del Reichsitalien en veure amenaçada la seva posició per França. França va envair Savoia i Piemont i el Consell privat de l'Imperi (Geheimer Rat) va veure que la intervenció francesa buscava afeblir la posició de l'emperador a la Itàlia imperial, i es va organitzar un exèrcit imperial per garantir l'autoritat imperial a Itàlia. La mediació del papa Urbà VIII va produir el tractat de Cherasco (1631), pel qual Carles I Gonzaga-Nevers va obtenir de l'emperador la investidura del ducat.
Tot i que la Pau de Westfàlia (1648) va deixar a l'emperador davant una sobirania fragmentada a l'Imperi, va ser durant el regnat de l'emperador Leopold I quan es va produir una recuperació imperial amb la transformació de l'emperador en una figura internacional, amb la contribució dels territoris de l'Imperi a un exèrcit imperial comú, així com la intensificació dels drets feudals imperials al Reichsitalien, aprofitant la contínua debilitat espanyola, sobretot amb posterioritat a 1659, any en què el tractat dels Pirineus va liquidar l'hegemonia espanyola a Europa. Els oficials espanyols a Milà van cooperar amb els esforços austríacs per reviure la influència imperial, mentre que un nombre creixent de nobles italians van entrar al servei dels Habsburg austríacs en preferència sobre Espanya o el papa. Els intents imperials a la dècada de 1690 de renovar els juraments de fidelitat dels vassalls italians de l'emperador van trobar una resposta entusiàstica inesperada. Itàlia va arribar a ser un important terreny de reclutament per a l'exèrcit austríac, i el príncep Eugeni de Savoia va recaptar dels vassalls italians significatives contribucions per a l'esforç imperial de guerra. L'emperador estava representat per legacions permanents a Roma, Milà, Pisa i Pavia, i els seus funcionaris tenien una funció similar a l'organització d'un cercle imperial a Alemanya respecte de la coordinació en èxits comuns com a alleujar la carestia.
A la Guerra dels Nou Anys (1688-1697) entre França i la Lliga d'Augsburg, l'aliança l'emperador amb el duc de Savoia era un mitjà d'intensificar la presència imperial a Itàlia i en especial a Llombardia, ja que la manca de successió del rei Carles II d'Espanya li posaria a disposició el ducat de Milà; però malgrat que el territori de Savoia-Piemont, com a membre de l'Imperi, podia esperar protecció l'emperador, i com a agent de l'emperador el duc podia buscar prebendes en forma de dignitats o feus, els territoris del Milanesat eren també ambicionats pel duc, i va ser l'increment de la presència imperial a Llombardia el que va decantar finalment la permanència de Savoia a l'òrbita francesa.

### La disputa entre les cases de Habsburg i de Borbó

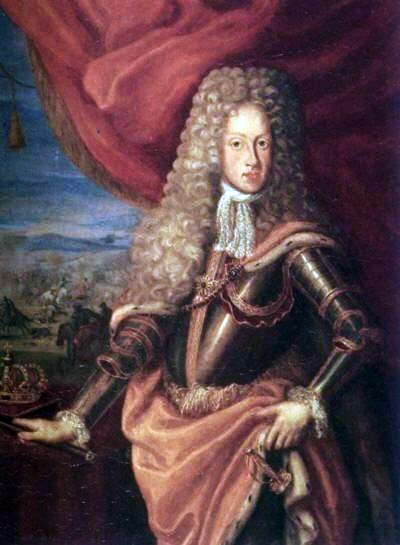
L'emperador Josep I va restaurar l'autoritat imperial en el Reichsitalien.

La Guerra de Successió Espanyola (1701-1715) va suposar el suport definitiu de la intervenció imperial a Itàlia. En 1705 va morir l'emperador Leopold I, i li va succeir el seu fill Josep I (1705-1711). El 1706 Josep I va emprendre una reeixida campanya d'Itàlia, que va expulsar els espanyols de la península. L'emperador, lliure de la ingerència espanyola, va fer servir les seves prerrogatives imperials per renéixer els drets de l'Imperi sobre els grans feus d'Itàlia, així va consolidar l'autoritat imperial sobre Itàlia, que va romandre fins al període napoleònic. Els territoris costaners de Gènova, Toscana, Lucca i Massa van haver de pagar una contribució monetària, mentre que les zones interiors de Mòdena, Màntua, Mirant-la, Parma i Guastalla es van assignar per acantonar les tropes austríaques. L'autoritat dels Habsburg es va reforçar amb la intervenció del Reichshofrat davant dels ducs proborbònics: ja s'havia sotmès el 1701 el duc Víctor Amadeu II de Savoia, i el 1707 l'emperador va desposseir el duc de Màntua, Ferran Carles Gonzaga, i va atorgar posteriorment Montferrato al duc de Savoia, i Bozzolo i Sabbioneta al duc de Guastalla, Vincenzo Gonzaga; el 1709, va desposseir el duc de Mirandola, Francesco Maria Pico, que va vendre tres anys més tard a Rinald III d'Este, duc de Mòdena. Amb la seva autoritat confirmada al nord i les seves tropes en possessió del sud, l'emperador va procedir contra el papa Clement XI (1700-1721), ja que no havia reconegut les adquisicions dels Habsburg. La butlla d'excomunió contra les tropes imperials que extraguessin contribucions del clergat del ducat de Parma va ser el detonant per sotmetre el papa. Atès que els ducats de Parma i Piacenza eren antigues dependències del regne d'Itàlia i els ducs Farnese havien rebut la investidura dels emperadors, es va dur a terme una breu guerra i el papa va capitular el 1709.
Quan l'emperador va morir en 1711 i el seu germà va ser triat emperador Carles VI (1711–1740), es va produir un compromís internacional per acabar la guerra. Els tractats d'Utrecht (1713) i de Baden (1714) van sentenciar el final de la presència espanyola a Itàlia, els territoris del qual van ser reconeguts per a la casa d'Habsburg. Per contrarestar l'engrandiment dels Habsburg i el fet de reviure de les antigues prerrogatives imperials a Itàlia, Anglaterra va afavorir l'enfortiment i l'ampliació de territori per a la casa de Savoia amb el regne de Sicília, permutat pel regne de Sardenya el 1720.
La Guerra de la Quàdruple Aliança (1717–1721) va reactivar els interessos espanyols a Itàlia. Així, els tractats de L'Haia (1720), de Sevilla (1729) i de Viena (1731) van assegurar a Carles de Borbó com a duc de Parma i Piacenza després de l'extinció de la casa de Farnese, per això, el comissari imperial, Carlo Borromeo Arese, va impedir les pretensions pontifícies sobre els ducats de Parma i Piacenza i va assegurar la successió a Carles de Borbó com a feudatari de l'emperador. La Guerra de Successió Polonesa (1733-1735) va suposar a l'emperador la permuta de Nàpols i Sicília pels ducats de Parma i Piacenza, i a més va assegurar per al seu gendre —futur emperador Francesc I— i els seus descendents el Gran Ducat de Toscana després de l'extinció de la descendència de la família Mèdici, de manera que Carles VI va mantenir uns territoris més compactes, la qual cosa va permetre una millor defensa enfront dels envits dels exèrcits borbònics de França-Espanya-Nàpols durant la Guerra de Successió Àustriaca (1740-1748). El Tractat d'Aquisgrà (1748) va atorgar a l'infant Felip de Borbó els ducats de Parma i de Piacenza juntament amb el de Guastalla, que des de 1746 estava en possessió dels Habsburg després de l'extinció de la família Gonzaga.
Finalment, en el Tractat d'Aranjuez (1752), els Habsburg i els Borbons van normalitzar les seves relacions a Itàlia. Davant de la mort sense successió del rei Ferran VI d'Espanya, el tractat de Nàpols de 1759 va ratificar la posició de les branques de Borbó-Parma i de Borbó-Dos Sicílies als seus respectius territoris i la successió de Carles VII de Nàpols i Sicília a Espanya, així com el reconeixement del del senyoratge feudal de l'emperador en el Reichsitalien. Des de llavors la situació a Itàlia va quedar fora de l'escenari bèl·lic europeu durant quaranta anys, mantenint-se l'estructura institucional del Reichsitalien fins a les campanyes revolucionàries de França.

Disputa entre les Cases de Borbó i Habsburg pel control d'Itàlia.
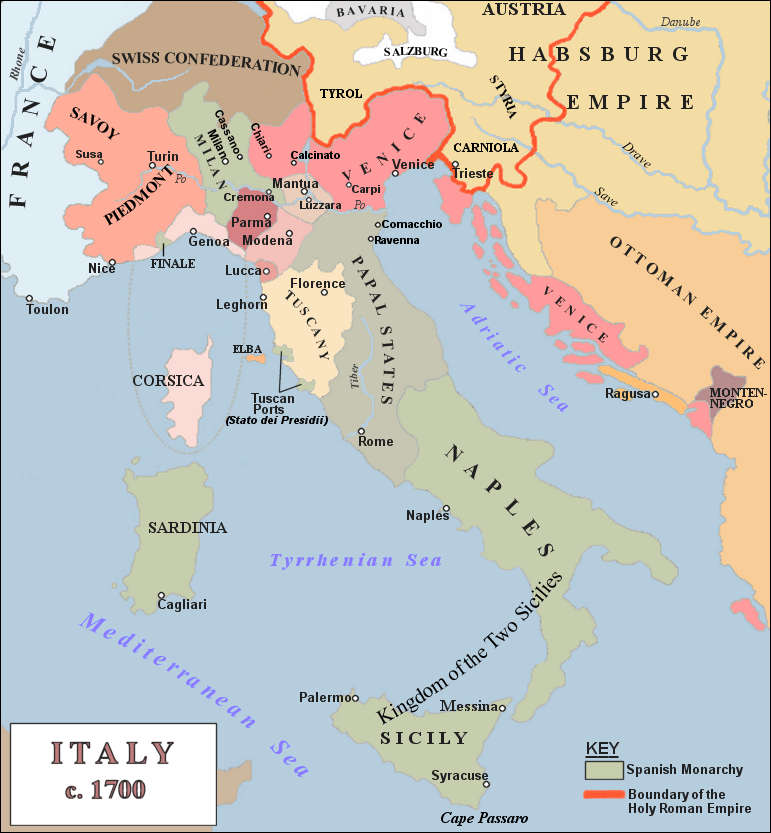
Itàlia el 1700, abans de la guerra de successió espanyola
Itàlia el 1718, abans de la guerra de la Quàdruple Aliança
Itàlia el 1733, abans de la guerra de successió polonesa
Itàlia el 1738, després de la guerra de successió polonesa
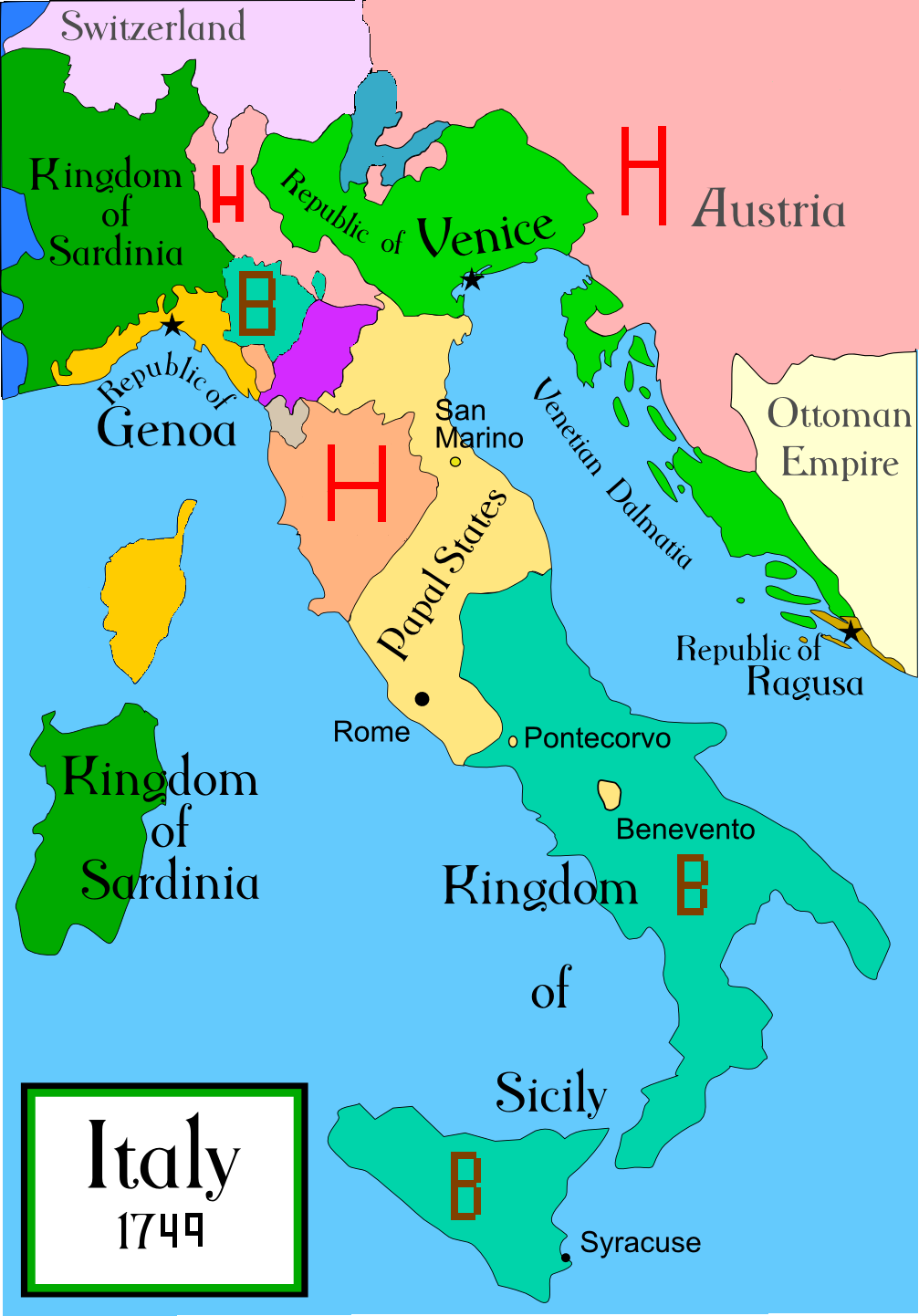
Itàlia el 1748, després de la guerra de successió austríaca

## L'època de la Revolució

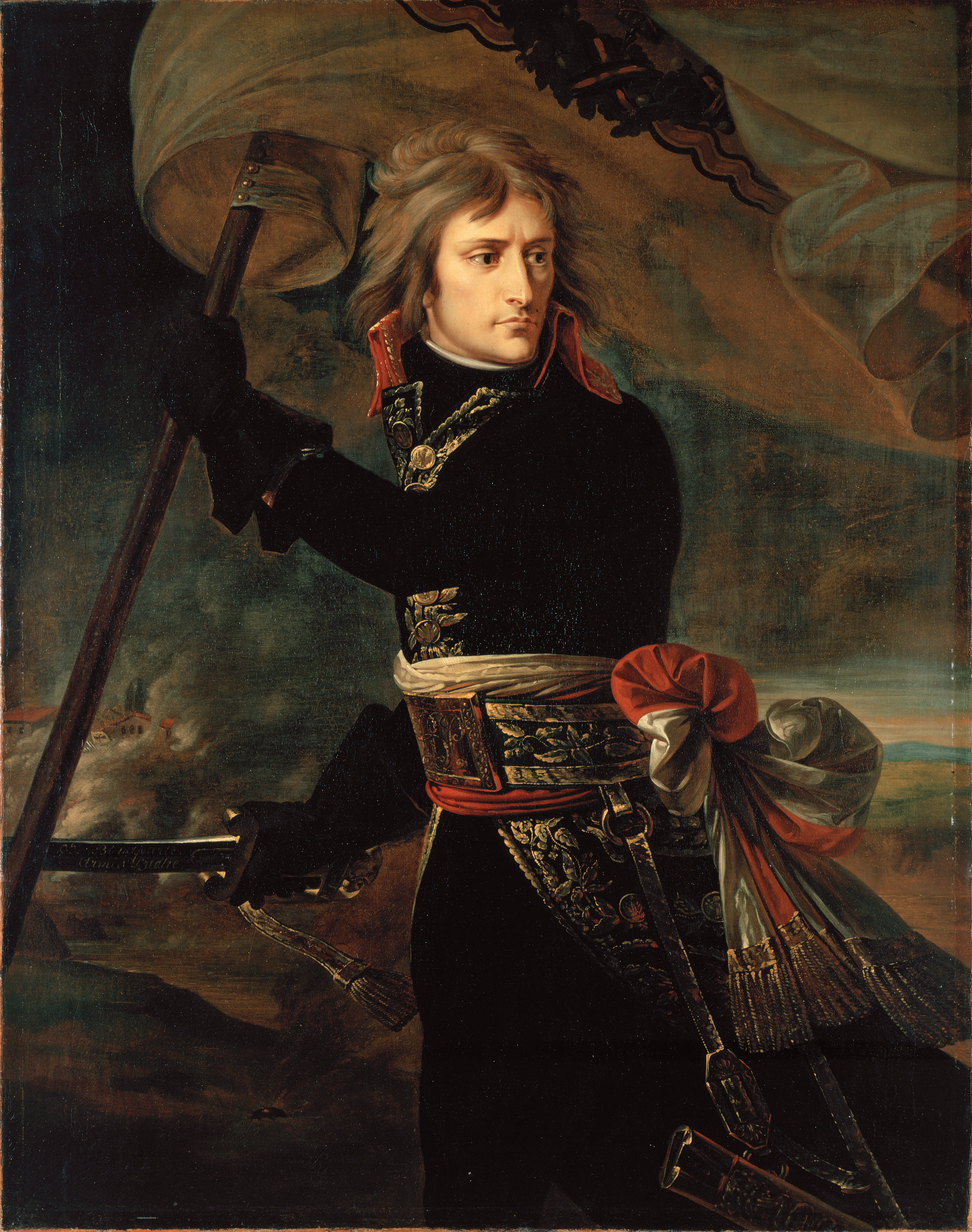
Bonaparte en la batalla del pont d'Arcole (1796), per Antoine-Jean Gros. Museu de l'Hermitage.

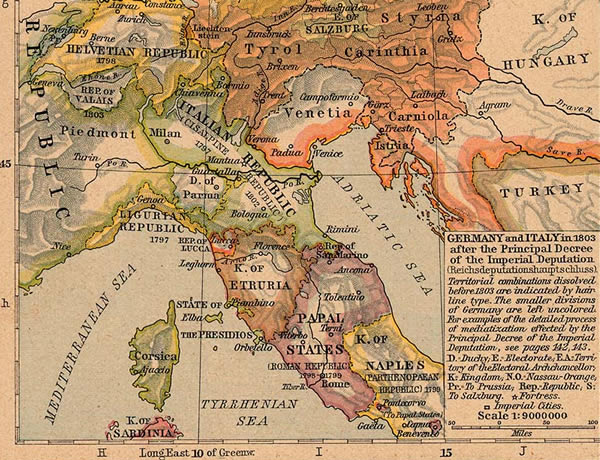
Itàlia el 1803, després de la dissolució del Reichsitalien.

En el transcurs de la Revolució francesa, el govern del Directori va posar la seva atenció sobre el nord italià, no només com a forma de finançar França, sinó com una moneda de canvi per obtenir avantatges a Renània; però Àustria també tenia interès a Itàlia per alleujar la pressió francesa sobre els principats alemanys. La campanya d'Itàlia encapçalada per Napoleó Bonaparte va començar el març de 1796. La victòria batalla del pont de Lodi el 10 de maig, va posar en retirada als austríacs de Llombardia i els francesos van entrar en Milà, per això es van assegurar el control d'Itàlia. La república de Gènova va ser desmantellada i reconstituïda com a República Ligur el 6 de juny de 1797. La República Cisalpina va ser proclamada el 29 de juny de 1797 i incloïa els territoris de l'antic ducat de Milà, els antics territoris venecians de la terraferma fins al riu Adige, i també els territoris de Mòdena, Reggio, Mirandola i Massa-Carrara, i les legacions papals de Ferrara, Bolonya i Romanya, a més de Màntua i la Valtelina. Bonaparte ja havia acordat un armistici a Leoben el 7 d'abril, que va derivar el 17 d'octubre de 1797 en el Tractat de Campo Formio, pel qual l'emperador Francesc II va rebre la terraferma veneciana des del riu Adige renunciant als territoris que formaven la república Cisalpina.

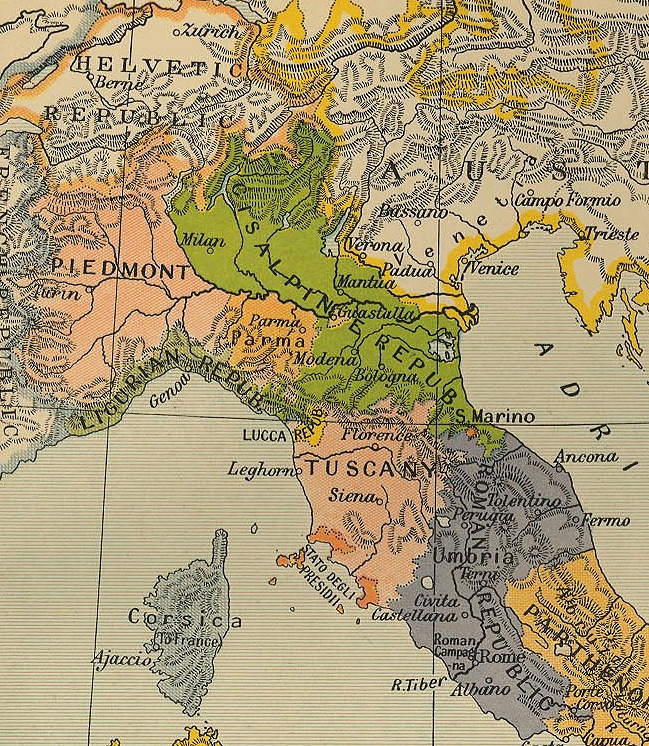
Itàlia en 1799, anterior a la campanya austro-russa de la Segona Coalició.

Al novembre de 1797 es va convocar un Congrés a Rastadt per establir la pau entre França i l'Imperi i procurar que la Dieta imperial renunciés els drets feudals i de senyoratge sobre Itàlia, ja que el tractat de Campo Formio no s'havia dut a terme amb l'Imperi, sinó amb l'emperador, com a sobirà d'Àustria i rei de Bohèmia i Hongria. Però el Congrés de Rastadt va finalitzar abruptament l'abril del 1799 amb la derrota francesa a Cassano d'Adda enfront dels exèrcits austríacs i russos de la Segona Coalició, la qual cosa els va permetre apoderar-se de tot el nord italià. Davant els èxits austrorussos, la Dieta imperial va declarar la guerra a França mesos més tard, al setembre. Bonaparte va prendre el poder a França com a cònsol al novembre, després del 18 de brumari, i va emprendre el camí d'Itàlia. Després de travessar els Alps va entrar a Milà al juny de 1800, i dies després la victòria francesa després de la batalla de Marengo va produir el fracàs de la campanya austríaca a Itàlia. A Milà es va restaurar la República Cisalpina i per l'armistici d'Alessandria, els austríacs es van retirar cap al Mincio i van abandonar Piemont, on es va reinstaurar un nou govern provisional profrancès —la república Subalpina—, fins a la seva incorporació a França en 1802. L'abandó austríac de Gènova va reinstaurar la República ligur. A l'octubre els francesos van ocupar Toscana, al desembre van passar el Mincio i van detenir el seu avenç per l'armistici de Treviso al gener de 1801.
La pau va arribar amb el tractat de Lunéville pel qual França va obtenir la pau no només amb Àustria, sinó amb l'Imperi en el seu conjunt. El tractat va ser signat el 9 de febrer de 1801 i es va acordar per a territori italià la confirmació per a Àustria de la terraferma veneciana fins al riu Adige, el desposseït duc Hèrcules III de Mòdena rebria Brisgòvia en compensació, el desposseït gran duc Ferran III de Toscana renunciava a Toscana, que quedava assignada per al fill del duc de Parma, i rebria una compensació territorial a Alemanya, es reconeixia la independència de les repúbliques Cisalpina i Ligúria incloent els seus feus imperials. No obstant això, no hi va haver una renúncia general de l'Imperi a tot el senyoratge sobre el Reichsitalien, en no haver-hi una renúncia formal sobre el ducat de Parma (amb Plasència i Guastalla) i Piemont (amb Le Langhe i Montferrato), territoris que van ser integrats a França poc temps després.
L'emperador Francesc II va posar en coneixement el tractat de Lunéville a la Dieta imperial el 21 de febrer de 1801 disculpant-se per haver-lo tancat sense la participació de la Dieta. El tractat de Lunéville va ser ratificat per la Dieta imperial el 7 de març de 1801 i dos dies després es va elaborar el corresponent conclusum per ser enviat i ratificat a França, que va tenir lloc el 16 de març.
La desaparició del poder imperial va assolir també Alemanya. Les pèrdues territorials a l'Imperi ho va sumir en un procés conegut com Reichsdeputationshauptschluss. El 12 de juliol de 1806 es va constituir la Confederació del Rin, l'1 d'agost Napoleó Bonaparte, com a protector de la Confederació, va informar a la Dieta imperial que no reconeixeria l'existència de l'Imperi, i el 6 d'agost, el emperador Francesc II va renunciar a la dignitat imperial d'emperador romà germànic.